# Djerba
Djerba, Jerba ou Yerba (em árabe: جربة; romaniz.: Ǧirba ou Jarbah), também chamada no passado Gerba, Girba, ou, em castelhano, Los Gelves, é uma ilha situada na costa mediterrânica do sul da Tunísia, com 514 km² de área. É a maior ilha costeira do Norte de África e situa-se a sudeste do golfo de Gabès, barrando a entrada do golfo de Boughrara. Tem cerca de 20 por 25 km e 150 km de costa. Em 2004, a ilha tinha 139 517 habitantes. Houmt Souk, a capital e única verdadeira cidade, tinha então 44 555 habitantes.
Segundo a lenda, Djerba foi visitada por Ulisses. Os cartagineses tiveram ali diversos entrepostos comerciais, os romanos fundaram várias cidades e desenvolveram a agricultura e o comércio portuário. Passou depois pelo domínio dos vândalos e dos bizantinos antes de ser uma possessão árabe. Desde os anos 1960 que é um destino turístico popular, pelas suas praias que alguns consideram as melhores do Mediterrâneo. Apresenta algumas características culturais únicas na Tunísia, como o facto duma parte da população ser ibadita, de ser um dos últimos locais onde ainda se fala berbere na Tunísia, da presença outrora importante duma  comunidade judaica, cuja origem, segundo a tradição, remonta à destruição do Templo de Salomão.
A ilha está ligada ao continente na extremidade sudoeste por um ferryboat que liga Ajim a Jorf e a sudeste por uma estrada que atravessa o estreito muito pouco profundo entre El Kantara e a península de Zarzis. A construção mais antiga desta última via pode remontar ao final do século III a.C.
Em 2023, 11 anos após a candidatura, Djerba foi incluída na lista do Património Mundial com o nome de "Djerba: Testemunho de um padrão de assentamento num território insular", por se considerar que cumpre o critério de seleção (v).

## Toponímia
Desde a Antiguidade que Djerba é identificada por alguns como a ilha dos Lotófagos (comedores de lotos), descrita na Odisseia de Homero, o que está na origem de por vezes os habitantes da ilha serem chamados lotofágitas (ou Lotófagos; do grego antigo Λωτοφάγων νῆσος). Segundo o historiador e geógrafo tunisino Salah-Eddine Tlatli (1916–2008), até ao século II d.C. a ilha teve diversos nomes. No Périplo de Pseudo-Cílax, uma obra grega do século IV ou III a.C. aparece com o nome de Braquion (Βραχείων) ou "ilha dos baixios". Heródoto chamou-lhe Phlâ, Políbio, Teofrasto e todos os autores usaram o nome Meninx (Μῆνιγξ), que é também o nome de um sítio arqueológico situado no sudeste da ilha. Meninx ("terra das águas que se afastam") teria sido igualmente o nome dado à ilha pelos cartagineses, uma menção ao facto das marés de Djerba serem as mais altas do Mediterrâneo, um mar onde as marés são geralmente quase impercetíveis.
O topónimo atual surge pela primeira vez no final do período romano. Gerba ou Girba foi o nome dado ao que é hoje Houmt Souk, a capital da ilha. Antes disso, Ptolomeu, no século II d.C., tinha mencionado o nome de Gerra, provavelmente uma deturpação inadvertida de Gerba. A primeira referência a Girba é de Sexto Aurélio Vítor (século IV), que relata que a cidade teve a honra de ter sido a terra natal de dois imperadores romanos.

## Geografia

### Localização

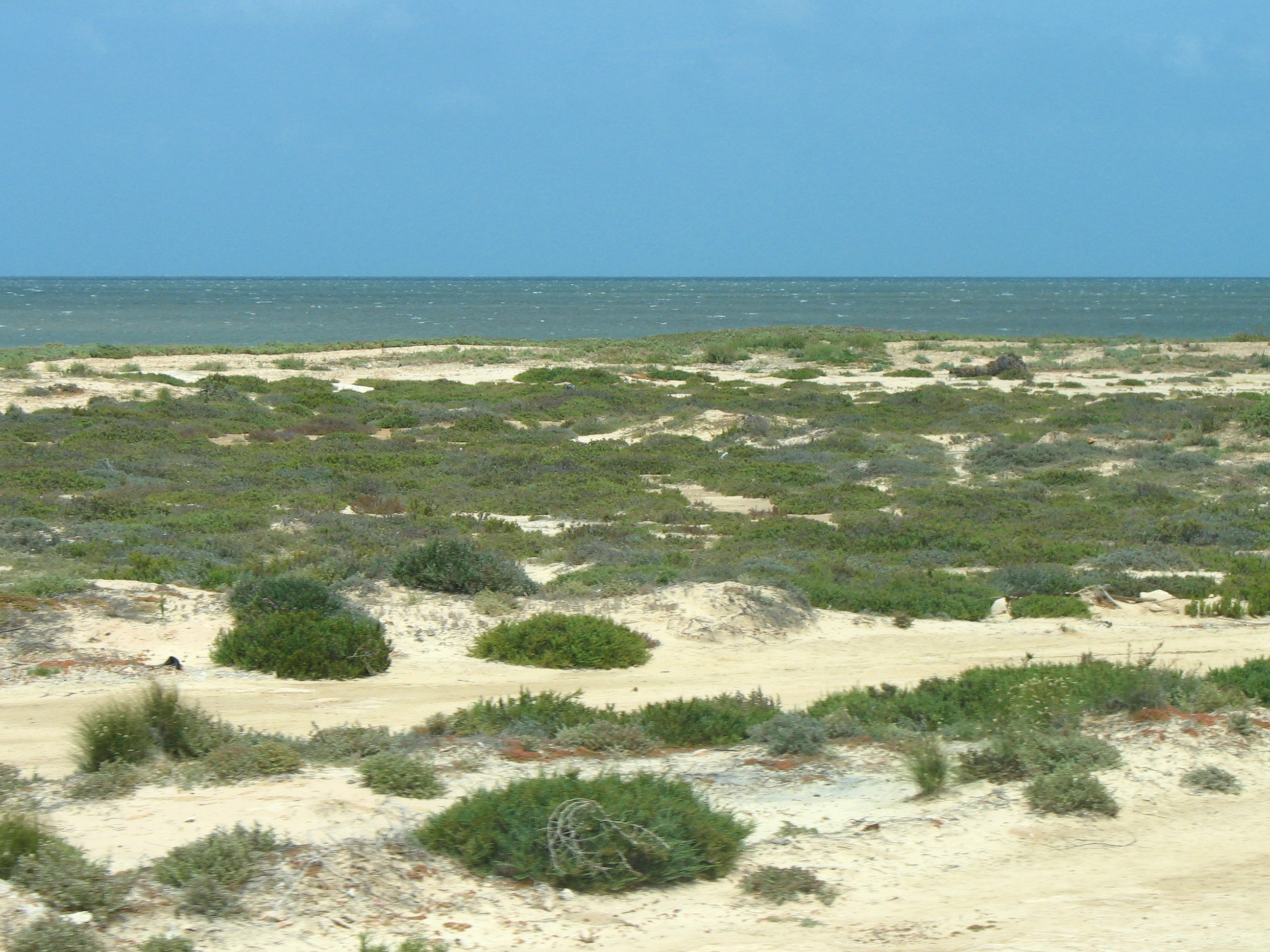
Aspeto típico da costa meridional de Djerba

A ilha depende administrativamente da província de Médenine e situa-se a cerca de 500 km de Tunes por estrada (300 km em linha reta) e a pouco mais de 100 km de Gabès. As parte mais próximas do continente são Ajim, a sudoeste, onde o estreito tem dois quilómetros de largura, e El Kantara, a sudeste, onde o estreito tem seis quilómetros. El Kantara dista menos de 30 km de Zarzis. Na costa oriental, a praia de Mezraya (ou Sidi Mahrez) forma a península de Ras R'mal, um dos locais turísticos mais importantes da ilha.
A área de Djerba é cerca de 514 km². Nas imagens por satélite, a forma da ilha assemelha-se a um dente molar gigante, em que as penínsulas de de Ajim, Ras Terbella e Bine El Oudiane representam as raízes. O comprimento máximo é 29,5 km e a maior largura 29 km. As suas costas estendem-se por 125 km, seguindo um traçado muito irregular. As três penínsulas marcam os pontos mais próximos do continente, que está separado da ilha por dois canais: o de Ajim, a sudoeste, com cerca de 4 km de comprimento e 2 km de largura, e o de El Kantara, com cerca de 12 km de comprimento e 6 km de largura (4 km na sua parte mais estreita). No canal de Ajim existem duas ilhotas: Elgataia Kbira et Elgataia Sghira.
Outrora ligada ao continente, a regularidade da topografia e a geologia de Djerba é em tudo semelhante ao do resto do litoral do sul da Tunísia. Praticamente toda a ilha é plana, com altitude média de 20 metros, tendo o seu ponto mais alto a 53 metros, a colina de Dhahret Guellala. A ilha apresenta um desnível de 15 metros em 15 km e a topografia é "em escada", alternando com setores elevados e outros em depressão cuja superfície é modelada por uma geomorfologia dunar. O litoral é caracterizado por costas baixas e praias, na sua maior parte arenosas, que se estendem principalmente entre Ras R'mal e Borj El Kastil. Flaubert chamou a Djerba a "ilha das areias douradas", devido à areia fina e dourada. A água doce é rara e não há qualquer curso de água.
Djerba está rodeada de baixios. A batimetria nas proximidades da ilha é quase sempre inferior a -10 metros e a isóbata de -5 metros só aparece nas cartas marítimas a mais de 10 km das costas sul e norte. Ao largo da costa meridional, a existência de diversos oueds (correntes marítimas) que sulcam os canais de Ajim e de El Kantara, está na orgem da existência de alguns locais onde a profundidade ultrapassa os 20 metros.

### Clima

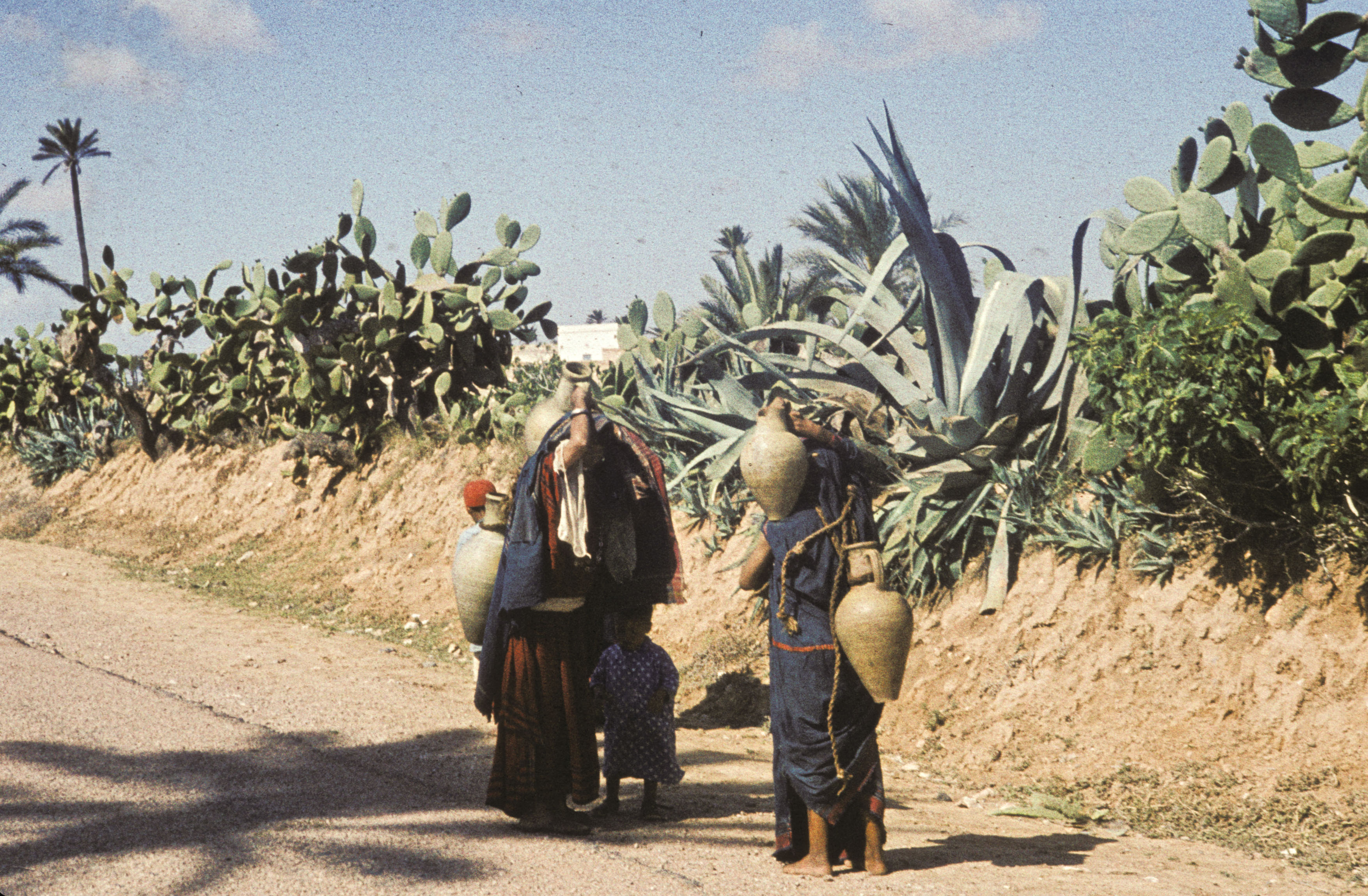
Mulheres carregando água, numa fotografia de 1960

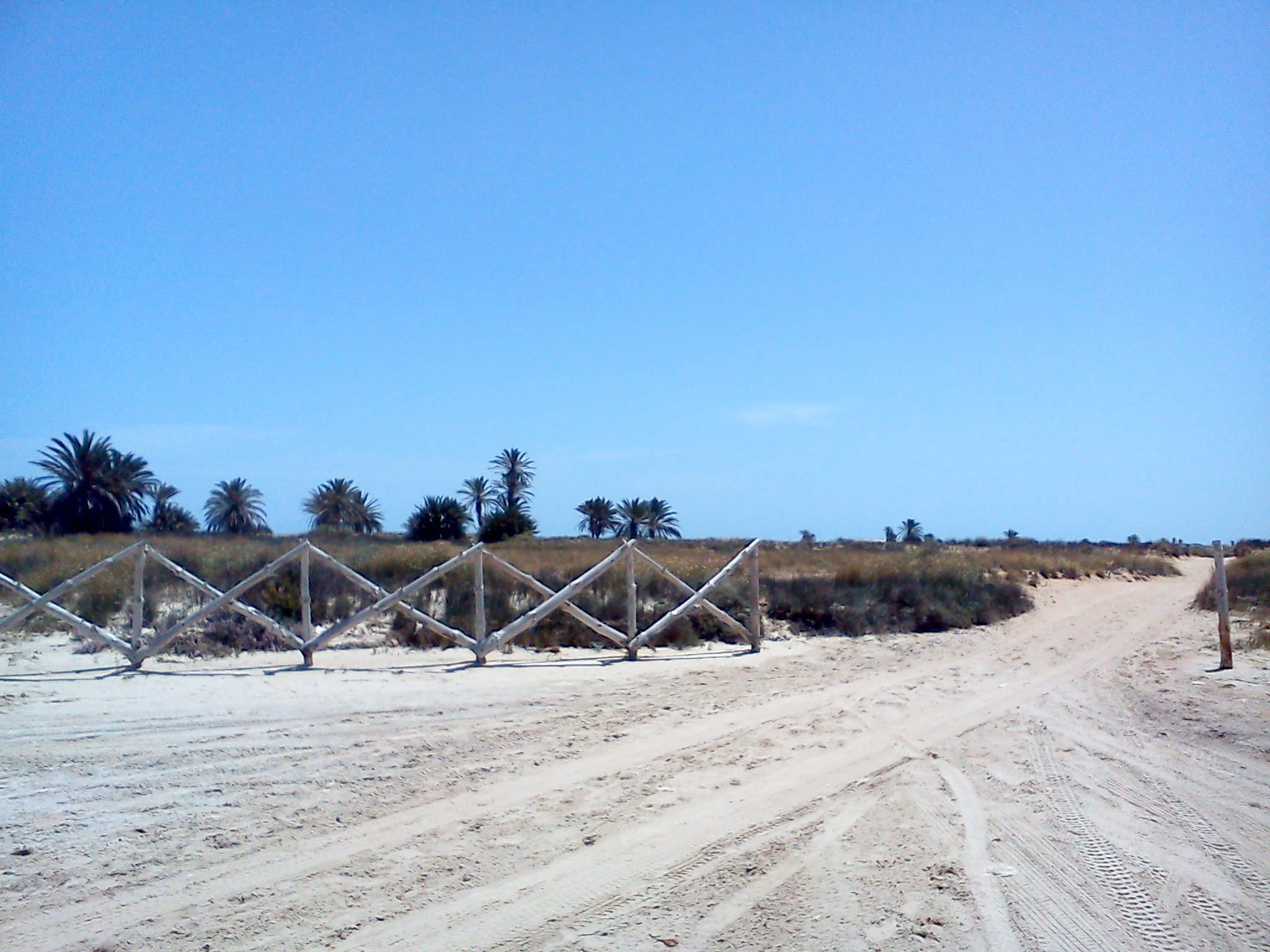
Dunas

O clima de Djerba é do tipo mediterrânico, com tendência para semiárido, pois encontra-se no cruzamento das massas de ar mediterrânicas e saarianas. A temperatura anual média é 19,8 °C, as médias mensais pouco ultrapassam os 30 °C e não descem abaixo de 8 °C. No verão, a média máxima chega aos 30,7 °C, mas o calor é atenuado pela brisa marítima, enquanto que no inverno as médias mensais são superiores a 12 °C. O escritor francês Emmanuel Grevin escrevia na década de 1930 a propósito das particularidades do clima de de Djerba:
| “ | Em Sfax o inverno ter-vos-à deixado; em Gabès encontrareis a primavera; em Tozeur o verão; e em Djerba descobrireis a quinta estação. Mas sim senhor, a quinta estação, esse clima especial da ilha de Djerba tão estranho, feito de secura extrema, de brisa marítima, de frescura e de orvalhos noturnos, de algo de racional, de temperado em tudo. | ” |
|   | — Emmanuel Grevin, 1937 . |   |

No seu romance histórico Salammbô, Gustave Flaubert coloca na boca de Mâtho, o protagonista a seguinte descrição de Djerba: «ilha coberta de pó de ouro, de verdura e de pássaros, onde as laranjeiras são altas como cedros […] onde o ar é tão doce que impede de morrer».
Em relação a precipitação, com 248,8 mm de média anual, Djerba é a região mais chuvosa da Tunísia a sul de Sfax. Em média, os dias com chuva chegam a ser 40. Mais de 60% da chuva concentra-se entre setembro e dezembro, com um máximo em outubro (28% do total anual).
Todavia o essencial da pluviometria anual pode repartir-se apenas em três ou quatro chuvadas mais fortes. A estação seca começa em abril e é raro que chova no verão. A humidade e o orvalho noturno são dois fatores vitais para a flora da ilha. A direção dos ventos dominantes muda conforme as estações. De novembro a maio, predominam os ventos de oeste, sendo depois substituído entre março e meados de junho pelo siroco, um vento quente vindo do Saara, que geralmente se faz acompanhar de turbilhões e poeira. No verão predominam os ventos frescos de leste.

## História

### Antiguidade

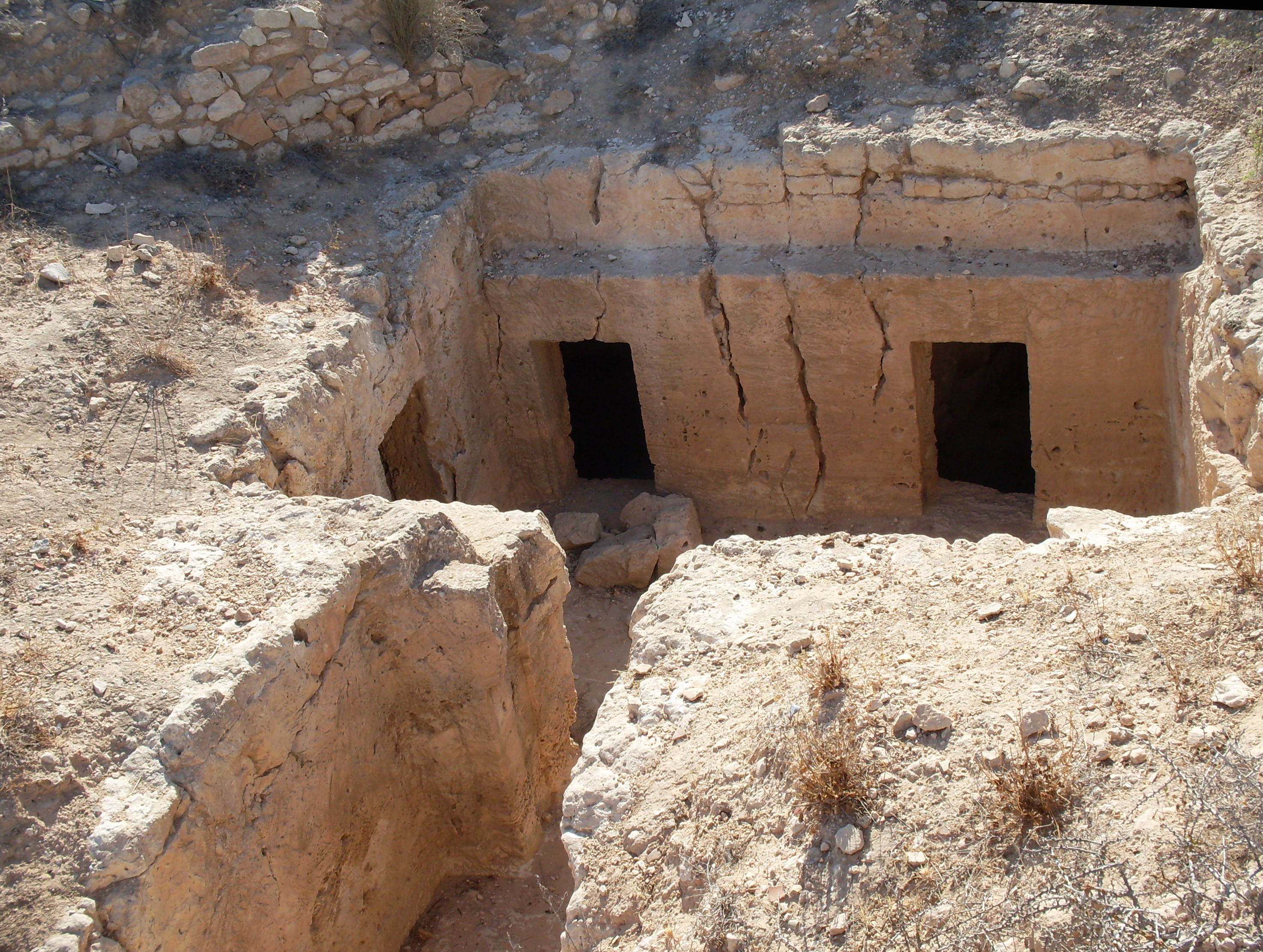
Túmulos púnicos em Souk el Guebli, Djerba

Desde a Antiguidade que os historiadores mencionam Djerba, que identificam como a primeira ilha onde, na Odisseia de Homero, Ulisses e os seus companheiros encalham enquanto andam perdidos no mar no regresso da Guerra de Troia (c. 1 185 a.C.). Por ter provado o lotos, «um fruto doce como o mel que mergulha todos os que o provam nas delícias de um feliz esquecimento que que apaga todas as preocupações da existência», Ulisses «que esse fruto milagroso tinha mergulhado numa feliz amnésia» resiste a deixar a ilha dos lotofagitas (comedores de lotos).
Na Pré-história, o que é hoje a Tunísia eram territórios povoados por berberes com hábitos de vida do Neolítico. Vários especialistas, como Lucien Bertholon e Stéphane Gsell, admitiam a existência de migrações durante o 2º milénio a.C. entre o mar Egeu e o golfo das Sirtes (nome dado na Antiguidade ao conjunto dos golfos de Sirtes e de Gabès), onde se encontra Djerba. Ainda antes da fundação de Cartago, no século IX a.C., os fenícios de Tiro teriam impantado diversos entrepostos ao longo das costas do que são hoje a Líbia e a Tunísia, até Útica. Djerba fazia sem dúvida parte dessa rede de entrepostos fenícios. O Périplo de Pseudo-Cílax, escrito em meados do século IV a.C., contém as informações mais antigas sobre a ilha, à exceção das de Homero:
| “ | Ali fazem muito azeite, que colhem da oliveira selvagem; a ilha produz também muitos frutos, trigo, cevada, a terra é fértil. | ” |
|   | — Périplo de Pseudo-Cílax .                                                                                                   |   |

Segundo uma tradição local, os primeiros judeus de Djerba instalaram-se na ilha depois da destruição do templo de Salomão por Nabucodonosor II, em 586 a.C.. Uma das portas desse templo teria sido incorporada na sinagoga de la Ghriba, que ainda hoje existe no centro da ilha.

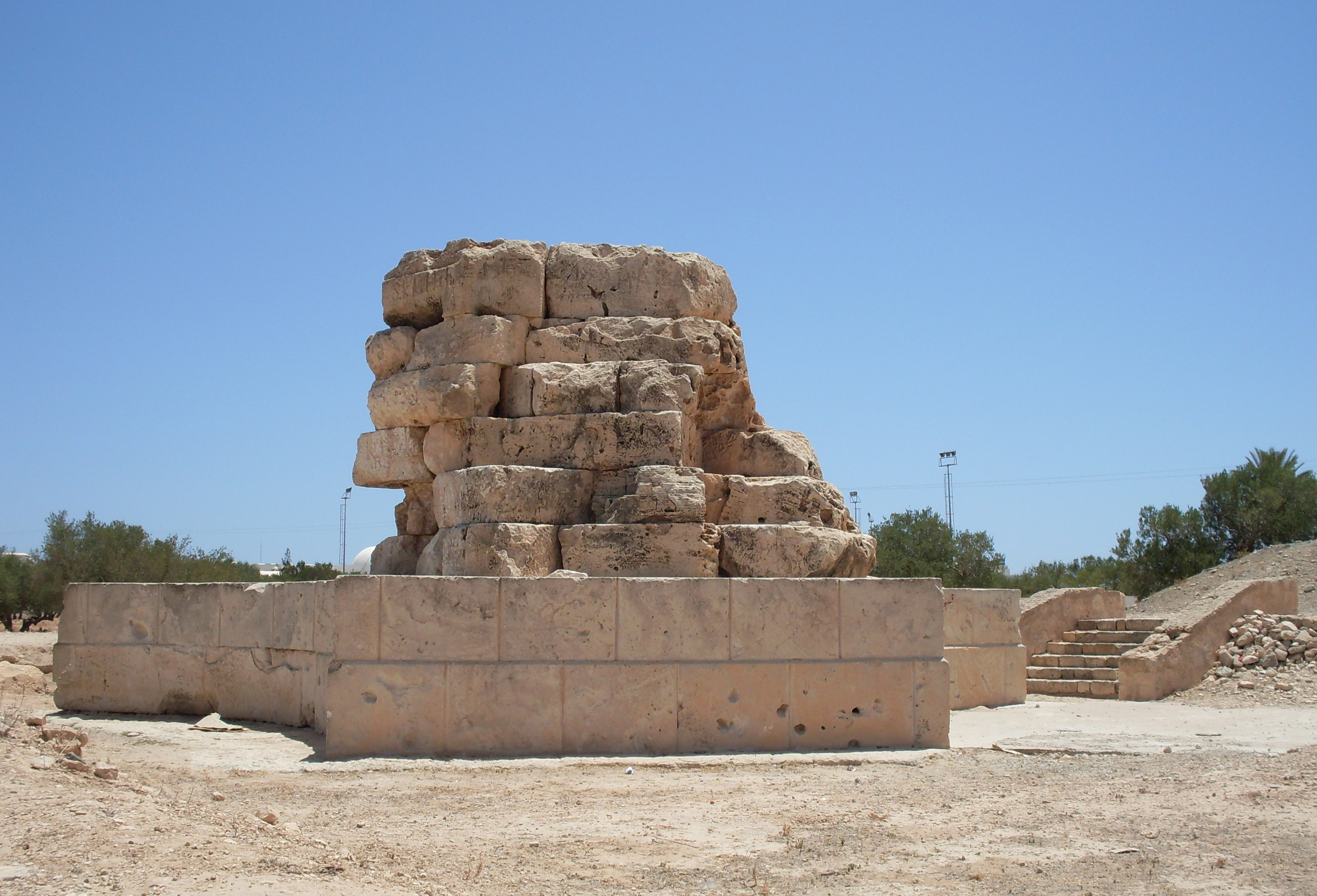
Mausoléu númida em Henchir Bourgou, perto de Midoun

Segundo Gsell, nessa época Djerba dependia de Cartago. Os cartagineses fundaram vários entrepostos, o mais importante deles Menix, na costa sudeste, que transformaram num lugar importante de trocas comerciais da bacia mediterrânica. Construíram também vários portos para as suas embarcações, que utilizaram para fazer escala nos seus percursos ao longo do Mediterrâneo. Além da cultura da oliveira, na Djerba cartaginesa existiam oficinas de cerâmica, diversos pesqueiros, e produzia-se o corante de púrpura à base de murex que era usado para tingir as vestes dos mais poderosos, que tornou a ilha célebre. Ponto de passagem importante nas rotas em direção ao interior do continente africano, Djerba prosperou durante cerca de meio milénio com os fenícios e cartagineses.
Os primeiros contactos da ilha com os romanos tiveram lugar durante a Primeira Guerra Púnica, no decurso de operações romanas contra Cartago. A primeira verdadeira expedição naval comandada por Cneu Servílio Cepião e Caio Semprônio Bleso foi enviada a Djerba em 253 a.C. Uma segunda expedição, comandada pelo cônsul Cneu Servílio Gêmino, foi lançada durante a Segunda Guerra Púnica, em 217 a.C., no mesmo ano em que se travou a batalha do Lago Trasimeno, que opôs cartagineses e romanos em Itália.
No entanto, a verdadeira colonização romana na "região siyrtica" só se intensifica a partir do ano 6 a.C., depois da fase dos protetorados romanos sobre os príncipes berberes, os chamados reges inservientes. A ilha tinha então duas cidades: Meninx e Thoar.

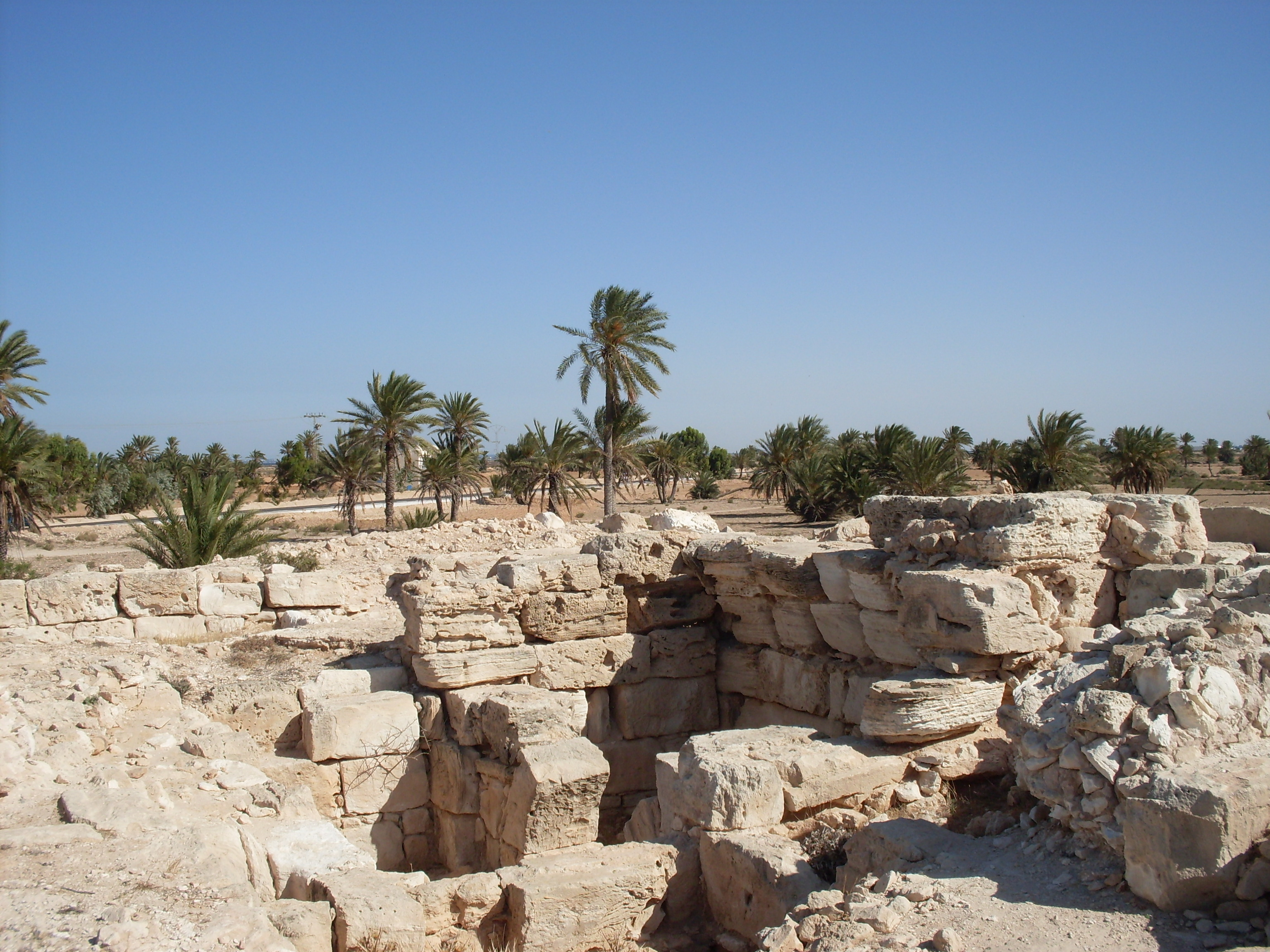
Ruínas de um templo romano perto de El Kantara

Pouco tempo depois existiam três centros urbanos principais. Um deles conhecido na atualidade como Henchir Bourgou, foi descoberto perto de Midoun, no centro da ilha. Ali encontram-se vestígios duma grande cidade que remonta ao século IV a.C., marcados pela presença de cerâmica abundante e um imponente mausoléu que provavelmente pertenceu à família real númida. Um segundo povoado, situado na costa sudeste, foi um centro de produção de corantes à base de murex, citado por Plínio, o Velho como sendo o mais importante a seguir a Tiro, na Fenícia. As quantidades substanciais de mármore colorido ali descobertos testemunham a riqueza da cidade. O terceiro centro urbano importante, provavelmente a antiga Haribus, encontra-se na costa sul, perto da aldeia de Guellala.
Dois imperadores romanos do século III, Treboniano Galo e o seu filho Volusiano alegadamente nasceram em Djerba. Um decreto romano do ano 254, pouco depois da morte de ambos, menciona a ilha na expressão «Creati in insula Meninge quae nunc Girba dicitur» (tradução aproximada: "criados na ilha Meninge, que agora se chama Girba"); essa é a primeira menção conhecida do nome Girba. Em meados do século III foi construída uma basílica no que se torna a diocese de Girba. Dois bispos da ilha ficaram na História: Monnulus e Vicente, que assitiram, respetivamente aos concílios de Cartago, respetivamente ao de 255 e de 525. A ruínas da catedral episcopal foram identificadas perto de El Kantara, no sudeste da ilha; dali provêm um batistério em forma de cruz conservado no Museu Nacional do Bardo, em Tunes.
As prospeções arqueológicas levadas a cabo entre 1996 e 2000 sob os auspícios da Universidade da Pensilvânia, da Academia Americana em Roma e do Instituto Nacional do Património da Tunísia revelaram 250 sítios arqueológicos que incluem numerosas villas púnicas e romanas.

### Idade Média

Batistério encontrado nas ruínas duma catedral episcopal situada perto de El Kantara, em exposição no Museu Nacional do Bardo, em Tunes

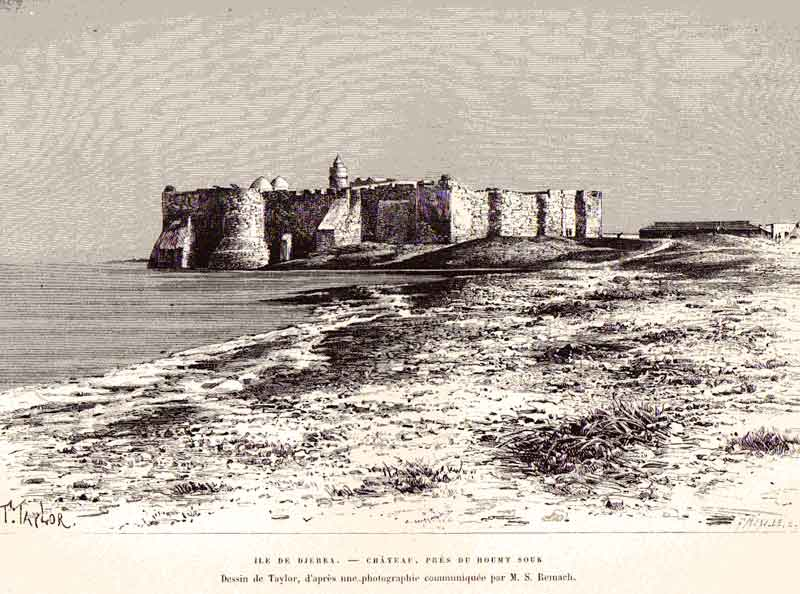
O Borj El Kebir, o forte de Houmt Souk, originalmente construído no século XV, num postal

Após a Queda do Império Romano do Ocidente, Djerba foi invadida pelos Vândalos, a que se seguem os Bizantinos. Em 665 é tomada pelos Árabes comandados por Ruwayfa ibn Thâbit Al Ansari, um companheiro do profeta Maomé, durante a campanha de Bizacena liderada por Muawiya Ben Hudaydj. A ilha assiste então a lutas entre fações muçulmanas, acabando por se juntar aos Carijitas.
No século XI, a ilha torna-se independente após a invasão de Ifríquia (nome dado à região centrada no que é hoje a Tunísia pelos árabes) pelos Banu Hilal vindos do Egito e a ilha torna-se um reduto de piratas. É também nessa época que a presença duma comunidade judia é atestada historicamente pela primeira vez por uma carta de comércio proveniente da  Geniza do Cairo, onde são emitidos também outros documentos que mencionam os djerbanos na Idade Média. Escrita cerca de 1030, a carta faz referência a um certo Abū al-Faraj al-Jerbī (Abū al-Faraj, o Djerbano) residente em Cairuão e comerciante com o Oriente, tanto com o Egito como com o Oceano Índico.
No século XII, foi ocupada pelo emir hamádida Abdalazize ibne Almançor (r. 1104–1121) e é tomada brevemente pelo emir zírida Ali ibne Iáia entre 1115 e 1116.
Nos quatro séculos seguintes, Djerba foi invadida sucessivamente pelos normandos da Sicília, aragoneses, espanhóis e otomanos e sofreu vários massacres, tanto de cristãos como de muçulmanos. Os reinos cristãos da Sicília e de Aragão tentam várias vezes tomar a ilha, dominada pelos ibaditas carijitas. Subsistem várias mesquitas desse período, as mais antigas datadas do século XII, bem como duas fortalezas imponentes.
Em 1134, tirando partido da situação agitada em Ifríquia, os normandos da Sicília apoderam-se da ilha, que fica sob o domínio de Rogério II e do seu filho Guilherme, o Mau. Em 1154 os djerbanos rebelam-se, mas os normandos esmagam a revolta com um banho de sangue. Os normandos só seriam expulsos de Djerba e do litoral tunisino em 1160, pelo Califado Almóada.
Durante o outono de 1284, o almirante ao serviço de Aragão Rogério de Lauria conquista a ilha, onde instala um senhorio sob a suserania da Santa Sé. As ilhas Kerkennah juntam-se ao senhorio em 1286. Em 1289, Rogério manda construir preto da antiga Meninx uma fortaleza inicialmente conhecida como Castelló, e posteriormente como Borj El Kastil ou Borj El Gastil. Após a sua morte, Rogério é substituído sucessivamente pelos seus filho Rogério (1305–1310), Carlos (1310) e Francisco-Rogério (1310). Não conseguindo controlar as tentativas de sublevação dos djerbanos e os ataques do Reino Haféssida, os sucessores de Rogério cederam os seus direitos ao rei Frederico II da Sicília, que nomeia Ramon Muntaner como governador em 1311. Quando Muntaner assumiu o cargo e durante os meses seguintes uma crise alimentar assolou severamente a ilha, o que instigou uma revolta, que foi apoiada por gentes do continente. Muntaner foi governador até 1314, mas só em meados de 1335, durante a guerra entre Aragão e Castela, a ilha voltou a estar em mãos de muçulmanos, sendo conquistada aos Aragoneses pelo califa haféssida Abacar Mutavaquil (Abacar II).
Os Aragoneses retomam Djerba em 1388, com a ajuda duma frota genovesa, mas voltam a perdê-la no final de 1392. Em 1424 e 1431, a ilha é atacada pela armada de Afonso V de Aragão, mas os ataques são repelidos com a ajuda do califa haféssida Abu Faris Abdalazize Mutavaquil. Os muçulmanos constroem uma fortaleza no norte da ilha, ao lado das ruínas da antiga Girba, a que chamam Borj El Kebir. A cidade Houmt Souk desenvolve-se nas proximidades.
Em 1480, as gentes locais revoltam-se contra o califa haféssida Abu Anre Otomão e tomam o controlo da calçada romana que liga a ilha ao continente em El Kantara. As lutas internas entre os uabias e os nacaras, duas fações ibaditas, que dominam, respetivamente, o noroeste e o sudeste de Djerba não afetam o progresso económico da ilha. Os habitantes pagam tributo ao soberano haféssida mas mantêm-se independentes. Durante o período zírida, a Tunísia é invadida por tribos árabes nómadas, mas Djerba escapa ao seu controlo.

### Doséculo XVIao XIX
Cerca de 1500, Djerba passa a estar sob o controlo do Império Otomano. O corsário otomano Oruç Reis (Aruj Barba Ruiva) obtém do soberano haféssida a posse da ilha, que se torna a base da dezena de navios da sua esquadra. Em 1511, tropas espanholas comandadas por Pedro Navarro atacam Djerba com o objetivo de ali estabelecerem uma fortaleza para apoiar a conquista de Orão, Bugia, Argel e Trípoli, mas foram derrotadas. Em 1513, a ilha é pilhada pelos genoveses.

Os espanhóis logram dominar a ilha entre 1520 e 1524 e entre 1551 e 1560. Nos períodos em que não está nas mãos dos espanhóis, é usada como base temporária pelo corsário otomano Barba Ruiva, irmão de Aruj. Entre 1524 e 1551, Djerba torna-se um das principais redutos de corsários otomanos e norte-africanos comandados pelo almirante otomano Dragute Arrais. Em abril de 1551, o imperador Carlos V enviou uma expedição a Djerba para combater Dragute. A expedição foi organizada pelos Cavaleiros de Malta e pelo vice-rei de Nápoles e durante o seu decurso as galés do almirante genovês Andrea Doria bloquearam a frota de Dragute a sudeste da ilha. Os piratas conseguem escapar graças a um plano audaz de Dragute, que mandou que os seus homens derrubassem parte da ponte que atravessa o canal de El Kantara durante a noite e pusessem os navios a salvo no golfo de Boughrara, ao mesmo tempo que ele entretinha as tropas inimigas barricando-se no forte de Borj Kastil. Os estragos provocados na ponte milenar tornaram-no praticamente inútil, apesar de ainda poder ser atravessado durante a maré baixa. Ficaria nesse estado durante 400 anos, só sendo sido reaberto em 1953.
Em 1560, outra expedição europeia, composta principalmente de navios espanhóis, napolitanos, sicilianos e malteses, comandada por João Luís de Lacerda e Silva, duque de Medinaceli, ocupa a ilha para a converter numa base de operações contra Trípoli. É neste cenário de rivalidade pelo controlo do Mediterrâneo que 9 e 14 de maio de 1560 é travada ao largo da ilha a batalha de Djerba, que opõe a frota de Lacerda e Silva à armada otomana comandada por Piale Paxá e Dragute. A batalha saldou-se numa pesada derrota para os cristãos — os otomanos afundaram-lhes 30 navios e fizeram 5 000 prisioneiros no dia 15, a pequena guarnição cristã de Djerba foi exterminada depois de se bater destemidamente, sendo as suas ossadas empilhadas numa pirâmide, a "Torre dos Crânios", que subsistiu pelo menos até 1846. A batalha é um dos acontecimentos político-militares mais marcantes do século XVI.

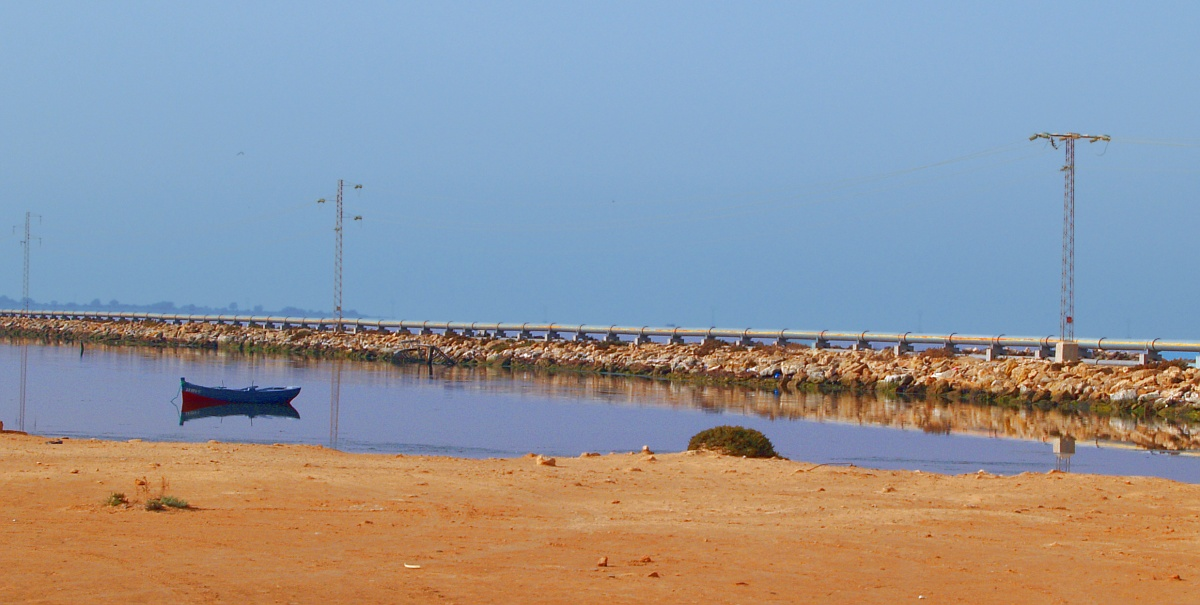
A ponte de El Kantara, que liga a ilha com o continente, também conhecida por calçada romana devido a ter sido reconstruída pelos romanos

Em 1568, o paxá (governador otomano) de Trípoli, Djaafar Paşa, exige aos djerbanos um avultado tributo. A ilha seria depois conquistada por um dos seus sucessores, Ibrahim Paşa em 1598. Em setembro de 1611 dá-se um ataque por uma poderosa frota constituída por navios napolitanos, genoveses e malteses. Cerca de 500 habitantes perdem a vida ao defenderem a sua ilha.
Nos períodos em que esteve sob o domínio muçulmano, ao longo do século XVI e início do século XVII, a ilha depende alternadamente dos governadores de Argel, Trípoli ou Tunes. A sua anexação à Tunísia foi concretizada por um acordo concluído em 1614. A partir de 1705, com o estabelecimento da dinastia dos Husseinitas, o bei de Tunes passa a fazer-se representar em Djerba por um xeque e caïds escolhidos entre as famílias locais mais influentes. Dentre estas destacaram-se, no século XVI em primeiro lugar os Senumeni e os Bel Djelloud. Um dos membros desta última, Saïd, usa todos os navios da ilha para impedir a entrada de Younès, filho de Ali I Paxá em Djerba, o que lhe custa a vida. Entre a segunda metade do século XVII até ao século XIX, a família dominante é a dos Ben Ayed.[carece de fontes?]
A partir do século XVIII o maliquismo expande-se na ilha, ao lado do ibadismo, ao mesmo tempo que a língua berbere perde terreno face ao árabe. Durante esse mesmo século, assiste-se a incursões de nómadas Ouerghemma e Accaras, provenientes da região de Djeffara, atualmente o sudeste da Tunísia e noroeste da Líbia. Em 1705, 1706, e novamente em 1809, a peste assola a ilha.[carece de fontes?] Em 1846, Ahmed I Bey interdita a escravatura, o que afeta negativamente o comércio de Djerba, já que esta, juntamente com Gabès, era então um dos principais centros tunisinos do tráfico de escravos alimentado pelas caravanas do deserto do Saara provenientes dos oásis de Gadamés e de Gate. O tráfico desloca-se então para Trípoli.[carece de fontes?]
Em 1794, Djerba é saqueada durante 58 dias por um aventureiro de nome Ali Burghul. Em 1864 registam-se mais ataques de nómadas da região de Zarzis. No mesmo ano há uma nova epidemia de peste e uma revolta.[carece de fontes?]

### Depois de 1881

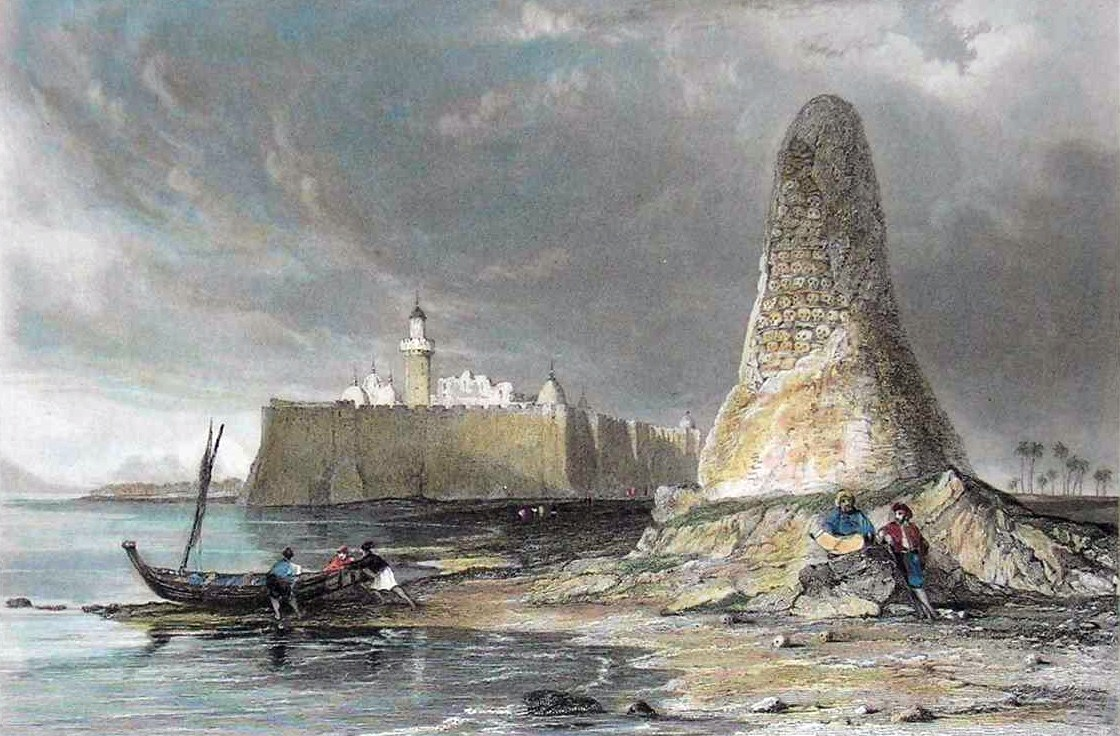
Gravura de 1841 do Borj El Kebir, em Houmt Souk

Djerba é mantida sob o domínio otomano, através dos beis de Tunes, até 1881, quando a Tunísia passa a ser o protetorado de França. A ocupação da ilha pelos franceses é antecedida por um bombardeamento. As tropas francesas ocupam o Borj El Kebir, em Houmt Souk, a 28 de julho de 1881 e ali permanecem até 1890, data em que a administração da ilha passou para a autoridade civil.
Em 1956 a Tunísia torna-se independente e Djerba passa a ser uma delegação da província (gouvernorat) de Médenine. Devido ao principal adversário político de Habib Bourguiba durante a luta pela independência, Salah Ben Youssef, ser natural da ilha, esta é negligenciada pelo governo tunisino durante vários anos. Enquanto que no resto do país o governo se empenha na construção de hospitais, escolas secundárias e estradas, inclusivamente em pequenas localidades, nada disso acontece em Djerba até aos anos 1970 e 1980. Apesar de ser mais povoada que muitas regiões que se tornaram províncias, a ilha continua a fazer parte da província de Médenine. Entre 1962 e 1969, devido às condições económicas adversas  resultantes das reformas estatizantes das estruturas comerciais, milhares de djerbanos emigram (entre cinco e seis mil chefes de família) para a Europa. A maior partes (80%) desses emigrantes instalam-se em França, metade deles na região parisiense. As localidade de Sedouikech, Guellala e Ajim ficam praticamente sem população ativa devido à emigração.

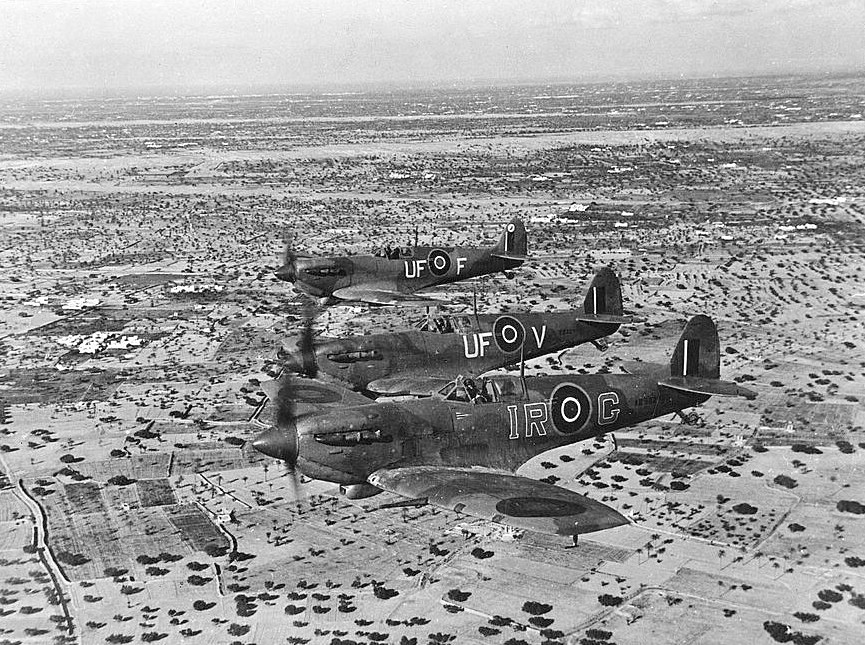
Três caças Supermarine Spitfire V da RAF britânica em patrulha sobre Djerba em 1943, durante a Segunda Guerra Mundial

Desde os anos 1960, a face da ilha mudou muito. Foi construída uma extensa zona hoteleira na costa nordeste, o aeroporto de Melita foi ampliado, urbanizaram-se várias áreas, o que transformou simples lugarejos em verdadeiras localidades, as estradas foram alargadas, ampliação da eletrificação, etc. Só ficaram quase intactas algumas partes do interior e uma parte da costa meridional.
Em março de 1976, algumas ruas de Ajim foram transformadas em cenários para a rodagem do primeiro filme da saga Star Wars (Guerra das Estrelas). As filmagens das ruas de Mos Eisley, no planeta Tatooine decorreram em Ajim nos dias 2 e 3 de abril. 14 km a norte dali, o marabuto de Sidi Jemour também serviu de cenário para Mos Eisley e Anchorhead, o antigo centro mineiro do planeta.
A 11 de abril de 2002, foi levado a cabo um atentado terrorista contra a sinagoga de la Ghriba. Um camião carregado de explosivos explodiu nas proximidades, matando 21 pessoas, das quais 14 alemães, 5 tunisinos e 2 franceses, e ferindo várias outras. O governo tunisino começo por falar em acidente, mas os especialistas rapidamente sugerem que foi um atentado, que a seguir foi reivindicado pela al-Qaeda. A comunidade judia da ilha contava então com cerca de 1 500 pessoas, um número bastante distante das 4 300 que tinha em 1946.

## Arquitetura e urbanismo

### Organização do espaço

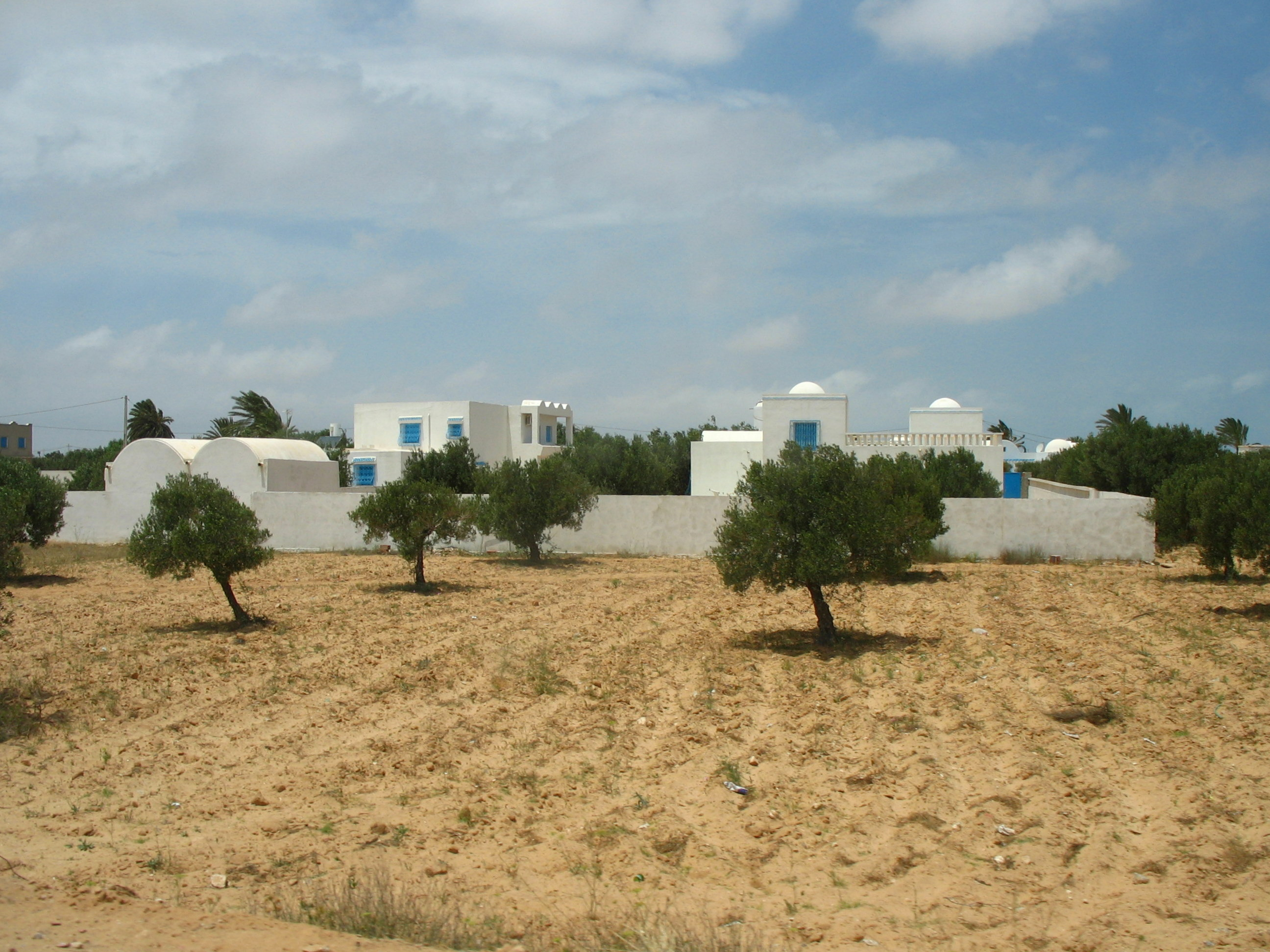
Vista exterior dum menzel, as quintas familiares que constituem a habitação tradicional de Djerba

Devido estarem sujeitos a ataques frequentes vindos do mar ao longo de toda a sua história, tradicionalmente os djerbanos vivem longe da costa, dispersos nos campos do interior. As construções tradicionais são em geral dispersas e estruturam-se segundo uma organização hierárquica do espaço baseada no menzel, um nome que significa "casa" em árabe moderno que se aplica a espaços residenciais e funcionais nos quais vivem famílias. O menzel constitui a célula de base do habitat humano agrupado em torno duma mesquita. O silêncio dos campos de Djerba impressionou vários visitantes célebres, como por exemplo Simone de Beauvoir, para quem aqueles era «o lugar mais silencioso do mundo».
Esse tipo de organização do espaço está na origem da particularidade de praticamente não ter verdadeiras localidades. Durante muitos séculos e até há algumas décadas, até a capital da ilha, Houmt Souk, pouco mais era do que um vilarejo cuja importância lhe advinha mais do facto de ser um centro administrativo e, principalmente, o local do principal soco (mercado), como o seu nome indica. Durante muito tempo as únicas verdadeiras aldeias eram os hara (povoados judeus) de Hara Kebira, próxima de Houmt Souk, e Hara Sghira, no centro da ilha, atualmente chamadas oficialmente, respetivamente, Es Souani e Er Riadh.
O desenvolvimento do turismo a partir dos anos 1960 provocou modificações na organização tradicional do espaço, um fenómeno que de certa forma diminuiu o espaço interior em benefício do espaço costeiro. Muitos terrenos foram abandonados — um inquérito de 1963 estimava já em 7 000 ha a área de terrenos incultos no total de 35 000 ha de terras cultiváveis, ou seja, aproximadamente um quinto do potencial agrícola não era explorado; o número de menzels abandonados ou em ruínas é elevado. Os jovens preferem atividades menos árduas e mais lucrativas à agricultura e a mão de obra local representa um custo que o rendimento agrícola não justifica senão nos raros casos em que há lençóis freáticos de água doce ou de baixa salinidade. O interior é assim marginalizado economicamente e afastado das principais vias de comunicação, apesar de várias estradas terem sido asfaltadas durante os anos 1990 e desse fenómeno não se verificar apenas em Djerba. Em contrapartida, essa parte interior tende a ser parcialmente revalorizada pelos habitantes, que aí constroem residências.

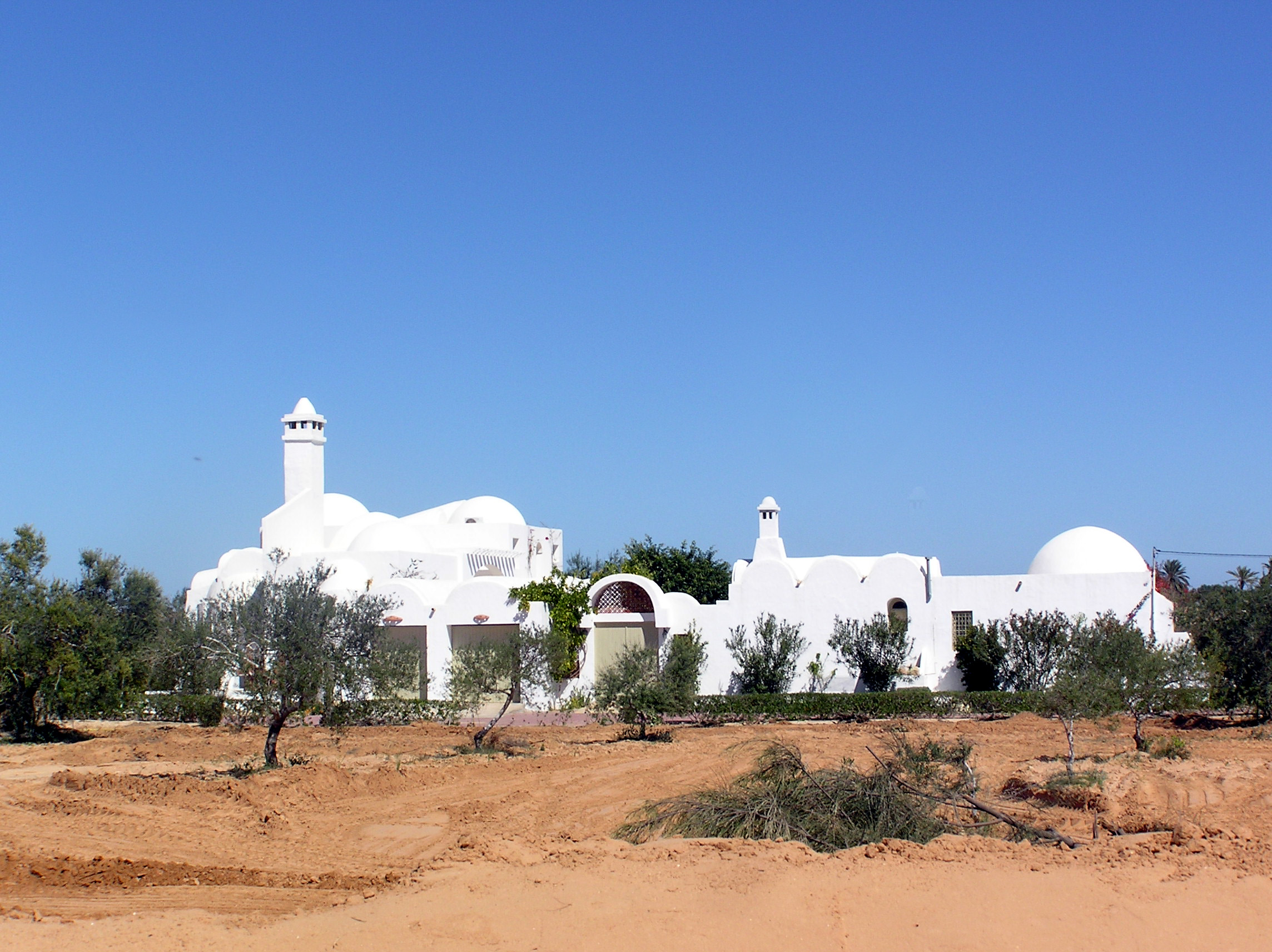
Outro menzel

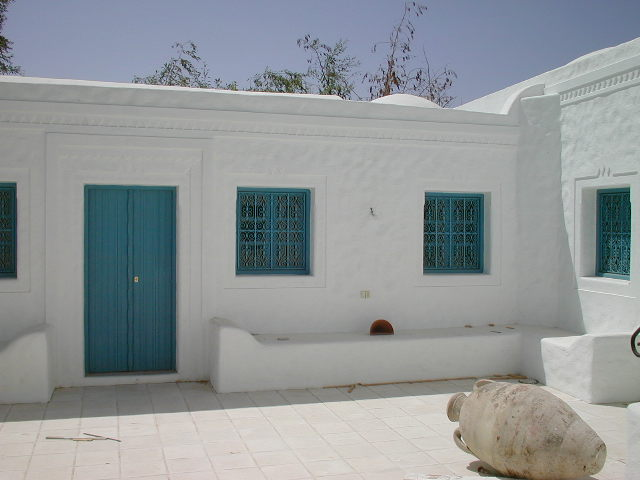
Pátio interior dum houch, o bloco habitacional dum menzel

Leão, o Africano, o geógrafo e explorador mourisco do século XVI, citado por Salah-Eddine Tlatli, descreveu o modo de vida e a atividade de Djerba no seu tempo que eram muito semelhantes às do anos 1960:
| “ | Gerba é uma ilha próxima de terra firme […] guarnecida duma infinidade de vinhas, tamareiras, figueiras, oliveiras e outras árvores de fruto. Em cada uma das propriedades é construída uma casa, e lá habita uma família à parte, de tal modo que dificilmente se encontram lugarejos que tenham muitas casas juntas. Esta terra é magra, e só com grande labor e esmero é que se consegue regá-la com a água de alguns poços profundos […] | ” |
|   | — Leão, o Africano (século XVI) . |   |

### Habitação tradicional: omenzel
O menzel é constituído por diversas unidades de habitação (o chamado  houch), rodeadas de pomares e terrenos agrícolas. Por vezes estão associadas ao menzel oficinas de tecelagem, celeiros, lagares de azeite (frequentemente subterrâneos). Cada menzel tem um número variável de poços ou cisternas e está rodeado de taludes (habia) com funções defensivas, onde são plantadas palmeiras sebes de catos (figueiras-da-índia), agaves e aloes que aumentam a privacidade e protegem contra as poeiras e invasão de areia. Geralmente é habitado por três gerações da mesma família.
O houch é de forma quadrada ou retangular, sem janelas para o exterior. As janelas existentes abrem-se geralmente para um pátio interior. O houch tem várias áreas, cada uma para a sua função: quartos de dormir (sedda ou doukkana), cozinhas, casas de banho com (mesthan) e sem sanitários (knif ou mihadh), áreas de lavagens (houch el bir), etc.

### Cisternas:feskiaemajen
Devido à fraca pluviosidade (menos de 250 mm por ano) e à consequente falta de água potável, os djerbanos ganharam o hábito de construir cisternas (chamadas implúvios; impluvium pelos romanos) para recolher e armazenar a água das chuvas. Há dois tipos de cisternas tradicionais: as feskia ou fesghia e as majen ou majel. As primeiras são geralmente subterrâneas, de forma retangular ou quadrada e situam-se no exterior do houch. As segundas assemelham-se a enormes garrafões largos e abertos, e são construídas na maior parte das vezes dentro do pátio interior das houch. Os majen as feskia recolhem a água da chuva que cai no teto das habitações, terraços e pátios, que todos os anos são caiadas com cal viva (jir) antes da estação húmida a fim de garantir alguma higiene. Este sistema de recolha de água pluvial já existia na época romana, tendo sido descobertas grandes cisternas na antiga cidade de Meninx. Em 1967 estimou-se em cerca de 1 000 000 m² a área usada por implúvios em Djerba.
As famílias mais abastadas construíam feskia destinadas a serem usadas pelos pobres (ess’bil). As feskia e os majen eram também construídas dentro das mesquitas e zauias e eram levadas cordas como oferenda a fim de que os pobres e as pessoas de passagem pudessem ter acesso à água potável.

### Arquitetura civil e religiosa

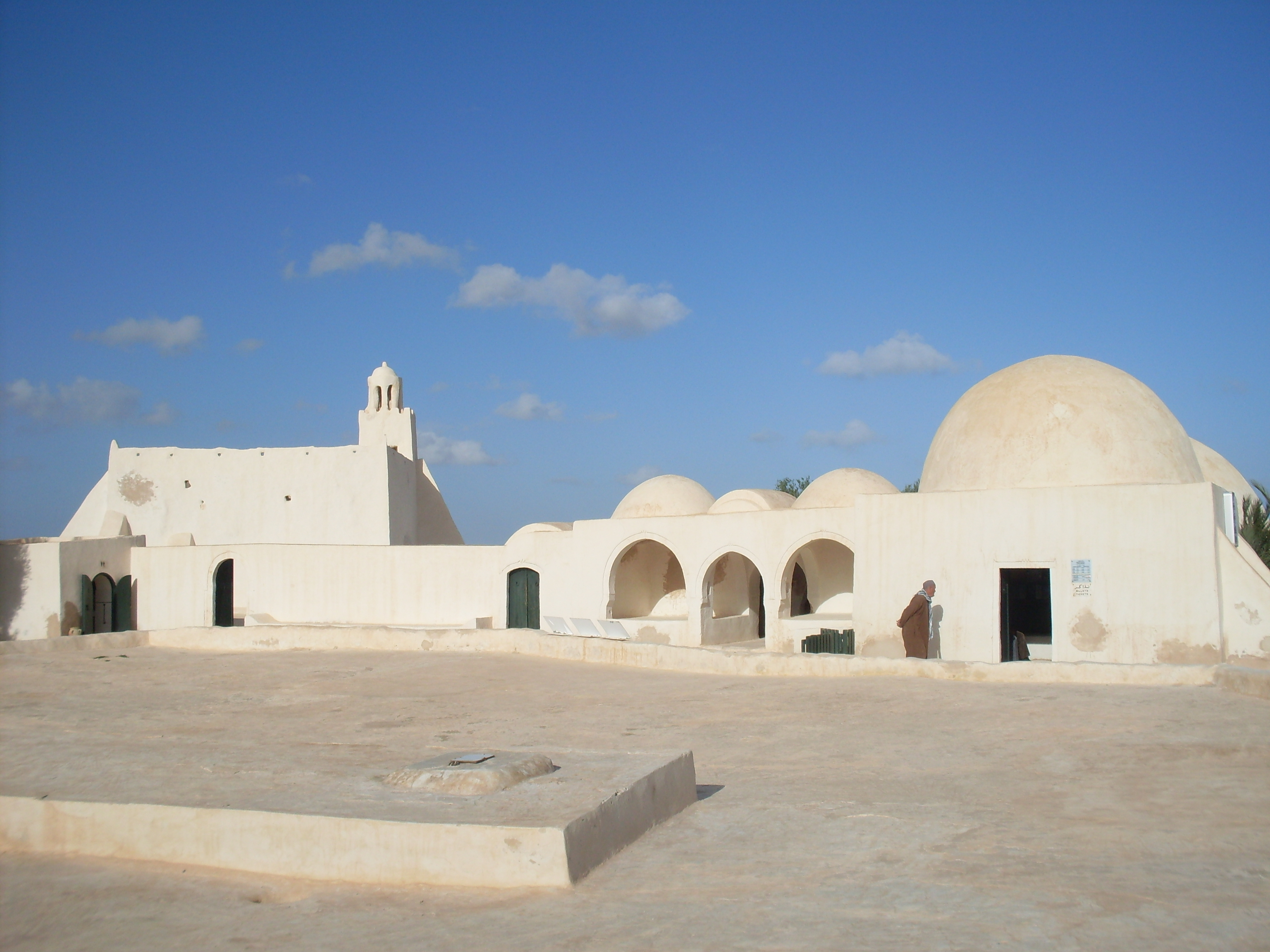
A mesquita Fadhloun, perto de Midoun, construída no século XIV no estilo característico de Djerba

As cores dominantes das casas de Djerba são o branco vivo para as paredes e tetos, o branco-celeste ou, mais raramente, o verde-garrafa para as portas e janelas. Outras cores começaram a aparecer com a instalação de habitantes vindos de fora da ilha, na sua maioria do sul e do centro-oeste da Tunísia, e a construção de casas "de prestígio" pelos djerbanos emigrados. É proibido construir mais de dois andares por cima do rés de chão, o que contribui para a preservação duma certa harmonia arquitetural.
Em Houmt Souk existem diversos funduques (versão magrebina dos caravançarais do Médio Oriente, ou seja, pousadas para viajantes) com arquitetura particular,  reunidos no antigo bairro maltês, entre a mesquita dos turcos, a igreja católica e a atula rua de Bizerte. Alguns deles foram transformados em pequenos hotéis ou pensões. Sabe-se da existência de funduqs cristãos em Djerba desde o século XIV.
Mas o património arquitetónico da ilha reside sobretudo nas suas mesquitas, cujo elevado número — mais de trezentas, menos de metade delas ainda em uso — tem como origem a dispersão do povoamento. Segundo Salah-Eddine Tlatli, «as mais modestas têm a candura ingénua e o encanto dum castelo de areia saído dum sonho de criança».
As mesquitas ibaditas têm uma arquitetura particular e só é possível aceder ao minarete passando pela sala de oração. Algumas são subterrâneas. A alguns quilómetris de Sedouikech, em direção a El Kantara, encontra-se uma dessas, Jemaâ Louta, que possivelmente data do século XII ou XIII, e onde os ibaditas se refugiavam para praticar o seu culto. Rodeada de um olival, o acesso é feito por uma escadaria muito íngreme e estreita que conduz à divisão principal. Ao lado encontra-se um grande reservatório que alimenta um poço, igualmente subterrâneo. Na estrada perto de Ajim existe outra mesquita subterrânea. Como já não são usadas para culto, podem ser visitadas livremente.

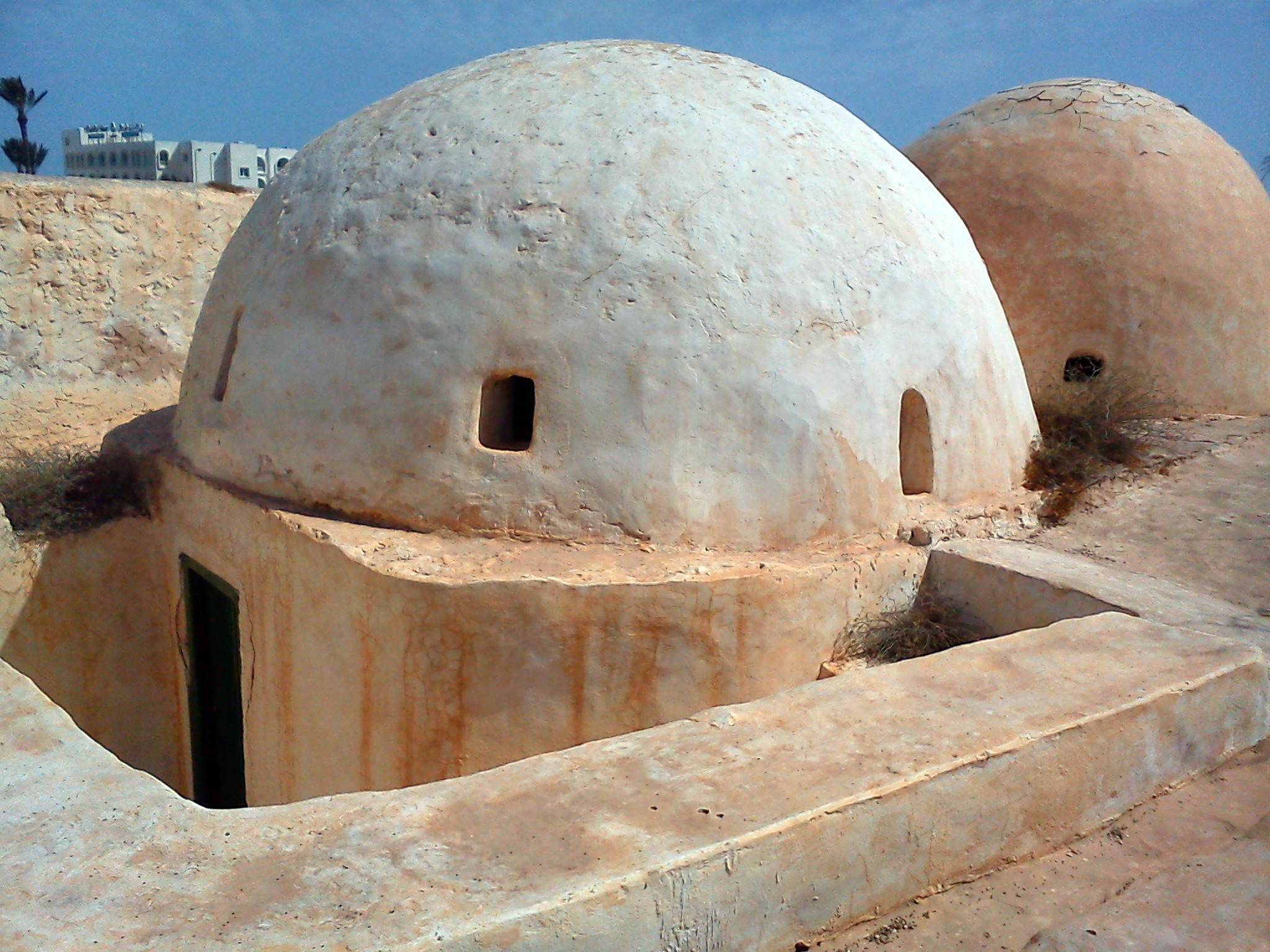
Mesquita subterrânea de Sidi Zekri

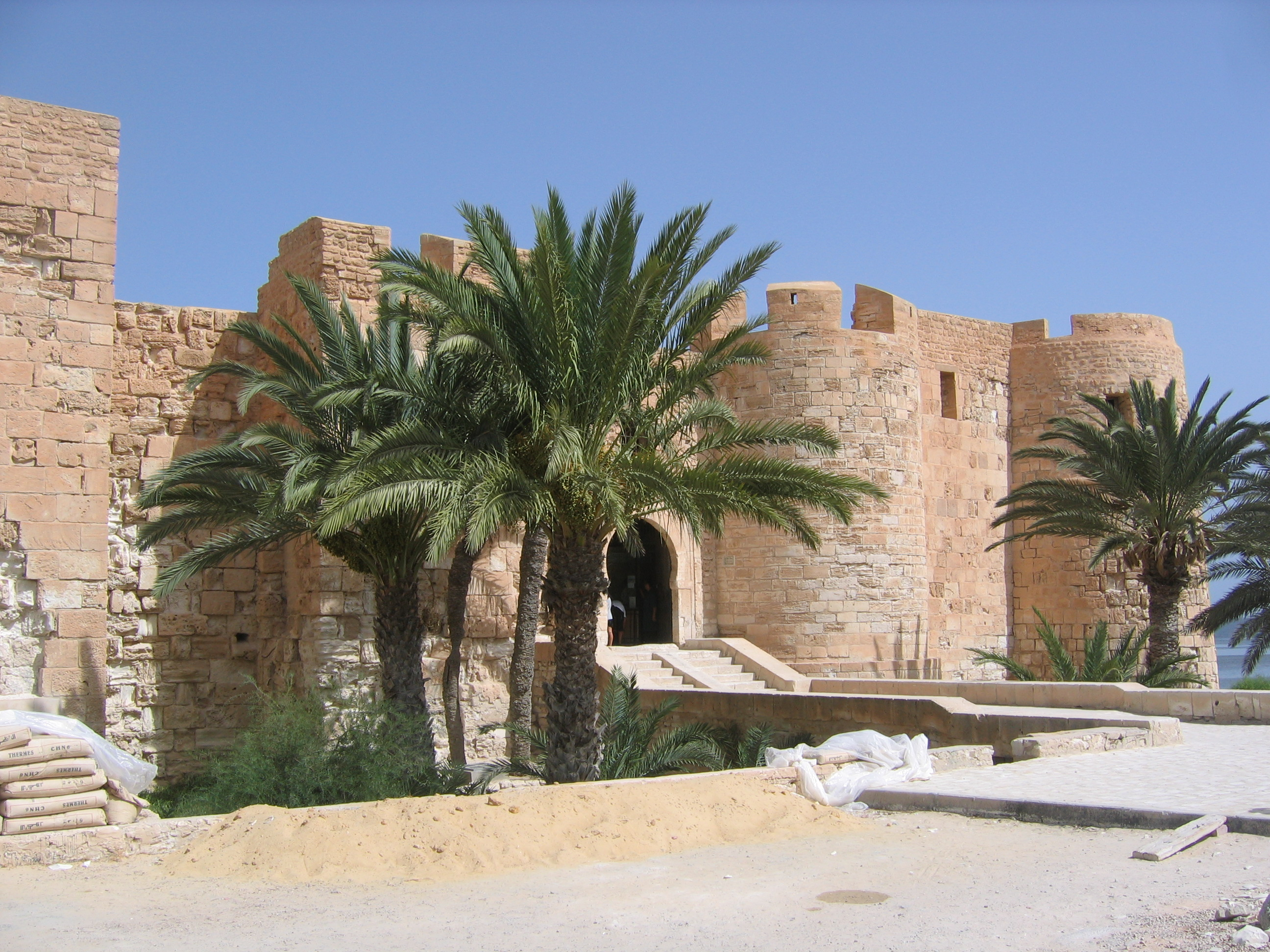
Entrada do Borj El Kebir, a fortaleza costeira de Houmt Souk

Ao longo da costa foram construídas várias mesquitas e zauias, como Sidi Zaied, Sidi Smael, Sidi Mahrez, Sidi Yati, Lalla Hadhria, Sidi Garous ou Sidi Jmour. Além da função religiosa, eram usadas como pontos de vigia e permitiam assinalar a chegada de inimigos, piratas ou corsários, por meio dum sistema de sinais de fumo, que alertavam os habitantes da ilha para que se abrigassem do eventual perigo. Algumas mesquitas eram construídas como pequenas fortalezas e dispunham dum forno e cisternas de água, o que permitia resistir durante algum tempos aos atacantes. Uma das mesquitas melhor fortificadas, Jemaâ El May, está classificada como monumento histórico. Outro exemplo é a Jemaâ Fadhloun: com uma área total de 850 m², que inclui um pátio a céu aberto de 530 m², tem duas entradas, uma a sul e outra a leste, várias salas e anexos, uma escola corânica, um moinho de cereais, uma padaria com o respetivo forno, um poço, uma cozinha, diversos quartos, uma grande sala de orações e uma escada que conduz ao minarete. As paredes são grossas, adossadas no exterior por pesados contrafortes.

### Arquitetura militar
Ao longo das costas de Djerba existiram vários fortes medievais, testemunhas do passado agitado da ilha. Muitos deles foram demolidos.

#### Borj El Kebir
O maior monumento histórico da ilha, ainda em bom estado de conservação, é o Borj El Kebir, também chamado Borj El Ghazi Mustapha e Forte Espanhol. Situado na costa norte, junto a Houmt Souk, foi construído sobre as ruínas da antiga cidade de Girba por ordem do soberano haféssida de Tunes para albergar a sua guarnição militar cerca de 1392, sendo ampliado cerca de 1450. A 11 de março de 1560, foi entregue ao vice-rei da Sicília, João Luís de Lacerda e Silva pelo xeque Messaúde, o governador muçulmano da ilha, após este ter sido derrotado militarmente. O domínio siciliano-aragonês não duraria muito tempo, pois entre 11 de maio e 29 de julho desse ano os corsários otomanos Dragute Arrais e Piale Paxá levam a cabo um assalto que se salda em cinco a seis mortos cristãos. Ghazi Mustapha Bey, nomeado caïd (governador)  e encarregado por Dragute para fazer da ilha uma base naval, termina as obras iniciadas pela expedição de João Lacerda, que dotam o forte de instalações para os soldados e duma pequena mesquita.
As autoridades tunisinas declararam o forte monumento histórico a 15 de março de 1904; foi depois restaurado e transformado em museu. Atualmente alberga duas zauias, Sidi Saad e Ghazi Mustapha, a última dedicada a Ghazi Mustapha Bey. Nos nossos dias, é um castelo com 68 metros de comprimento e 5368 metros de largura, com muralhas com cerca de 10 m de altura e entre 1,20 e 1,5 m de espessura. No passado teve uma ponte levadiça e um grande fosso.

#### Outros fortes

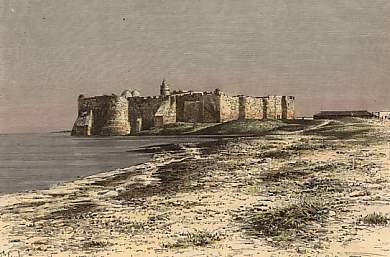
O Borj El Kebir numa gravura de 1886

O Borj El Kastil ou El Gastil é um dos raros fortes da época medieval que foi parcialmente conservado. Trata-se duma fortaleza situada a leste de El Kantara, que forma um quadrado com cerca de 30 metros de lado e 10 metros de altura. Foi construída cerca de 1287 pelo conquistador italiano Rogério de Lauria, almirante de Pedro III de Aragão, rei da Sicília. Lauria ocupou Djerba em 1284 e coloca na ilha uma forte guarnição. O forte é restaurado pela primeira vez no século XIV pelo califa haféssida, depois no século XVI pelos otomanos e no século XVII pelo bei murádida de Tunes Hamuda Paxá Bei (r. 1631–1666).
O Borj El Agrab é uma fortaleza cercada pelo mar entre Terbella e El Kantara. De dimensões mais modestas que o Borj El Kastil e o Borj El Kebir, está muito arruinada, mas ainda se podem ver as suas fundações sólidas. Foi construído sobre as ruínas dum forte anterior, com uma planta circular, recortada em três partes. Foi restaurado e ocupado durante decénios pelos Sicilianos e Espanhóis, nomeadamente pelo catalão Ramon Muntaner (século XIII-XIV.
O Borj Jilij encontra-se na ponta noroeste da ilha, perto do aeroporto. A sua construção foi iniciada por Ali I Paxá em 1745 e terminada por Hammouda Paxá em 1795. Foi restaurado várias vezes e atualmente está sob o controlo do exército tunisino.
Há ainda outros fortes, modificados durante o protetorado francês e depois pelas autoridades tunisinas após a independência. Borj Aghir foi construído pelos Otomanos no século XVIII; depois de ter sido transformado numa alfândega, foi depois convertido numa colónia de férias juvenil.. O Borj El Kantara foi construído sobre as fundações de um dos fortes mais antigos da ilha e foi reconstruído diversas vezes, a última dela no século XV. Ali funcionou uma alfândega durante o protetorado francês e, após ser ampliado, passou a ser usado pelo Ministério do Interior. Entre os fortes dos quais apenas existem vestígios podem citar-se Borj K'sar Massoud, Borj El Wasat e Borj Marsa Ajim.

## Demografia

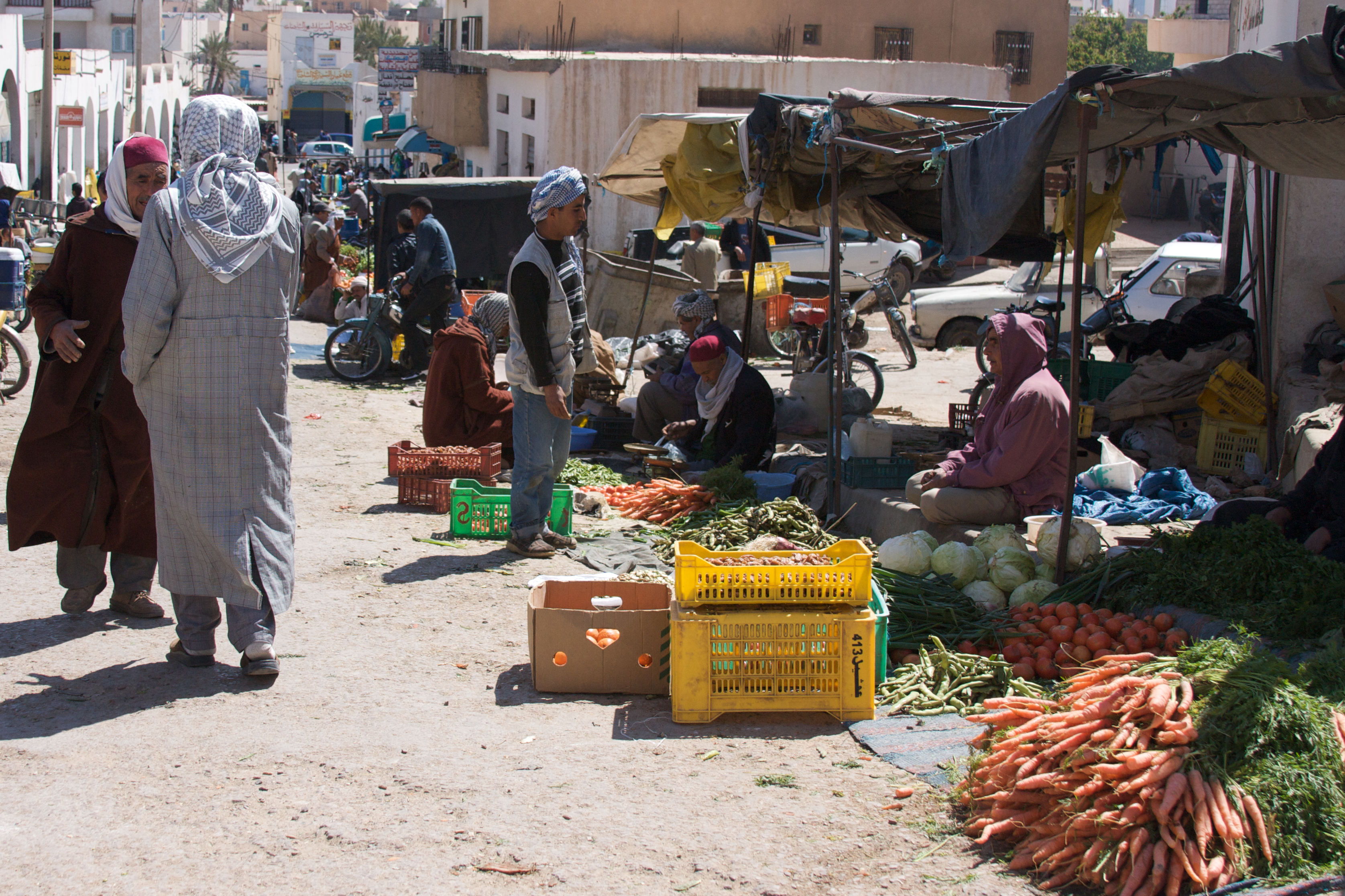
Mercado de Ajim

Em 2004 Djerba tinha 139 517 habitantes, repartidos entre as três delegações (nome dado aos municípios na Tunísia) da ilha, cada uma deles com características muito diferenciadas. Houmt Souk, considerada a capital da ilha, embora não de forma oficial, tinha 64 892 habitantes (44 555 na cidade); Midoun, o centro urbano mais próximo dos grandes empreendimentos hoteleiros, tinha 50 459 habitantes (30 481 na cidade); Ajim contava com 24 166 (13 950 na cidade).
A maioria dos habitantes tem como língua materna o árabe, mas há uma minoria importante que ainda usa o berbere, nomeadamente os membros das tribos cotamas, nefzas e hauaras, entre outros. A maior parte da ilha é ocupada por populações rurais de origem berbere. Em localidades como Mezraya, Ghizen, Tezdaine, Wersighen, Sedouikech, Ajim e Guellala, o berbere (ou tamazigue), também chamado localmente chelha ainda é a língua tradicional, usada sobretudo pelas mulheres. O dialeto berbere local caracteriza-se por vogais explosivas e pelo uso do som "t" em quase todas as palavras.
Os primeiros habitantes da ilha com origem árabe instalaram-se durante a invasão dos Banu Hilal no século XI. Há ainda uma componente étnica importante de negros (cerca de 10% da população), em grande parte descendentes de antigos escravos. Os seus apelidos são geralmente os das famílias a que pertenciam os seus antepassados. Os casamentos entre brancos e negros eram raros e assim continuam apesar de serem cada vez mais aceites. Os negros são de origem sobretudo sudanesa e concentram-se principalmente em Arkou, perto de Midoun.
O bairro de Houmet Ejjoumaâ ou Chouarikh, em Houmt Souk, é ocupado exclusivamente por uma comunidade originária da região de Beni Khedache, no sul da Tunísia, com hábitos e tradições muito próprios e diferentes dos restantes muçulmanos. Tradicionalmente, os homens dedicam-se às profissões de talhante e comerciante de fruta. A diferenciação dos hábitos nota-se, por exemplo, nos casamentos, na celebração do Ashura e no vestuário, em particular das mulheres.

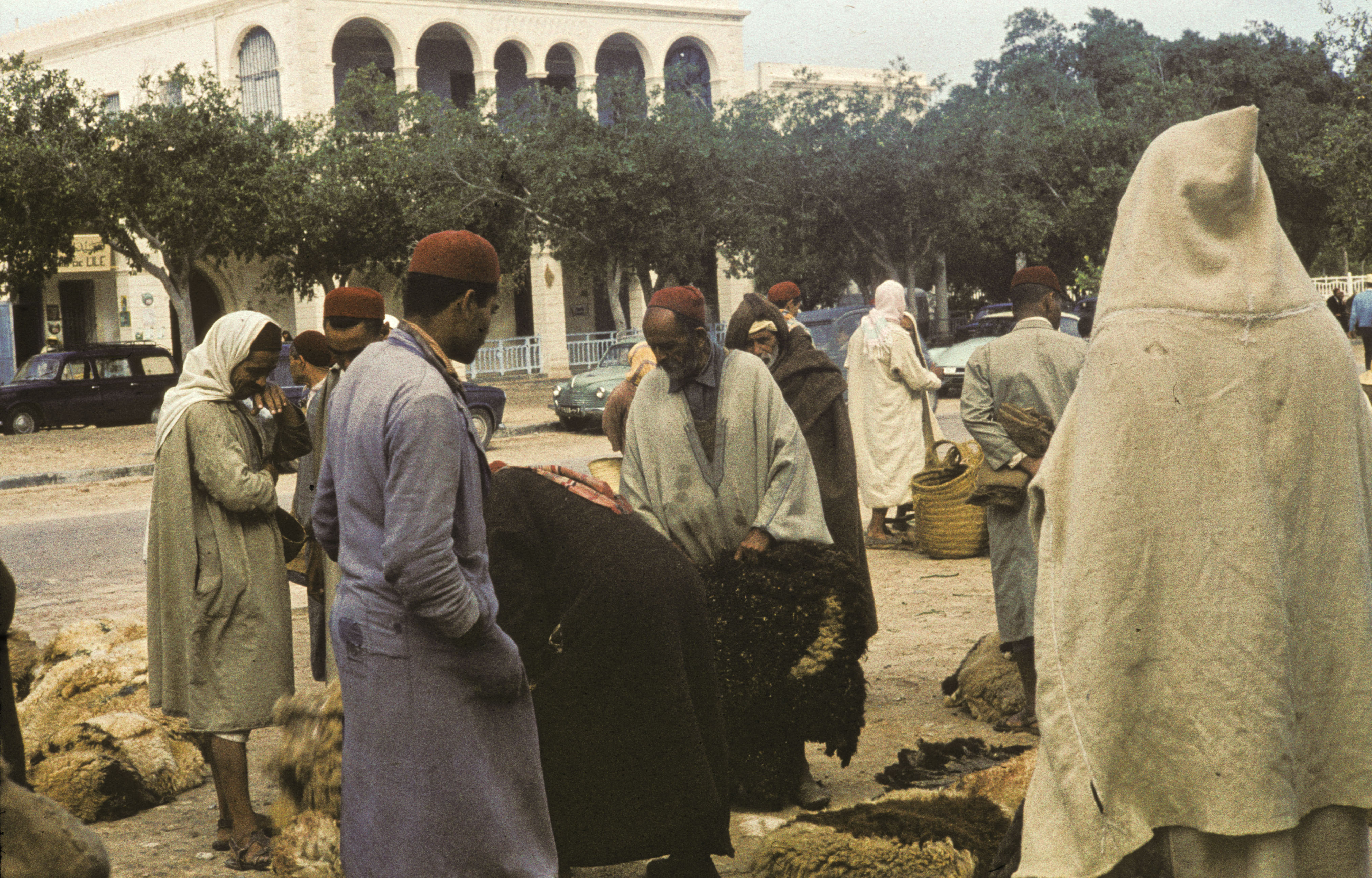
Mercado de Houmt Souk em 1960

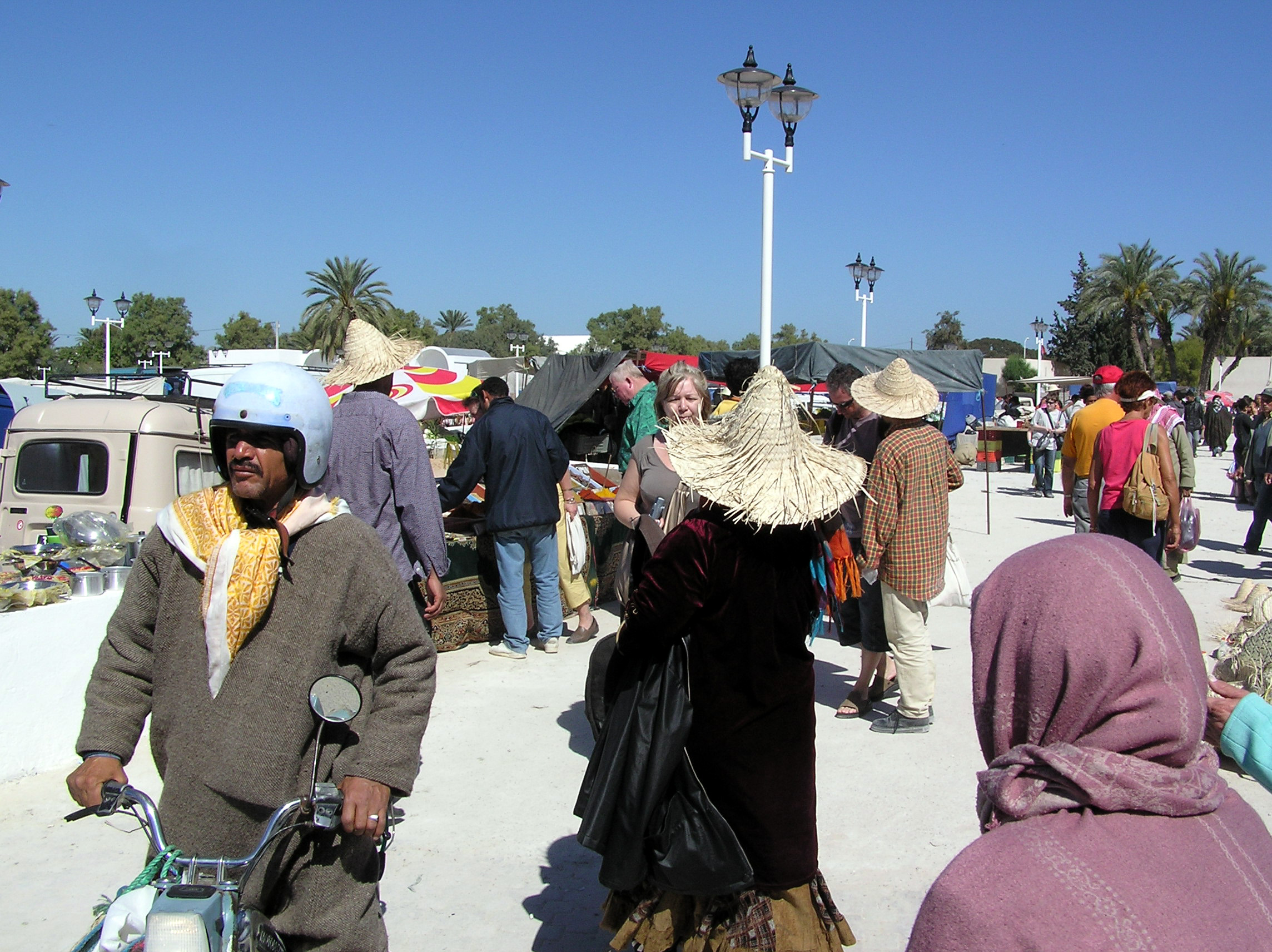
Mercado de Houmt Souk em 2007

No seu livro L’île des Lotophages ("A Ilha dos Lotófagos"), Salah-Eddine Tlatli apresenta um cenário de coabitação pacífica entre comunidades compartimentadas:
| “ | Assim, nesta ilha-encruzilhada, as populações berberes, judeu-berberes, árabes, africanas islamizadas, negras, alguns turcos e mesmo velhos pescadores malteses se encontraram e viveram pacificamente mas sem se misturarem. A barreira religiosa, apesar da proximidade das raças, constituiu um obstáculo quase intransponível e os casamentos, pelo carácter endogâmico, permitiram manter uma certa homogeneidade étnica. | ” |
|   | — Salah-Eddine Tlatli, 1967 . |   |

Retomando a classificação da população da Berbéria oriental formulada no início do século XX por Lucien Bertholon e Ernest Chantre,  Charles-André Julien fala do tipo de Djerba come «de pequena estatura, olhos escuros, pele morena e amarelada». Salah-Eddine Tlatli, citando Bertholon, retrata os «caracteres étnicos» dos djerbanos «que definem um tipo humano à parte na África do Norte […] A forma do seu crânio e o seu tamanho: globular, maciço, deixando a descoberto uma testa protuberante, limitado por sobrancelhas espessas e bossas parietais pronunciadas […] O corpo é bastante baixo, atarracado, musculoso, com ombros largos […] contrasta com as populações vizinhas. Os israelitas têm crânios mais alongados, donde se conclui que não se tratam de djerbanos judaizados.» Sobre o último ponto, vários estudos genéticos sobre a população da ilha chegaram a conclusões no mesmo sentido, que demonstram que o património genético dos judeus de Djerba distingue-se claramente dos seus vizinhos árabes e berberes. Em contrapartida, os mesmos estudos indicam uma diferenciação muito ténue entre as amostras árabes e berberes que podem ser consideradas como sendo a mesma população do ponto de vista genético.
A população numerosa e a insuficiência de recursos naturais esteve na origem de crises, ligadas quase sempre a más colheitas, que contribuíram para que tivesse lugar um processo de migração, inicialmente sazonal e temporário, mas que pouco a pouco se tornou estrutural e definitivo. A maior parte dos djerbanos que deixam a sua ilha trabalham no comércio devido à posição estratégica da sua região de origem. Numa primeira fase, a maioria da emigração foi para outras regiões da Tunísia, onde os djerbanos detêm uma posição dominante no comércio alimentar e de retalho, mas as reformas levadas a cabo nos anos 1960 pelo ministro Ahmed Ben Salah, que concentrou o comércio de retalho em cooperativas, levou os djerbanos a emigrar sobretudo para a Europa, principalmente para a região parisiense.

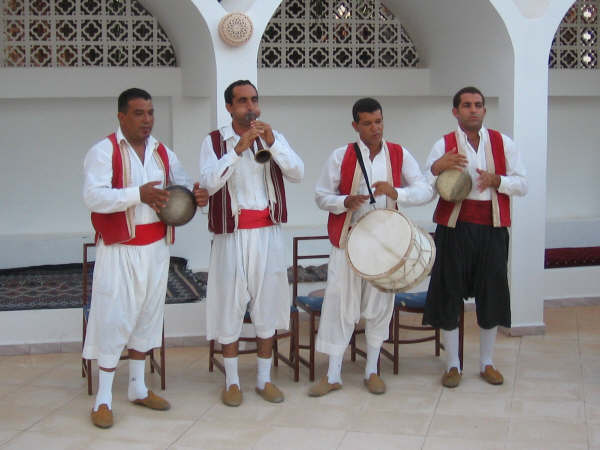
Músicos tradicionais de Djerba

Devido ao espaço limitado, os poucos recursos e o rigor do rito ibadita, segundo a tradição popular o djerbano é geralmente conhecido como um trabalhador disciplinado, rigoroso, parcimonioso e bom gestor, na maior parte dos casos de carácter reservado, calmo e polido. Nas famílias ibaditas, os filhos, mesmo adultos, não fumavam diante dos seus pais e a avó mandava na família com mão de ferro, com os seus filhos, noras e netos a deverem-lhe obediência. Irmãos e sócios iam comerciar no exterior da ilha por turnos, para que alguns homens adultos ficassem a trabalhar a terra com as suas mulheres, filhos e anciãos.
O dinheiro repatriado pelos djerbanos que vivem no estrangeiro tem um papel importante na economia da ilha. Em sentido contrário, a imigração para Djerba de tunisinos do continente, maioritariamente originários das províncias do sul e do centro-oeste do país, tem vindo a aumentar progressivamente e em meados da década de 2000 representava entre 45% dos habitantes e 60% da população ativa da ilha. Neste contexto, os imigrantes são cada vez mais concorrentes dos nativos no mercado de emprego de Djerba.

### Religião
A esmagadora maioria da população é muçulmana, mas subsiste uma pequena comunidade judia. Nos séculos XIX e XX houve também uma pequena minoria cristã constituída por imigrantes europeus.

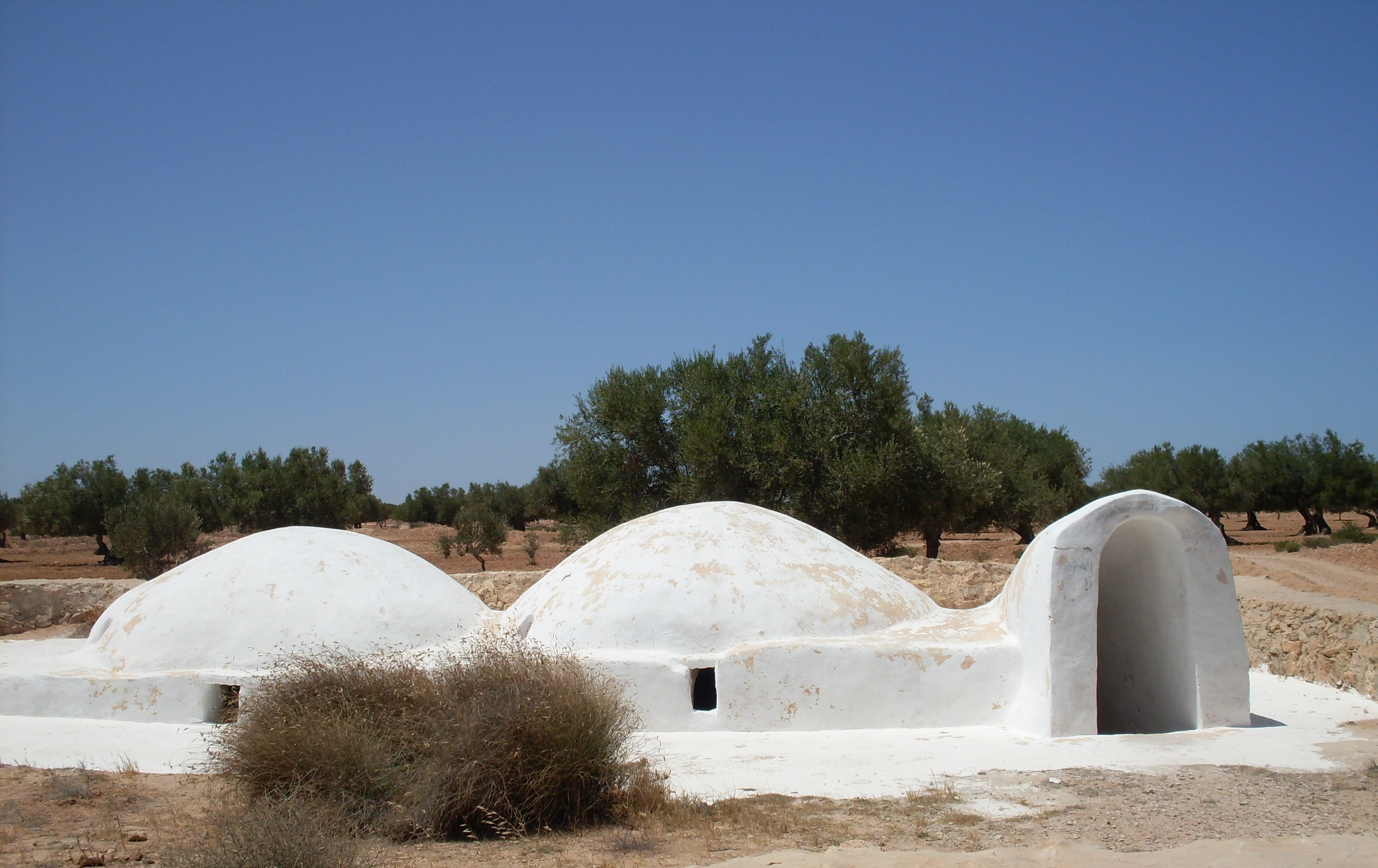
Mesquita subterrânea de Sedouikech

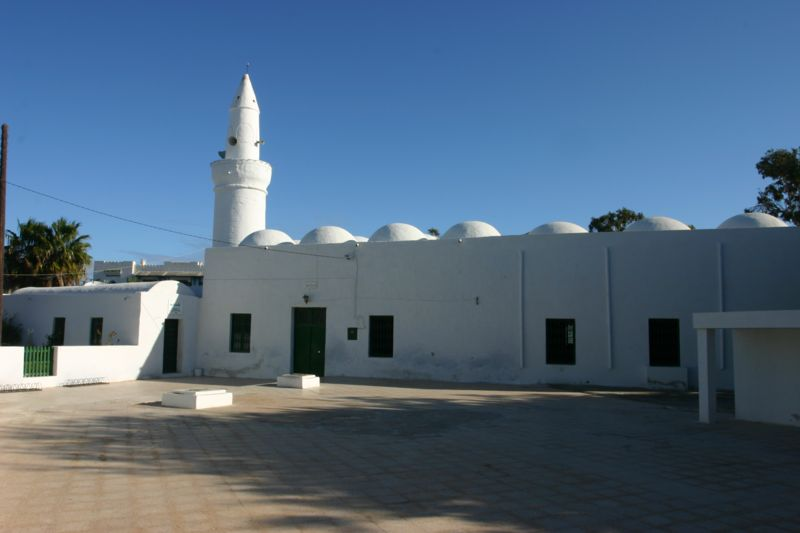
Mesquita dos Turcos, em Houmt Souk

#### Muçulmanos
Na Tunísia, predomina largamente o islão sunita de rito maliquita, apesar de existir uma pequena minoria que pratica o rito sunita hanafita Tal não é a situação em Djerba, onde uma grande parte da população segue o ibadismo, um ramo do carijismo. O islão carijita recusa aos homens, incluindo o califa, o direito de interpretar os textos sagrados e preconiza o seu espeito estrito, uma vida sóbria e uma igualdade perfeita entre todos os muçulmanos. Segundo Charles-André Julien, o carijismo subsistiu em duas comunidades berberes no Mzab, na Argélia, e em Djerba, que nunca se envolveram em luta aberta com os ortodoxos que as rodeavam.
De facto, no passado existiram dois grupos ibaditas rivais em Djerba: os Wahbiya (ou uaabitas ou wahhabitas) e os Nakkara. Os primeiros são herdeiros da tradição dos seguidores do soberano rustâmida Abde Aluaabe, que reinou em Tahert (Argélia) entre 788 e 824, enquanto que os Nakkara acabaram por se converter ao maliquismo. As duas fações enfrentaram-se em várias ocasiões entre os séculos VIII e XIV pelo domínio da ilha. No entanto atualmente já não se faz distinção entre as duas fações e a denominação "uaabita" é usada como sinónimo de ibadita em Djerba.
Os ibaditas ou uaabitas de Djerba sempre foram adversos, quando não rebeldes, ao poder central do bei de Tunes, e afirmaram a sua autonomia formando alianças com os ibaditas da Tripolitânia e de Ghardaia, no sul da Argélia. Era frequente recusarem-se a pagar os impostos e rebelarem-se. A introdução do sunismo e do rito maliquita foi incentivado pelo poder beilhical, principalmente em Houmt Souk, através da ação de eruditos e teólogos vindos do exterior da ilha, como Sidi Bouakkazine, Sidi Aloulou, Sidi Brahim El Jemni ou Sidi Abou Baker Ezzitouni. Isso pode estar na origem da existência de um certo antagonismo entre os habitantes ibaditas de identidade berbere e os seguidores do rito maliquita. Na prática existem entre diferenças entre os dois grupos no ritual da oração.

#### Judeus
Na ilha existe uma pequena comunidade de judeus que no passado chegou a contar com milhares de membros, na sua maioria especializados em ofícios artesanais, como os de joalheiros, sapateiros, alfaiates, etc., que também praticavam o comércio. A sua atividade contribuía muito para a prosperidade comercial pela qual a ilha era famosa. Em 1946, o número de judeus djerbanos ascendia a 4 300, mas no início da década de 2000, estimava-se que só vivessem na ilha 1 500 judeus, uma parte deles ex-emigrantes que tinham regressado à terra natal.

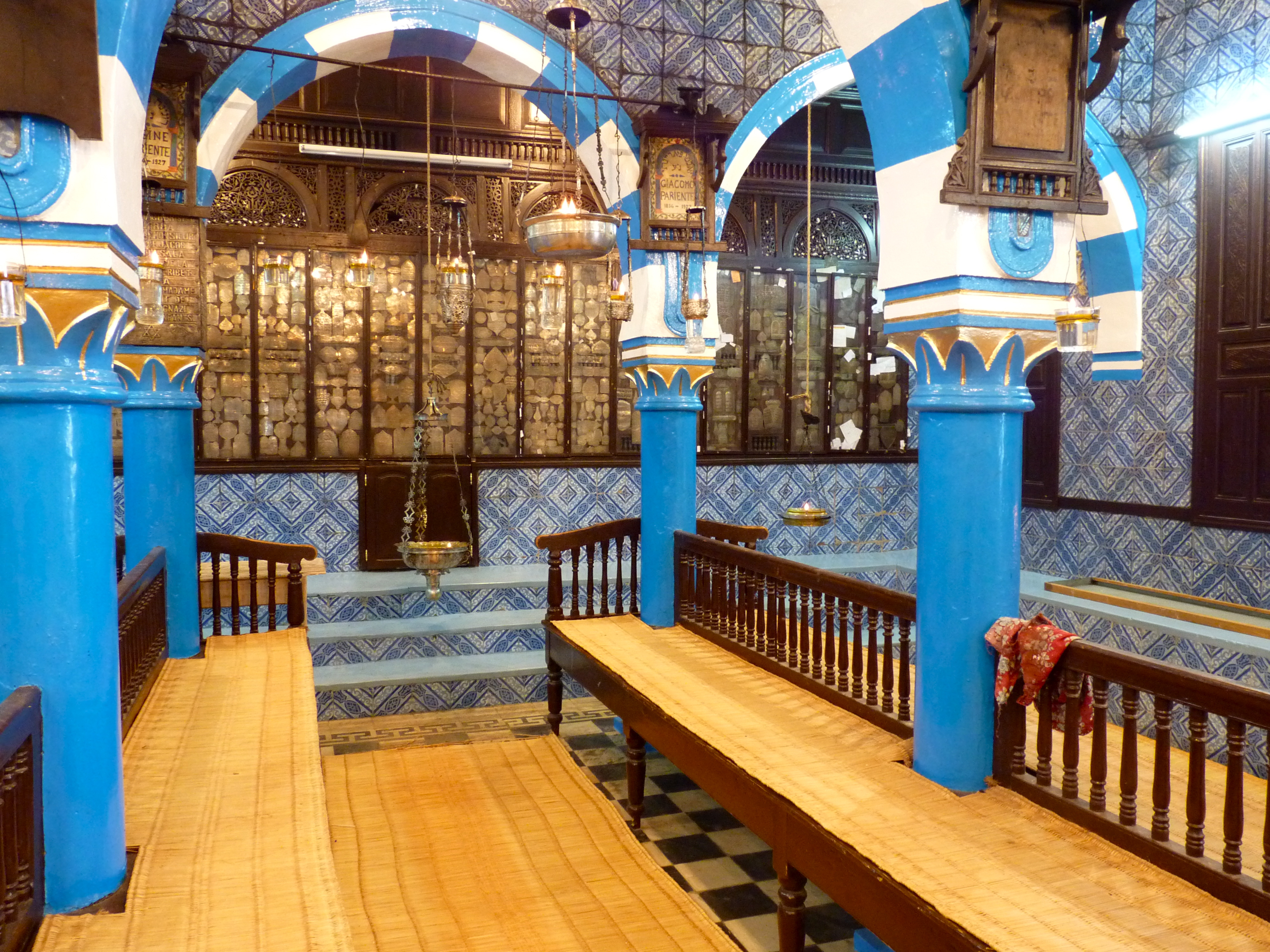
Interior da sinagoga de la Ghriba

Os judeus viveram em harmonia com a maioria muçulmana, mas a sua população declinou drasticamente com a emigração, para Israel desde a independência daquele país em 1948 e para França depois da independência da Tunísia em 1956. A crise de Bizerta em 1961 e a guerra dos Seis Dias em 1967 contribui para o aumento da emigração dos judeus.
Os judeus djerbanos reclamam-se descendentes de exilados de Jerusalém que foram para a ilha após a destruição do Templo de Salomão por Nabucodonosor II, em 586 a.C.. Segundo outras versões, os judeus ter-se-iam instalado em Djerba em 71 d.C., quando Jerusalém foi destruída por Tito. A comunidade viveu durante séculos praticamente isolada do resto do mundo judaico, «petrificada nas tradições hebraicas mais antigas»,
A sinagoga de la Ghriba, situada na aldeia de Hara Sghira (oficialmente Er Riadh), 9 km a sul de Houmt Souk, é muito antiga e célebre entre os judeus de origem africana. A crer nos rabinos djerbanos, os primeiros judeus que chegaram à ilha levaram com eles alguns manuscritos das Tábuas da Lei, que salvaram das ruínas do Templo de Jerusalém destruído por Nabucodonosor em 586 a.C., bem como algumas pedras daquele templo, sobre as quais construíram o santuário. Todos os anos, três semanas após a Páscoa judaica, a sinagoga atrai peregrinos vindos do mundo inteiro, principalmente da Europa e da África do Norte, que levam em procissão as Tábuas da Lei para o exterior da sinagoga, num baldaquino multicolorido.
Em Hara Kbira, a maior localidade judaica da ilha, situada nos arredores de Houmt Souk (atualmente praticamente um bairro), existem várias sinagogas pequenas.

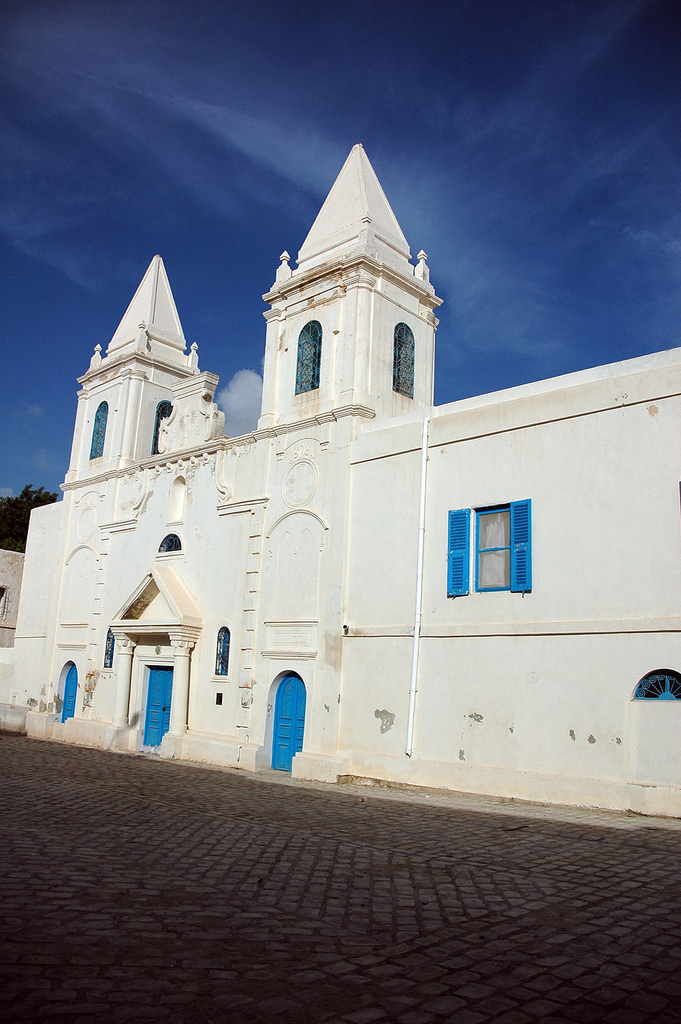
Igreja de São José de Djerba, em Houmt Souk, construída em meados do século XVIII em estilo maltês

#### Cristãos
No início do século XX, quando Djerba tinha cerca de 40 000 habitantes, existiam várias centenas de católicos franceses, italianos, gregos e malteses. Estes grupos ganhavam a vida sobretudo como artesãos e pescadores de peixe e de esponjas.
A igreja católica de São José de Djerba, de estilo maltês, foi erigida no centro de Houmt Souk em 1848 ou 1849 por um presbítero da Missão de São Vicente de Paulo apoiado pelo bispo Gaetano Maria de Ferrara; depois de ter estado encerrada, foi reaberta oficialmente ao culto e reconsagrada a 19 de março de 2006.[carece de fontes?]
Nos arredores de Houmt Souk, junto ao porto, há uma igreja ortodoxa grega fundada cerca de 1890, dedicada a São Nicolau, padroeiro dos pescadores. A igreja foi construída num época em que uma comunidade grega se instalou na ilha. Os imigrantes gregos dedicavam-se principalmente à pesca, sobretudo à pesca de esponjas.[carece de fontes?]

## Cultura

### Crenças, superstições e lendas locais
A superstição e os seus mistérios, como os danos da inveja e do mau-olhado de origem berbere, são objeto de numerosas crenças populares há muito espalhadas na ilha, à semelhança do que se passa no resto da Tunísia. Algumas estão relacionadas com dias e nomes: por exemplo, durante muito tempo os djerbanos consideraram a quarta-feira um dia aziago durante o qual não se devia empreender fosse o que fosse, como iniciar um negócio ou visitar um doente. O número cinco e os seus múltiplos são pronunciados para afastar o azar ou influências negativas, donde resulta a grande popularidade da khamsa, ou "mão de Fátima". O sétimo dia após um acontecimento, como um casamento ou um nascimento, é considerado um dia propício para celebrar. O mesmo acontece como o 40º dia após um nascimento ou morte. Há outras crenças muito arreigadas: ainda hoje se diz que dá azar contar as pessoas e sobrepor os sapatos ou arrumá-los é sinal precursor de viagem; se os sapatos caem, devem ser imediatamente novamente arrumados, senão Satanás (echitan) fará as suas orações em cima deles.

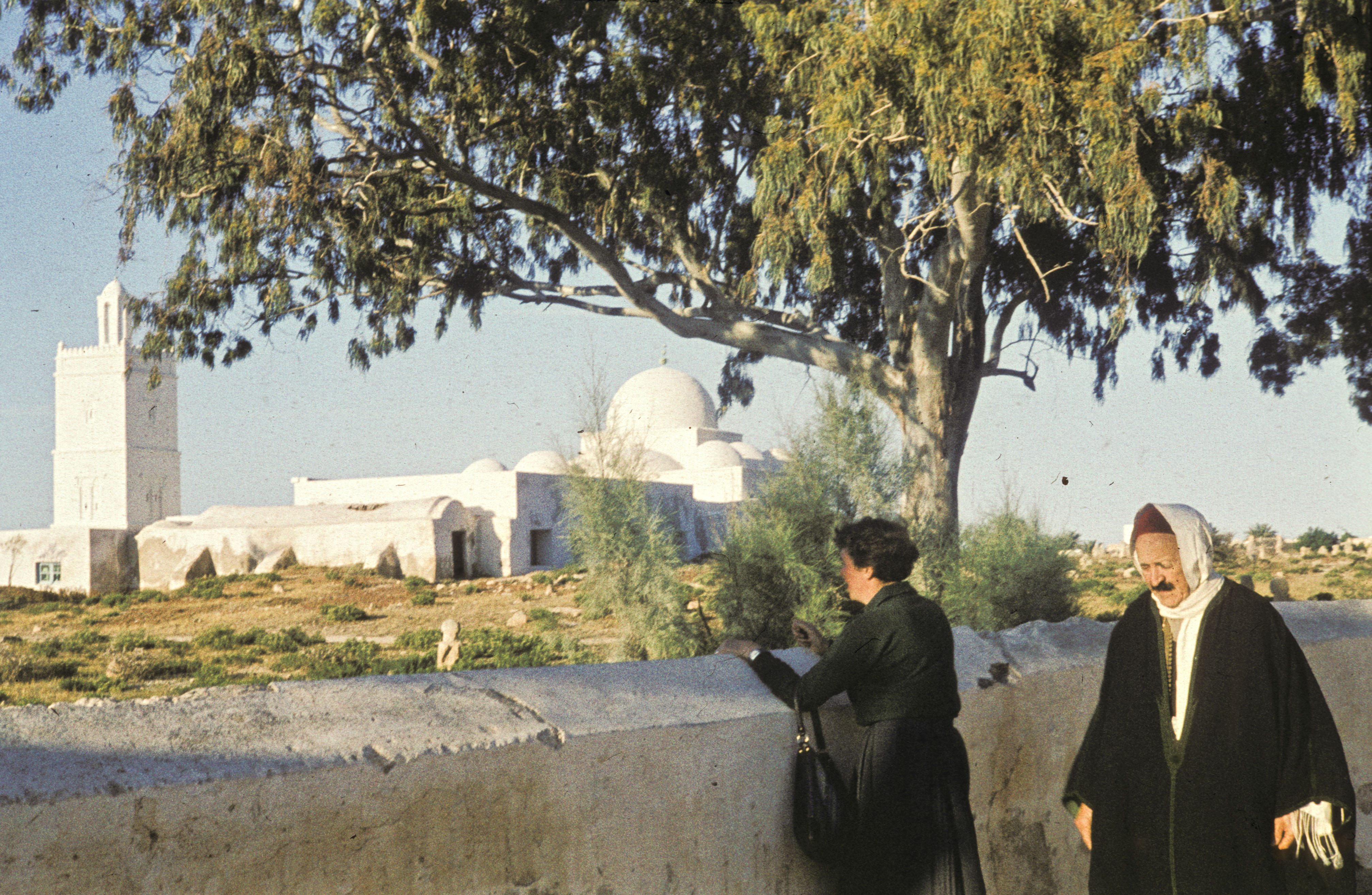
Fotografia de 1960 da Mesquita dos Estrangeiros (Jemaâ Ghorba)

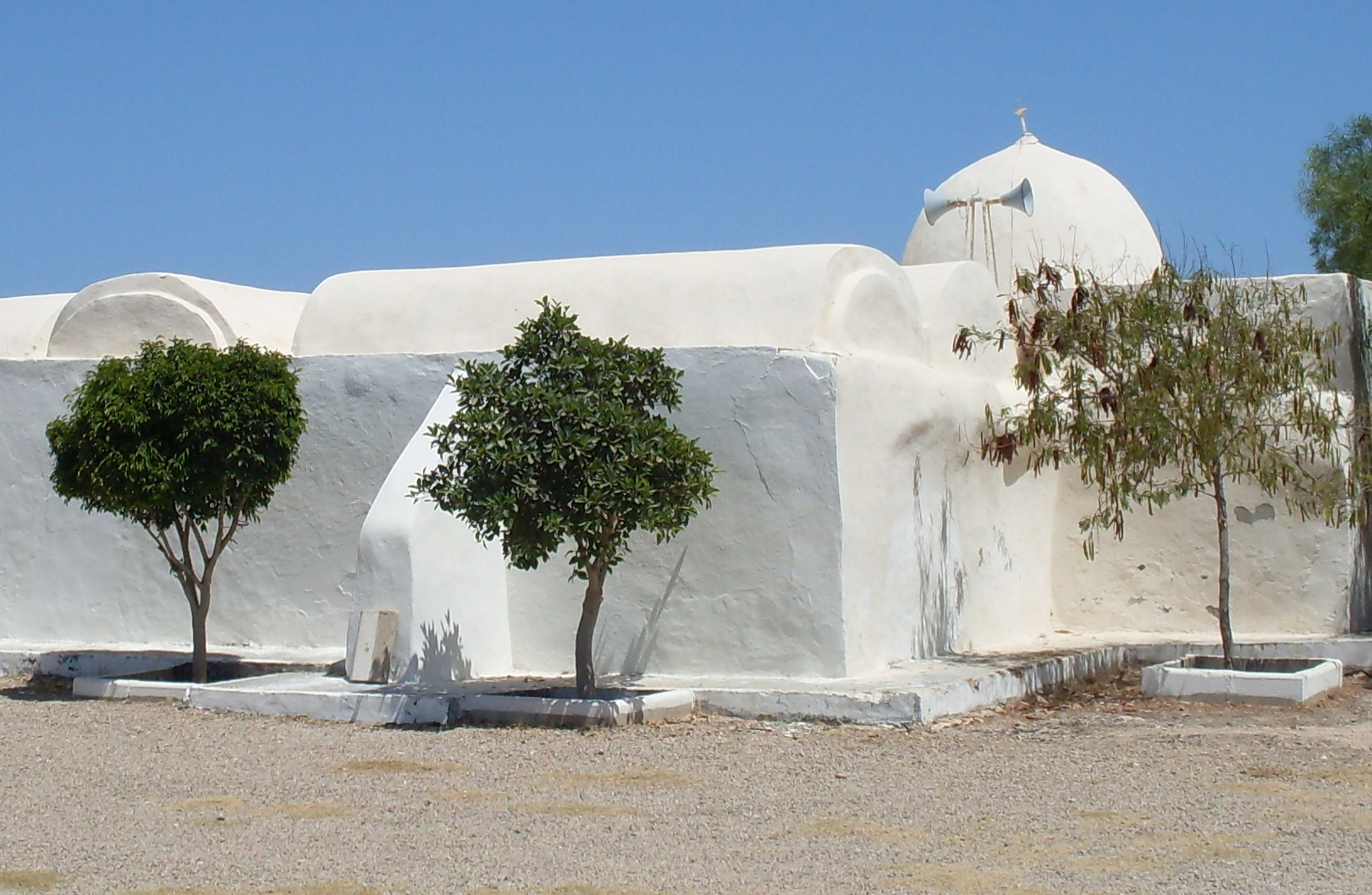
Mesquita Sidi Satouri

Há também diversas superstições ligadas à comida. O peixe é considerado como um amuleto e uma proteção contra o mau-olhado; como a khamsa, é representado na bijuteria e joalharia tradicional e usado na decoração de interiores. Uma pequena joia representando um peixe é preso quase sistematicamente nas roupas dos recém-nascidos. Até recentemente, o pão nunca era deitado fora com os restantes desperdícios: se sobrasse um pedaço, tinha que se beijar antes de colocá-lo num local limpo, de preferência elevado, a fim de que um animal o pudesse encontrar limpo. Contava-se também que observando a lua se podia ver uma mulher pendurada pelas pálpebras por ter tocado no seu filho com um pedaço de pão.
Em muitos casos, as crenças e lendas podem parecer o resultado duma sabedoria popular empenhada em preservar a honra e a paz das famílias. Nos anos 1950 e 1960 ainda os desaparecimentos de pessoas ainda eram atribuídos a khialas (espíritos), como a de Hammam El Ghoula, o fantasma duma mulher muito bela que aparecia às suas vítimas, enfeitiçava-as e levava-as consigo para as libertar um ou vários dias depois, em princípio sem nenhuma lembrança. Seria talvez uma forma de justificar fugas […] De forma semelhante, a emigração maciça de homens de Djerba pode explicar porque durante gerações tenham continuado a acreditar que um feto pudesse permanecer no ventre da mãe durante vários anos e nascer durante a ausência do pai. Acreditava-se também que as almas dos mortos giravam em torno dos cemitérios durante a noite e durante as horas mais quentes do dia. Contava-se às crianças que durante essa parte do dia uma velha malvada (azouzat el gaila) apanhava aqueles que encontrava na rua e devorava-os. As crianças eram também aterrorizadas com a ideia de serem apanhados por um desses "senhores" que procuravam vítimas que tivessem sinais particulares, pois com o seu sacrifício encontrariam um tesouro escondido.
Algumas lendas envolvem mesquitas como a de Sidi Zitouni, também chamada  Koubet El Kheiel ("cúpula do fantasma") e Jemaâ El Guellal, ambas em Houmt Souk, Sidi Zikri e muitas outras. Conta-se que Sidi Satouri, um camponês modesto, possuía uma pequena parcela de terra isolada e difícil de trabalhar. Depois duma dia de trabalho árduo, parou em plena estrada para fazer as suas orações e um rico cortejo de casamento tentou interrompê-lo, em vão. Tendo terminado as suas orações, deu-se conta que o cortejo tinha sido petrificado. De volta à aldeia, o camponês contou a sua aventura aos aldeões que, incrédulos, se dirigiram ao local; vendo o cortejo transformado em pedras, consideraram Sidi Satouri um santo e edificaram no lugar da sua aventura uma mesquita que tem o seu nome, Jemaâ Sidi Salem Essatouri.
Há muitas outras crenças associadas a personagens santos, como Lalla Thala, que cura o tracoma e ajuda a encontrar a alma gémea, Sidi Marcil (São Marcelo), que cura a esterilidade das mulheres, ou Maamouret Aghir, que cura as doenças de pele e junta os amantes separados.

### Tradições

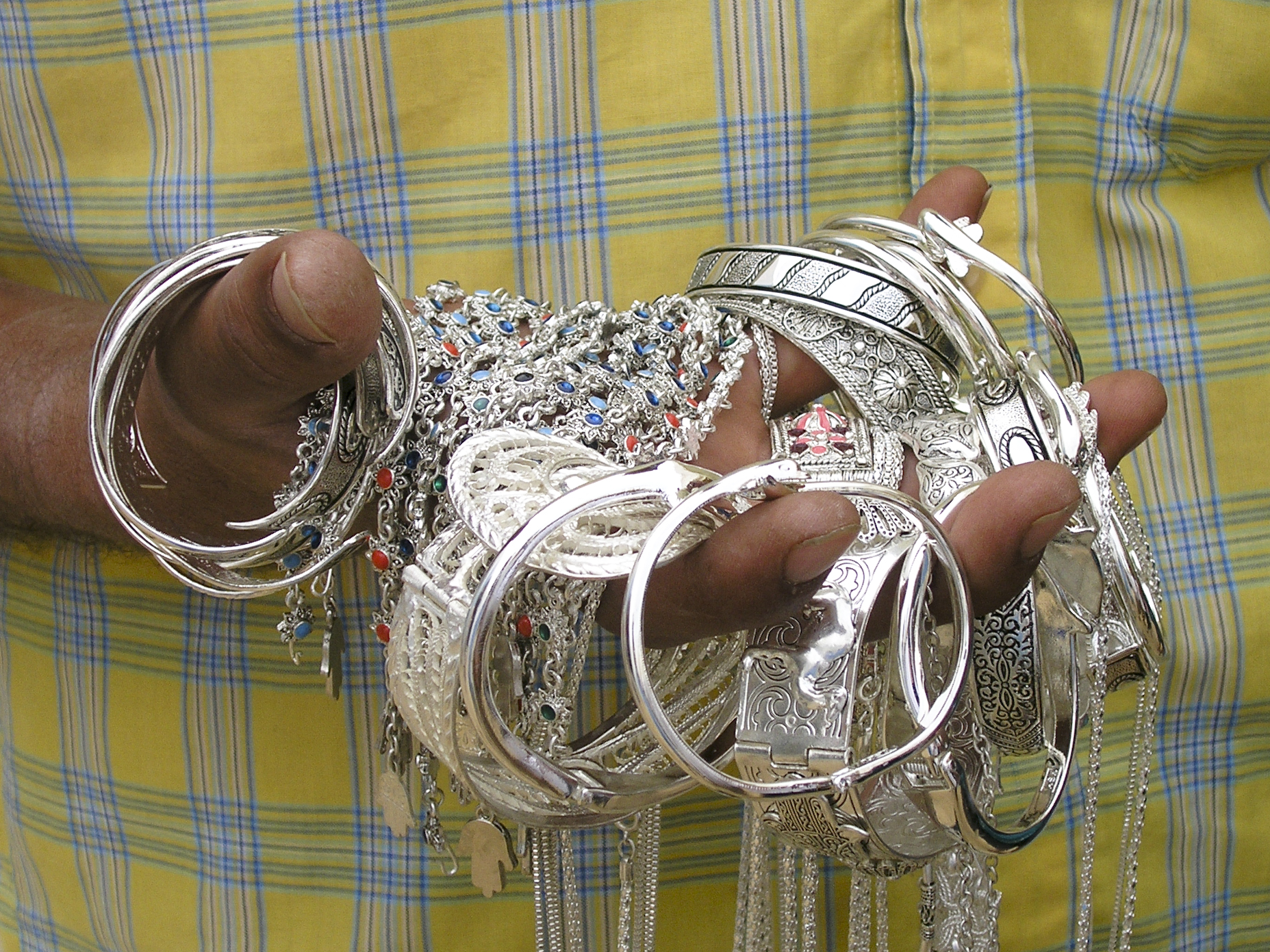
Joalheria de Djerba

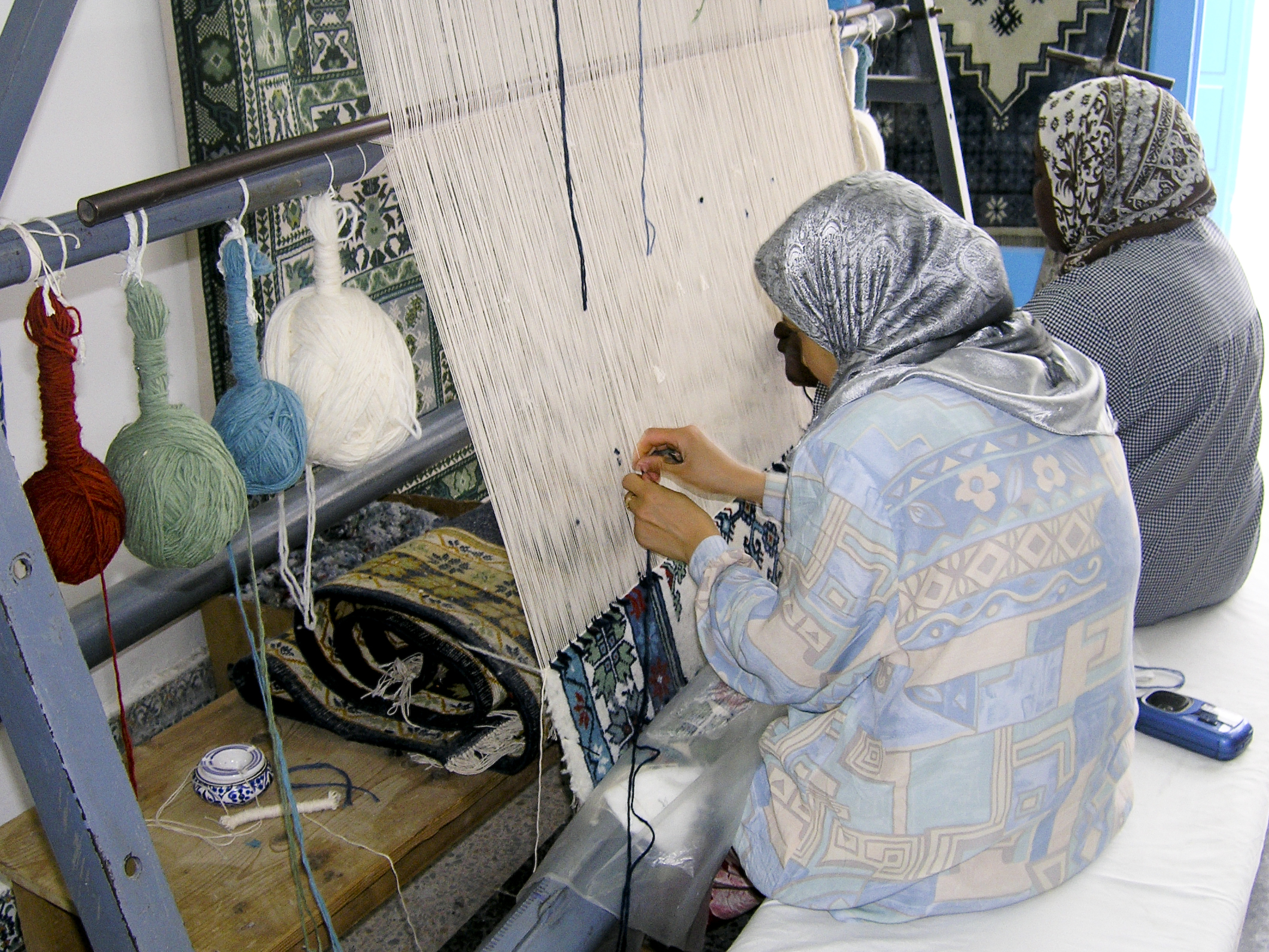
Confeção artesanal de tapetes

Djerba é muito rica em tradições e artesanato, nas quais se podem destacar, por exemplo, uma grande variedade de joias e bijuteria, durante muito tempo uma atividade exclusiva dos judeus djerbanos, o vestuário tradicional, os chapéus característicos de algumas aldeias como Guellala e Sedouikech, a gastronomia que varia de lugar em lugar, e as particularidades da sua música, durante muito tempo tocada e cantada maioritariamente por músicos negros. Esta riqueza e variedade traduz a diversidade étnica da população, das suas línguas e dos seus ritos.
Muitas tradições estão ligadas às datas mais importantes do calendário muçulmano e particularmente ao Ramadão. Em algumas famílias djerbanas ibaditas, a filha menor que jejua pela primeira vez (em princípio na puberdade) é recebida durante a ceia pelos seus parentes e amigos durante todo o mês e são-lhe oferecidos presentes destinados ao seu enxoval de casamento (panos, lençóis, etc.).[carece de fontes?]
Em algumas tradições intervêm duas personagens tradicionais, em geral personificados por djerbanos negros. O primeiro, o tengam, tem o papel de acordar as pessoas durante as noites do Ramadão, para a última refeição antes do início do jejum quotidiano. Na ilha há diversos tengam que percorrem as aldeias e vão de casa em casa batendo nos seus tabl (instrumentos de percussão tradicionais do Magrebe) e cantando «goumou le s’hourkoum». No 15º dia do Ramadão, os djerbanos recebem os tengam oferecendo-lhes zlabias e f'tair (massa frita doce, semelhante a farturas). Os tengam voltam no Aïd el-Fitr, que marca o fim do jejum, para receberem dinheiro. Ao contrário doutras tradições que esmoreceram ou foram abandonadas, esta permanece intacta e os tengam encontram-se também noutras regiões da Tunísia, onde são chamados bout’bila, e no Egito, onde têm o nome de messaharati.[carece de fontes?]
A outra personagem do Ramadão é o boussadia [fr], uma personagem tipicamente africano que anda mascarado e coberto de peles de animais ornamentadas com pequenos espelhos e fitas multicoloridas. Vai de casa em caso, usualmente acompanhado duma criança vestido como ele, para cantar e dançar ao som de pequenos címbalos em ferro com forma oval. Este espetáculo é uma distração pela qual os espetadores oferecem dinheiro. Entre os anos 1960 e 1990, o boussadia tornou-se uma atração mais turística do que popular, mas a situação evoluiu e estas personagens voltaram a aparecer cada vez mais nas casas das pessoas.  Segundo a lenda, o boussadia foi um pai negro cuja filha de nome Saadia foi raptada e que para encontrá-la disfarçou-se com uma máscara e foi de aldeia em aldeia cantando e dançando para atrair as crianças, esperando encontrar entre elas as suas filha.[carece de fontes?]
Algumas tradições praticamente desapareceram, como as dos moussems, dias festivos comemorados várias vezes por ano durante os quais se devia levar às mesquitas ou aos vizinhos mais pobres uma refeição de carne ou peixe. Uma das tradições que se mantém é o casamento tradicional.

### Gastronomia

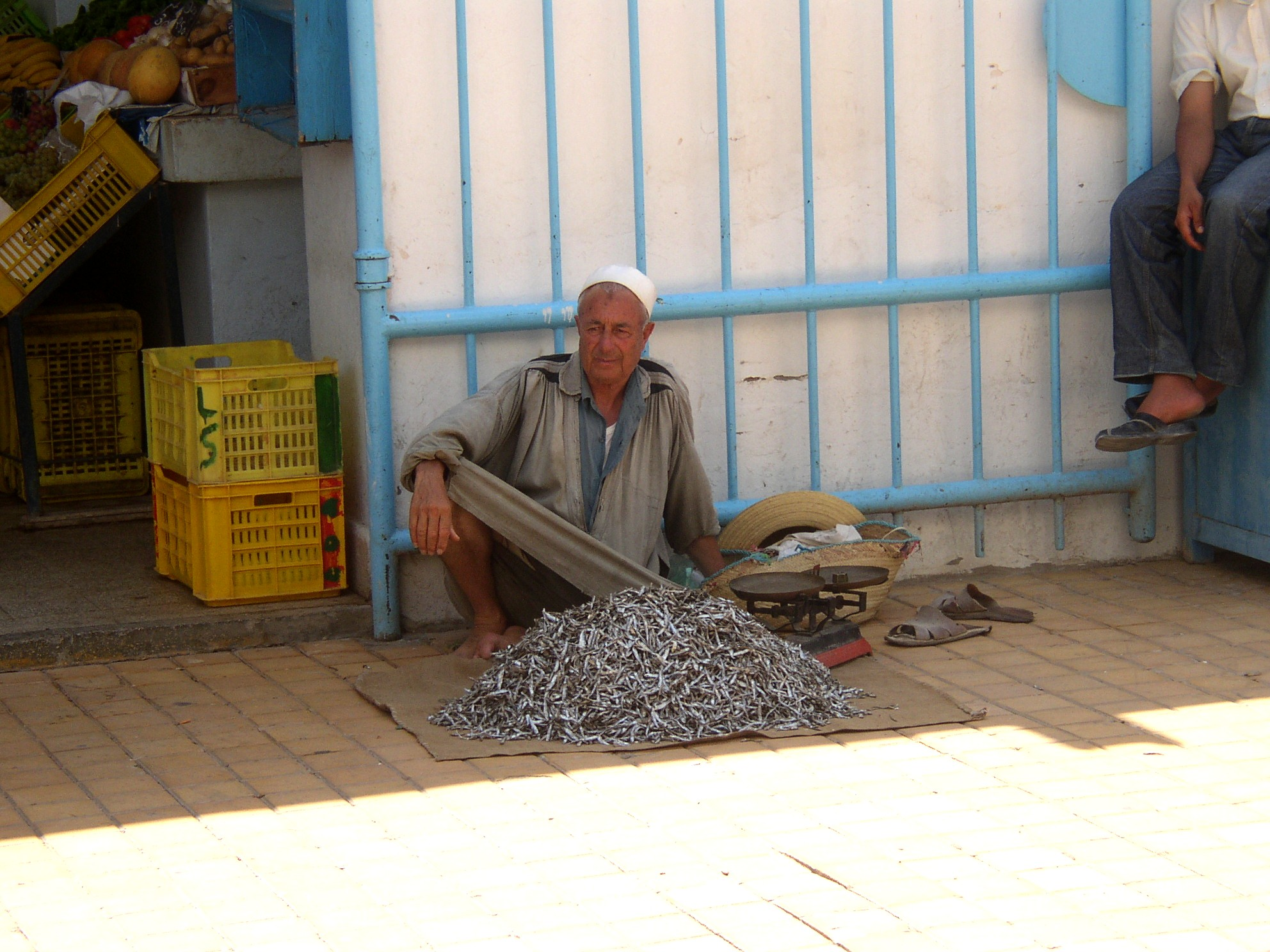
Vendedor de ouzaf (anchovas secas)

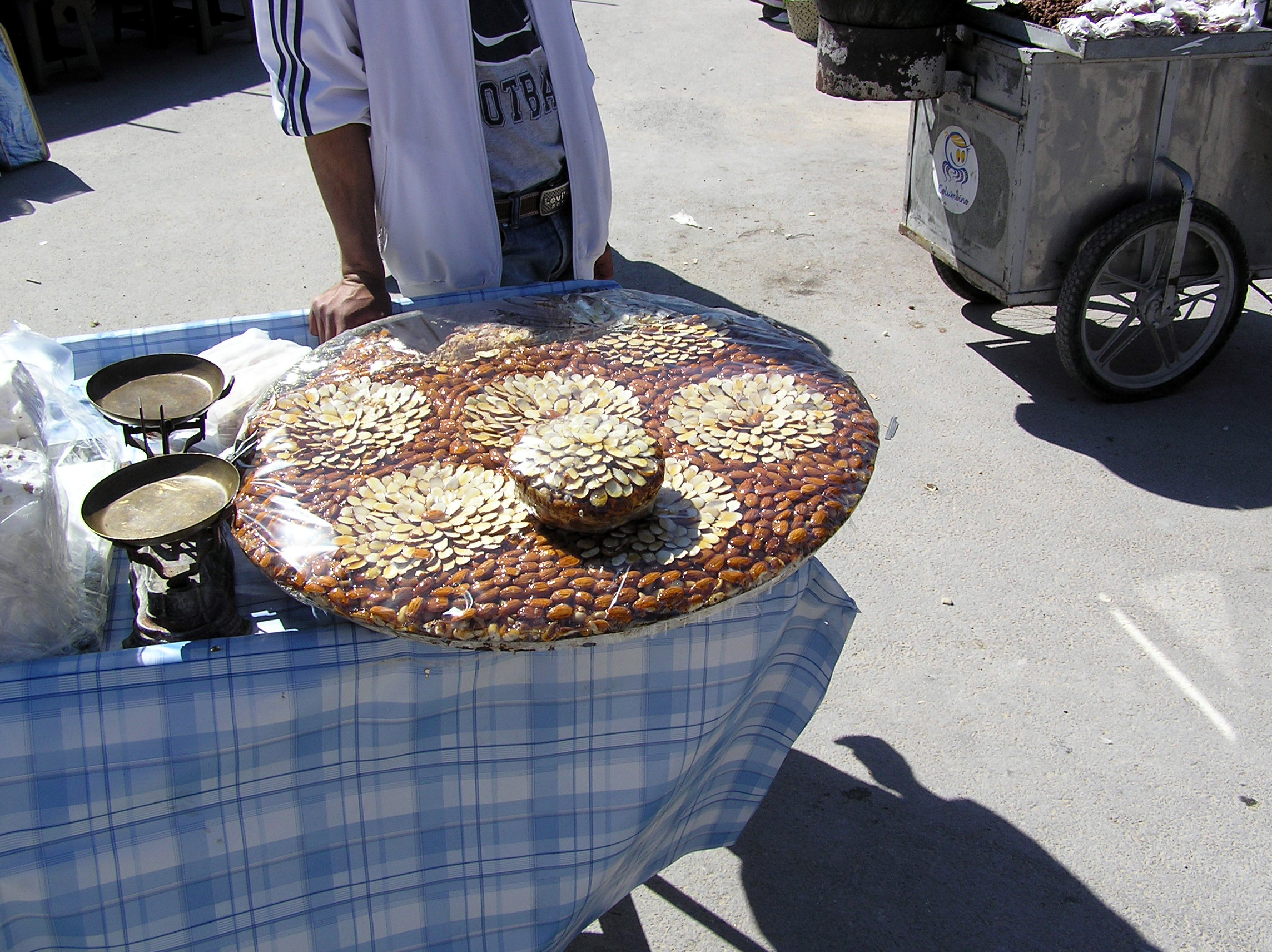
Doce de amêndoas à venda no soco de Houmt Souk

Antes do desenvolvimento do turismo, os djerbanos cultivavam trigo, cevada, sorgo e lentilhas, que constituíam a base da sua alimentação. Algumas das especialidades da ilha são o cuscuz de cevada (malthoutha) com peixe ou a carne seca conservada em azeite (dhan) e pequenas anchovas secas (ouzaf). A zammita, um prato à base de cevada torrada, feno-grego e especiarias, é consumida ao pequeno-almoço ou como refeição principal, acompanhado de legumes crus ou em picless (cebolas verdes, nabos, cenouras ou pimentos) ou então de frutos (uvas ou romãs. O sorgo é usado em bolos, sobremesas (sahlab e bouza) e no bsissa, um prato à base de cereais torrados com especiarias consumido sobretudo ao pequeno-almoço.Tlatli 1967, p. 76
A cozinha tradicional de Djerba é geralmente frugal, varia de localidade para localidade, e nela predomina a cozedura a vapor, que se supõe ter raízes ancestrais nos antigos berberes. O cuscuz djerbano é cozido a vapor, o mesmo acontecendo com o peixe, a carne e os legumes temperados com especiarias. Para isso é usado um cuscuzeiro, um recipiente em barro cozido em duas etapas, típico da ilha, chamado keskess bou rouhine. O arroz é também cozido a vapor e é misturado com fatias finas de carne, fígado e legumes ligeiramente temperados de antecedência. Diversas variedades de farinhas de cereais e de legumes secos chamadas bsissa (cevada, sorgo, trigo, lentilhas, grão-de-bico, feno-grego, etc.) temperados com especiarias e ervas aromáticas são consumidos ao natural, salgados ou doces, com azeite, frutas ou legumes frescos, tâmaras ou figos secos.[carece de fontes?]
Os djerbanos são também apreciadores de peixe, polvo (fresco ou seco), lula e choco. Estes últimos, quando recheados de ervas, são consumidos de cuscuz ou arroz. Os ouzaf (anchovas secas) são muito apreciados como uma espécie de condimento, em particular na preparação do s’der (sopa de sêmola)e do mchelouech bil ouzaf (cuscuz regado ligeiramente regado com molho picante, com muitas especiarias e ervas, como o yazoul ou gazoul).
A secagem de carne é praticada por toda a ilha. A carne é cortada em fatias finas (kadid), temperada com sal, coberta com azeite (a fim de afastar as moscas), seca ao sol e depois é cozida em azeite (m’selli). É conservada (d’hane) e usada em pratos típicos. A glaia, carne cozida conservada em gordura de ovelha e temperada com cúrcuma, sal e pimenta, pode também ser conservada durante um ou dois meses. É consumida acompanhada sobretudo com tomate, pimentos e ovos e pão ou papas espessas de farinha cozida de cevada (bazine ou iche) ou de trigo (assida).
A doçaria tradicional djerbana é relativamente pobre. As bebidas típicas são o legmi (seiva de palmeira que se transforma em vinho de palma num dia, devido à fermentação natural ser muito rápida) o l’ban (leite fermentado ou soro de leite). O chá verde com hortelã e o chá preto aromatizado com folhas duma variedade de gerânio (atr'cha) bebem-se com muito açúcar, tanto depois das refeições como entre elas.[carece de fontes?]

### Música e dança

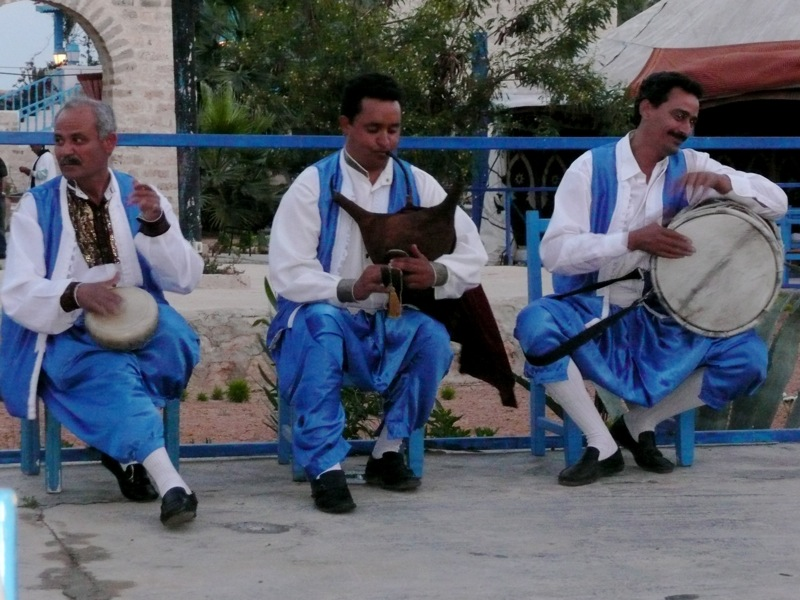
Músicos tradicionais

A música tradicional de Djerba é baseada essencialmente nas percussões, como a darbuka (pequeno instrumento usado por homens e mulheres) e o tabl, usado exclusivamente pelos homens, bem como um instrumento de sopro que antigamente se chamava ghita mas que cada vez é mais conhecido como zoukra (zucra)  ou zurna, só usado pelos homens. Outro instrumento, introduzido mais recentemente na ilha, é o mezoued, uma espécie de gaita-de-foles usada por cantores com alguma fama como Hbib Jbali e Mahfoudh Tanish. Os ritmos são geralmente lentos e melodiosos. Um deles, a chala, é específico da ilha.
O canto temático ocupa uma posição importante: as canções contam geralmente uma história romântica, na maior parte das vezes triste e nostálgica; as letras são por vezes ousadas, sobretudo quando se tratam de histórias de amor. A autoria de muitas das letras é de mulheres, o que possivelmente pode ser explicado pelo facto de que eram as mulheres que se ocupavam da terra, dos filhos e dos mais velhos quando os seus maridos se ausentavam para comerciar.[carece de fontes?]
O ritmo da dança folclórica djerbana é diferente do da maior parte das danças folclóricas tunisinas. Geralmente é mais lenta e dança-se com os pés assentes no chão, enquanto noutras partes da Tunísia tende a ter o ritmo mais rápido e a dançar-se na ponta dos dedos. O gougou, dança de origem subsariana está presente em Djerba desde há várias gerações e tem o seu próprio padroeiro, Sidi Sâad. É executada com bastões e acompanhada de tabl, começando com um ritmo lento que se acelera gradualmente, para acabar em movimentos «endiabrados».

### Casamento

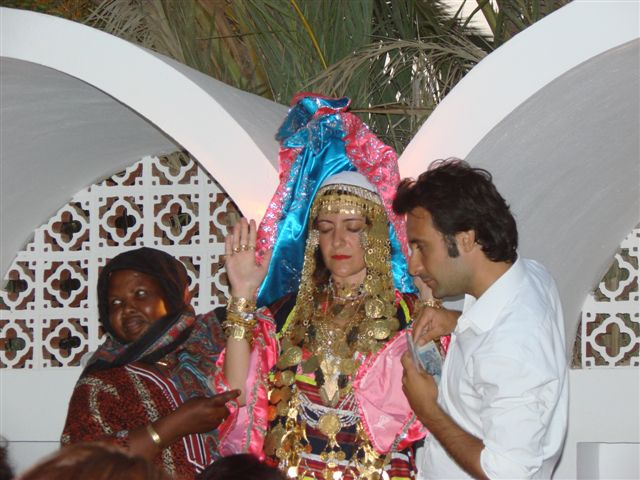
Noiva de Djerba durante a cerimónia do jeloua

Sendo as distrações raras, os casamentos, celebrados principalmente no verão, envolvem grandes festas, particularmente entre os maliquitas, para os quais representam uma ocasião para relaxar e libertar tensões, nomeadamente para as mulheres. Entre os djerbanos ibaditas, os casamentos são mais austeros, frequentemente sem música nem dança. Até há pouco tempo, não havia casamentos mistos entre os diferentes grupos étnicos e religiosos, apesar das relações entre eles serem afáveis. O casamento endogâmico foi durante séculos o mais comum na ilha e assim continua a ser nas zonas rurais.
O casamento tradicional é celebrado durante vários dias e inclui diversas cerimónias. Em Houmt Souk, a hejba é a primeira delas: é então que o dote é dado ao pai da noiva. Depois da hejba, a futura casada deixa de sair da sua casa durante um certo tempo (uma semana a um mês), principalmente para se proteger do sol, pois a pele branca é um dos principais critérios de beleza em Djerba, como na Tunísia em geral. Durante esse período, são visitadas várias zauias, onde são acesas velas.
Durante a semana do casamento propriamente dito multiplicam-se as cerimónias e festividades. As famílias dos futuros esposos organizam festas separadas e só se encontram na madrugada do sétimo dia para festejarem em conjunto o último dia, tradicionalmente uma sexta-feira. As cerimónias para as mulheres são animadas por músicos e em geral os homens não participam nelas. Em contrapartida, as mulheres, outrora maioritariamente com véus, podem participar nas festas noturnas com música organizadas para os homens.
O contrato de casamento é assinado no sexto dia e decorrem várias cerimónias. A noite em casa da noiva é de festa com música e dança, e no final, a noiva é finalmente levada para casa do noivo montado num camelo e instalada numa jehfa (espécie de baldaquino decorado com tapeçarias), acompanhada pelos seus convidados e pelos músicos vestidos em trajes tradicionais, dançando e tocando o tabl e a ghita. Atrás da noiva segue o enxoval, carregado por outros camelos. As festas prosseguem no sétimo dia, com muita música e dança e várias cerimónias. Três dias depois há ainda outra cerimónia, o ethalath, durante a qual os pais da casada visitam a sua filha. Os rituais só terminam no dia seguinte.

### Relação com o meio ambiente

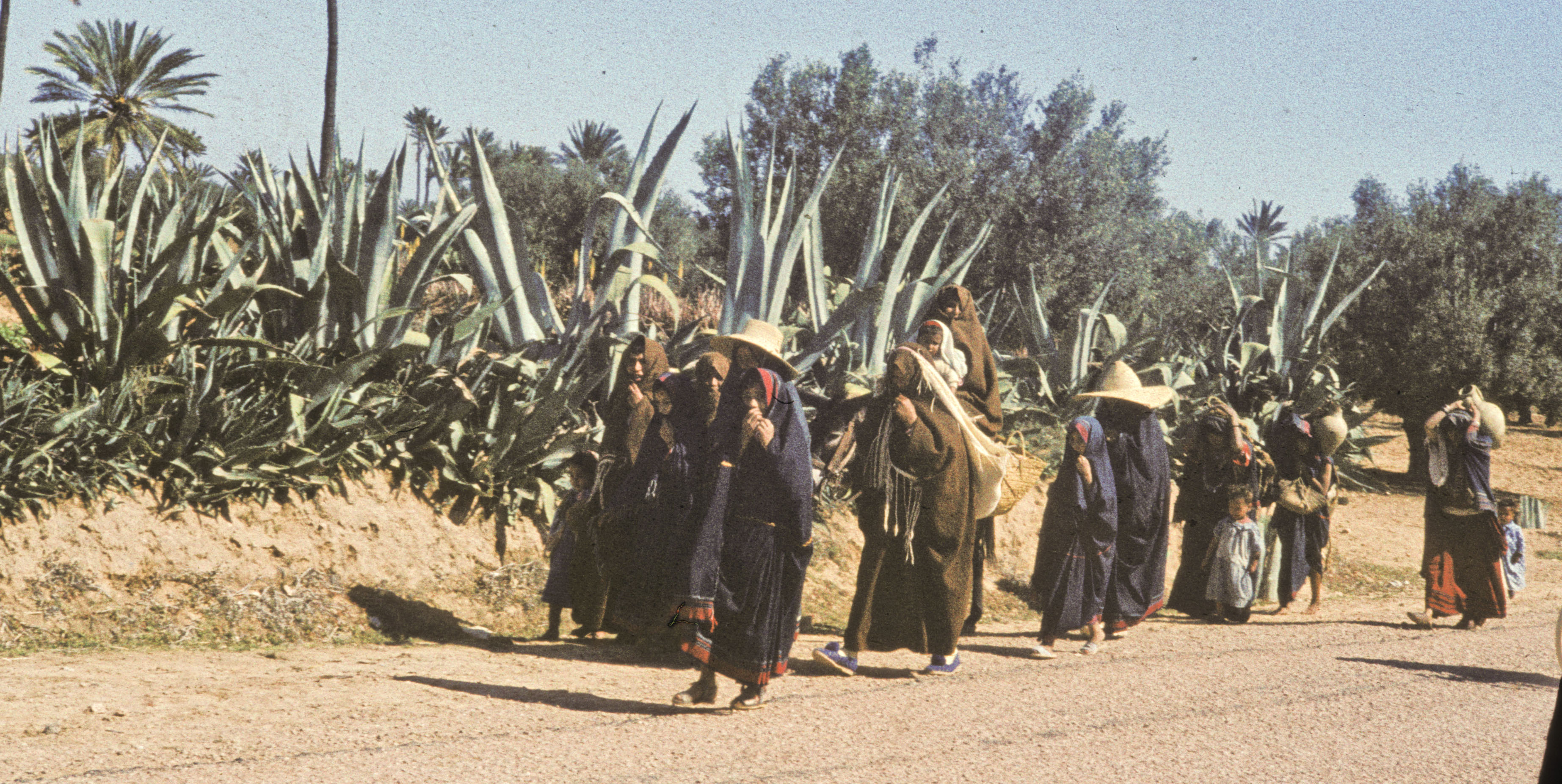
Camponesas de Djerba em 1960

Os djerbanos desenvolveram relações particulares com o meio ambiente antes do desenvolvimento turístico que tem mudado a ilha em tempos mais recentes.

#### Palmeiras
As centenas de milhares de palmeiras tamareiras da ilha representam um recurso muito importante para a população, que a utiliza todas as suas partes, para cestaria e para as barreiras das armações de pesca fixas. As partes mais novas e mais maleáveis são usadas para os chapéus femininos tradicionais, que podem atingir preços elevados para o poder de compra local. Em algumas aldeias, como Guellala, esses chapéus são usados até de noite, e podem ser protegidos com um lenço ou pano de seda contra a humidade noturna. As folhas de palmeira são ainda usadas para confecionar outros artigos de cestaria, como alcofas e sacolas.

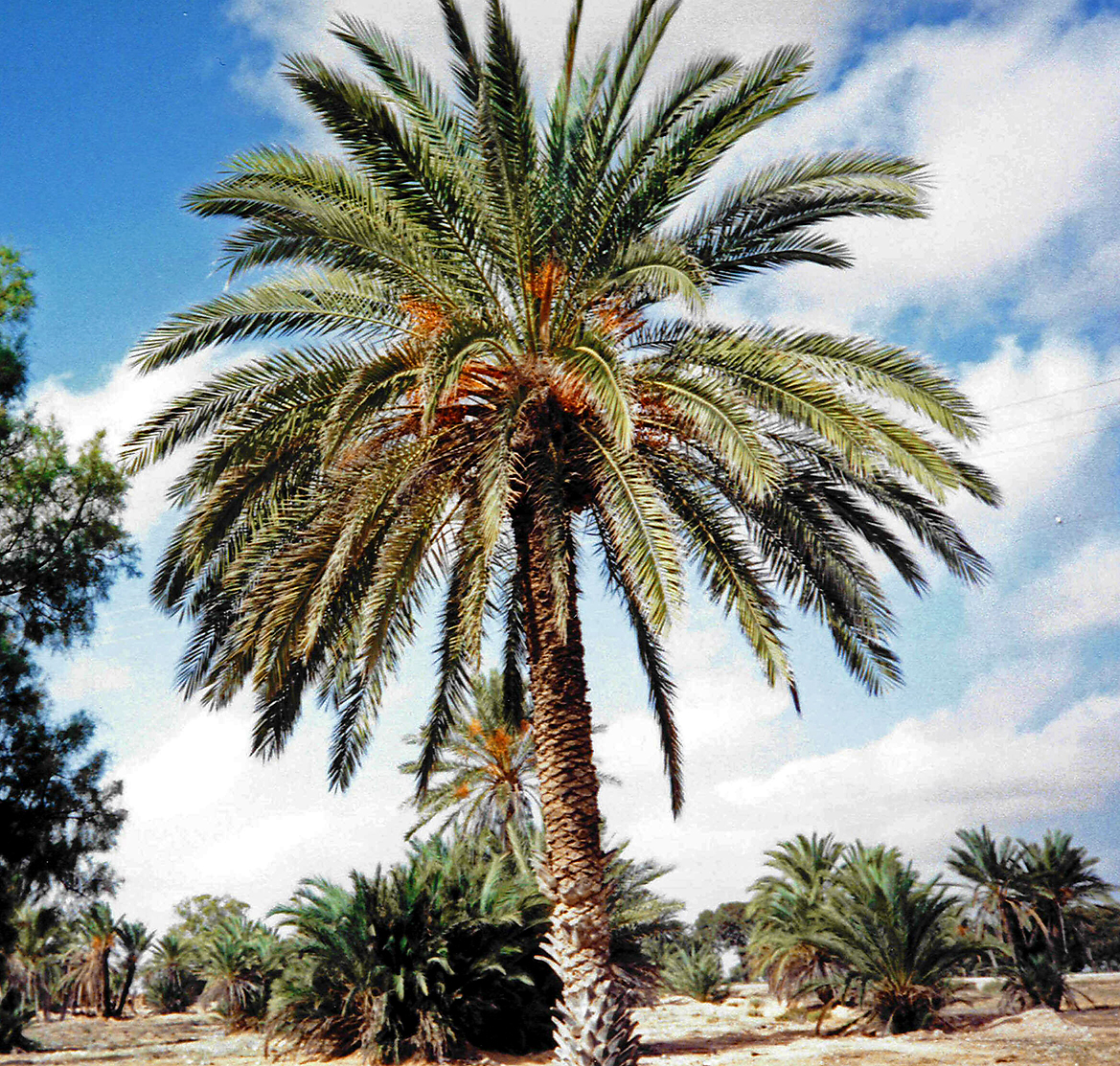
Tamareiras

A parte superior é também usada como vassoura, sobrepondo-se duas partes de folhas verdes com que se varrem as superfícies de alvenaria. As partes duras das palmeiras verdes são usadas para fabricar um jogo de tabuleiro chamado sigue, que se joga principalmente durante o período da peregrinação a Meca. Servem também para confecionar espetos de assar e nassas (armadilhas de pesca). Quando secas, os ramos de palmeira servem de combustível: a parte superior, que arde rapidamente, é usada para atear o fogp e a parte próxima do tronco como lenha.
As palmeiras inteiras são usadas na construção de cercas para animais (z'riba), cabanas que outrora serviam de habitação para os mais pobres ou como abrigos de cozinhas e casas de banho exteriores, ou até mesmo khoss, onde os habitantes se reuniam. Atualmente são usadas para confecionar para-sóis de praia.
Os troncos de palmeira cortados em dois no sentido longitudinal (sannour) servem como vigas nos menzel e constituem a maior parte das traves das antigas habitações e oficinas de tecelagem. Serviam igualmente para o fabrico de alguns instrumentos dos antigos lagares de azeite. As partes podadas, depois de retirados os frutos, são usadas como vassoura dos pátios arenosos e das partes que rodeiam os menzel. São ainda usados pelos pescadores para confecionar cordas e enfiar peixes para venda. O núcleo da palmeira, chamada jammar, serve para sobremesas e a seiva (legmi) é bebida fresca de manhã ou fermentada, como vinho de palma.[carece de fontes?]
As tâmaras, das quais se produzem diversas variedades, são consumidas frescas ou secas. São também usadas para doçaria, nomeadamente recheando-as de pasta de amêndoa ou servindo de recheio de bolos, como o makroud. Constituem um elemento fundamental da dieta alimentar tradicional. Os habitantes de confissão judaica utilizam-nas para fabricar uma bebida alcoólica chama boukha, a qual também é feita a partir de figos. Os caroços eram triturados e usados na alimentação de camelos. O conjunto de todos estes usos explica o nome dado à palmeira na fala berbere de Djerba: taghalett, que significa "a preciosa".

#### Oliveiras

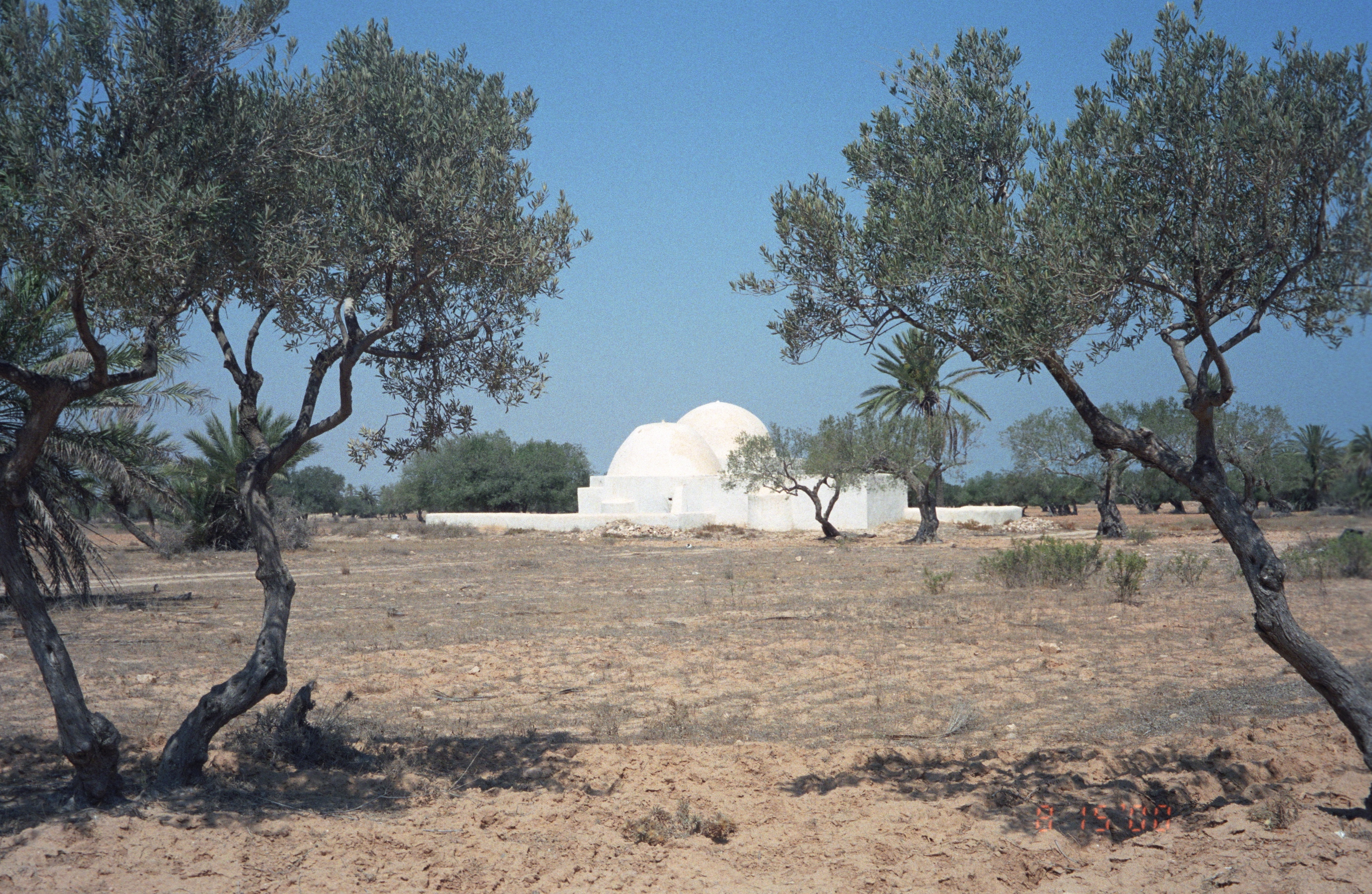
Campo agrícola com oliveiras e mesquita

O lugar ocupado pela oliveira, conhecida na ilha desde há milénios,  não é tão importante como o da tamareira e alguns rituais (berboura) são ainda celebrados em volta dela durante as cerimónias de casamento e de circuncisão. Como acontece com a palmeira, todas as partes da oliveira têm múltiplos usos. Os frutos são usados para fabricar azeite, que é usado na alimentação, na cosmética e na farmacologia tradicional. Outrora, quando os djerbanos visitavam as zauias, faziam frequentemente oferendas de azeite. Este era também usado para iluminação (mosbah, lâmpada de azeite) e para atear o fogo (f'tilat zit, mecha). O azeite usado e borras serviam para a confeção de sabão artesanal.
As azeitonas são também usadas em conserva para alimentação. São usados vários métodos como a secagem, a salga e a salmoura. Os caroços triturados e restos das azeitonas esmagadas são usadas na alimentação de gado. As folhas de oliveira, como as de outras árvores de fruto, são secas e serve igualmente para alimentar gado, em particular cabras e ovelhas As folhas de oliveira têm também aplicações medicinais, nomeadamente uma tisana contra o diabetes. As ramagens secas são usadas como combustível e os troncos para fabrico de objetos de madeira.[carece de fontes?]

#### Outras plantas

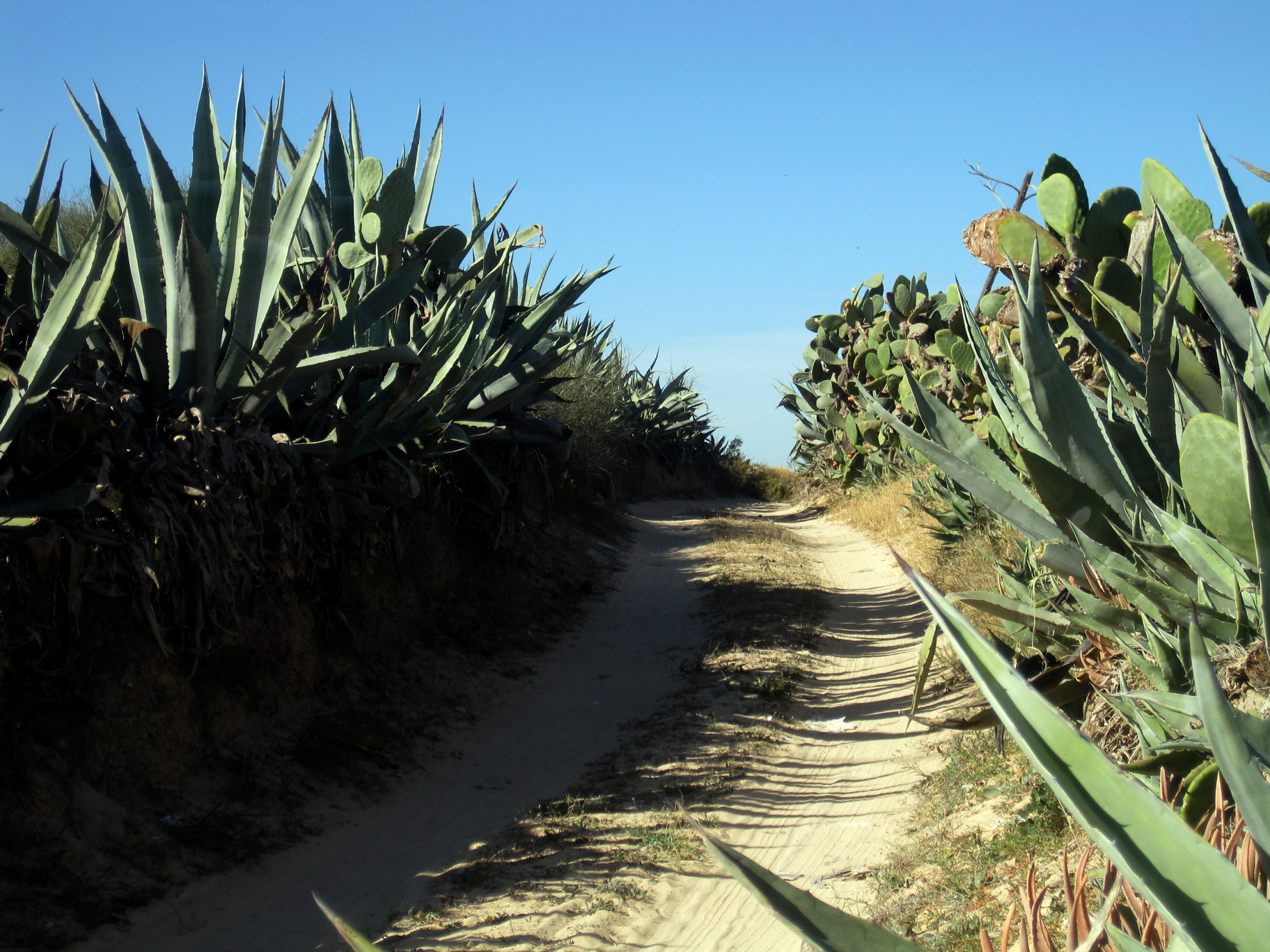
Agaves e figueiras-da-índia, duas plantas comuns usadas como sebes

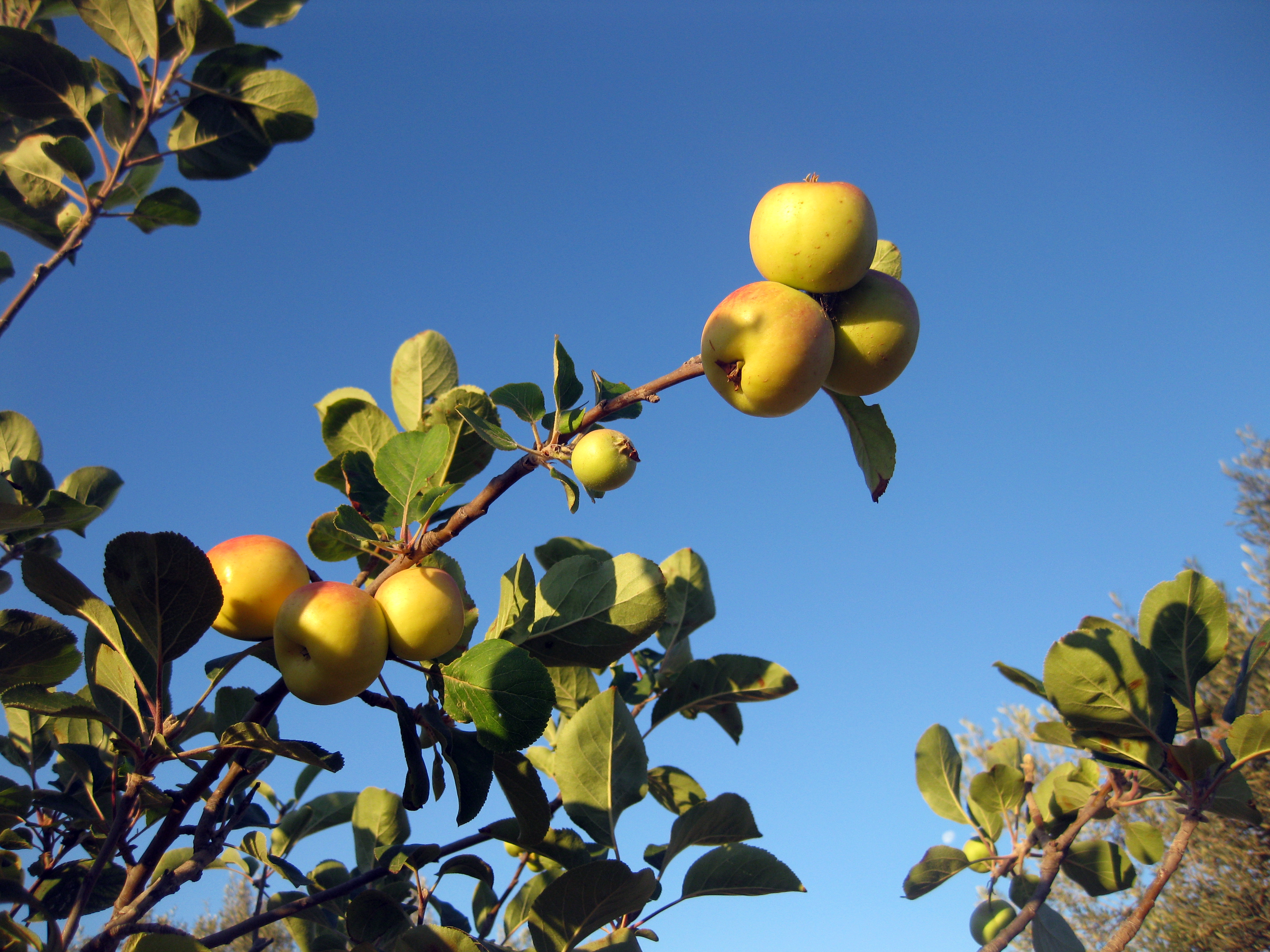
Macieira em Mezraya

A cevada constitui o alimento de base tradicional dos djerbanos, sob diversas formas: zammita (farinha aromatizada), malthoutha (cuscuz), kesra (bolacha), bazine (pudim), h´sou (sopa de farinha), d’chicha, pão, crêpes e bolos de cevada são consumidos na ilha desde há séculos. A palha é usada para alimentação de gado, que excecionalmente pode ter direito a grão, por exemplo para engordar o cordeiro do Aïd al-Adha (Festa do Sacrifício). A romãzeira é também um recurso vegetal em Djerba, sendo usado não só a totalidade do fruto como a casca, as folhas e a lenha. A casca é usada no curtimento de peles, as folhas serviam de alimento para gado e os ramos secos como combustível.[carece de fontes?]
Os djerbanos deitavam muito pouca coisa fora: as cascas de figos-da-índia, melões, melancia, abóbora e de alguns legumes e as folhas (cenouras, rabanetes, etc.) eram cortadas em pequenos pedaços e usados na alimentação do gado. Os pepinos que não eram consumidos pelos humanos eram também dados aos animais. As rosas, alguns gerânios e as flores de laranjeira são destiladas e usados na cozinha, sobretudo em doces, bem como na cosmética e farmacologia tradicionais. As cascas de laranja são secas, piladas e usadas para aromatizar café e bolos. Os poucos dejetos de alimentação que restavam eram depositados numa grande fossa cavada na extremidade da propriedade familiar ou do pomar, a qual era coberta de areia quando ficava cheia.[carece de fontes?]
Para a alimentação dos seus animais, os djerbanos armazenavam a erva da primavera e conservavam-na para estação seca e, como anteriormente referido, trituravam e aproveitavam todos os restos alimentares difíceis de consumir diretamente. Todos os ramos secos e fezes de camelo eram sistematicamente amontoadas para serem usados como combustível. Os restos de tecido e roupa usada eram cortados e usados para fabricar esteiras (klim ch'laleg). As cascas de amêndoa serviam para fabricar uma tintura tradicional para o cabelo (mardouma). Os restos de papel (jornais, cadernos velhos, etc.) eram vendidos a peso. A loiça era lavada com água do poço, em geral salobra, não potável, e com areia, argila ou uma erva gordurosa espontânea chamada gassoul. As peças de cobre eram limpas com cinza e pele de limões espremidos. A água de lavagem da loiça servia para regar as romãzeiras e outras plantas resistentes à água salobra. O caulino e a argila verde existentes em Guellala eram usados em cosmética (lavagem de cabelos e máscaras para a face e corpo), à semelhança de outros produtos naturais com o feno-grego, o mel, a farinha de grão-de-bico, clara e gema de ovo, óleo de amêndoas, etc.[carece de fontes?]
Até aos anos 1970, era proibido levar ou usar garrafas de plástico em Djerba e o uso de sacos de plástico era raro. As pessoas iam ao mercado com as suas alcofas quando se deslocavam a pé ou alforges (zembil) quando se deslocavam a cavalo de burros ou mulas. Com o desenvolvimento do turismo, as garrafas de plástico foram autorizadas e o uso de sacos de plástico generalizou-se, verificando-se também um grande aumento de caixas de conserva em metal ou em plástico. Tornou-se comum ver a beira das estradas juncadas desse género de dejetos, que também invadiram algumas partes dos campos. A estrutura do habitat está em plena mudança, assistindo-se à transformação de Midoun numa verdadeira cidade e ao surgimento doutras aglomerações urbanas, como Ouled Amor, que até aos anos 1980 tinha apenas algumas casas, e Sidi Zaid, onde dantes só havia algumas casas perto da zauia. As casas de habitação e locais de comércio começaram a surgir como cogumelos ao longo das costas que antes só tinham palmeiras, catos, agaves, aloés e figueiras-da-índia. As mudanças sentem-se igualmente na composição da população, nos seus hábitos, no seu vestuário e linguagem.[carece de fontes?]

### Instituições culturais

#### Museus

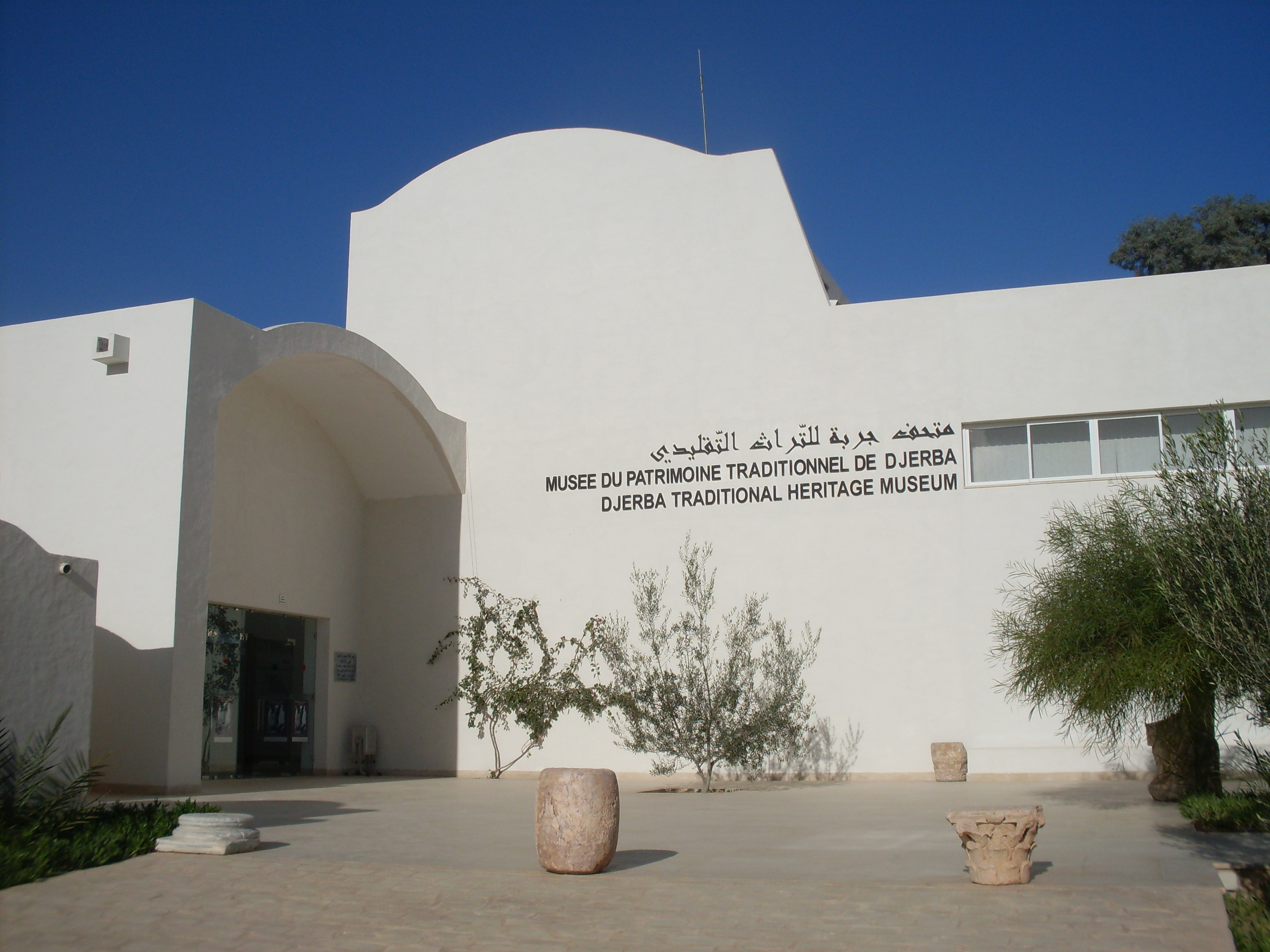
Museu do Património Tradicional de Djerba, inaugurado em 2008 e sucessor do Museu de Artes e Tradições Populares de Houmt Souk, fundado no final da década de 1970

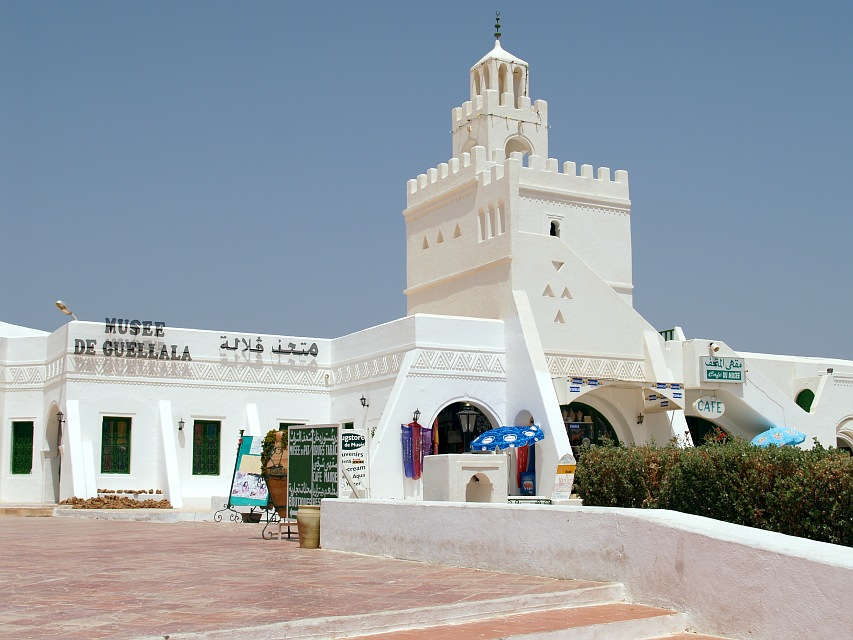
Museu de Guellala

O Museu de Artes e Tradições Populares de Houmt Souk foi fundado no final dos anos 1970 na antiga zauia de Sidi Zitouni, uma santuário de estilo mourisco construído no século XVIII por ordem do caide (governador) da ilha Ben Ayed. No seu acervo destaca-se o cenotáfio do xeque Abu Bakr Ezzitouni, um erudito e teólogo sunita. O museu permite descobrir o rico folclore da ilha, como o vestuário de diversos grupos sociais, joias fabricadas pelos artesãos judeus, exemplares do Alcorão, utensílios de cozinha, etc. Em 17 de dezembro de 2008, após obras de restauro e ampliação, reabriu com o nome de Museu do Património Tradicional de Djerba. As obras de melhoramento incluíram o restauro da zauia e a construção de um novo bloco com 2 000 m² com arquitetura tradicional da ilha.
O Museu de Guellala, inaugurado em 2001, tem igualmente em exposição coleções do património djerbano. Com mais de 4 000 m² de área de exposição, é constituído por uma série de pavilhões independentes, cada um dedicado a um tema (festas, tradições e vestuário, artesanato, mitos e lendas, música tradicional, mosaicos e ainda uma coleção importante de caligrafia árabe. Em 2005 recebia anualmente uma média de cerca de 100 000 visitantes, 30% deles tunisinos.
A Jemaâ Fadhloun, uma mesquita cuja fundação pode remontar ao século XI, situada perto da estrada que liga Houmt Souk a Midoun, foi transformada num museu onde o visitante pode descobrir como as mesquitas de Djerba serviam de refúgio para os habitantes durante os ataques e cercos e lhes permitia defenderem-se e sobreviverem.
Perto do farol de Taguermess foi criado o Djerba Explore, um parque temático que se estende por doze hectares, e que alberga o Museu Lella Hadhria. Este é uma reconstituição duma aldeia tradicional djerbana, que apresenta uma panorâmica da arte tunisina e do mundo árabe-islâmico. O parque inclui ainda um circuito de património da ilha e a maior quinta de crocodilos da bacia mediterrânica, onde são mantidos 400 espécimes trazidos de Madagáscar e da África do Sul numa área de 20 000 m².

#### Festivais e outros eventos
Em Djerba são organizados diversos festivais ao longo do ano, dedicados principalmente à divulgação das múltiplas facetas da sociedade da ilha.
O Festival Internacional Djerba Ulysse, que decorre entre julho e agosto, inclui espetáculos de música e de teatro e diversas atividades e animações que dão a conhecer o património local. Na mesma linha, o Festival da Olaria de Guellala propõe um programa cultural que divulga as criações dos oleiros daquela aldeia do sul da ilha. O Festival das Músicas das Ilhas do Mundo e do Filme Insular acolhe grupos de músicos e cantores provenientes de diversas ilhas do mundo. Do seu programa fazem também parte projeções de documentários  de carácter insular. O Comité Cultural de Houmt Souk e a Casa de Cultura Férid-Ghazi organizam o Festival Farhat-Yamoun, de teatro e de artes cénicas. O Festival de Mergulho e Vela Tradicional tem lugar todos os verões na localidade de Ajim e é um evento simultaneamente cultural e desportivo que mostra os métodos de mergulho dos pescadores de esponjas e inclui regatas de feluccas (espécie de faluas) e outras competições náuticas.[carece de fontes?]
Outros eventos são, por exemplo, o Festival do Filme Histórico e Mitológico, que decorre entre julho e agosto, uma regata de prancha à vela (setembro) e o Festival das Marionetas (novembro).

## Economia

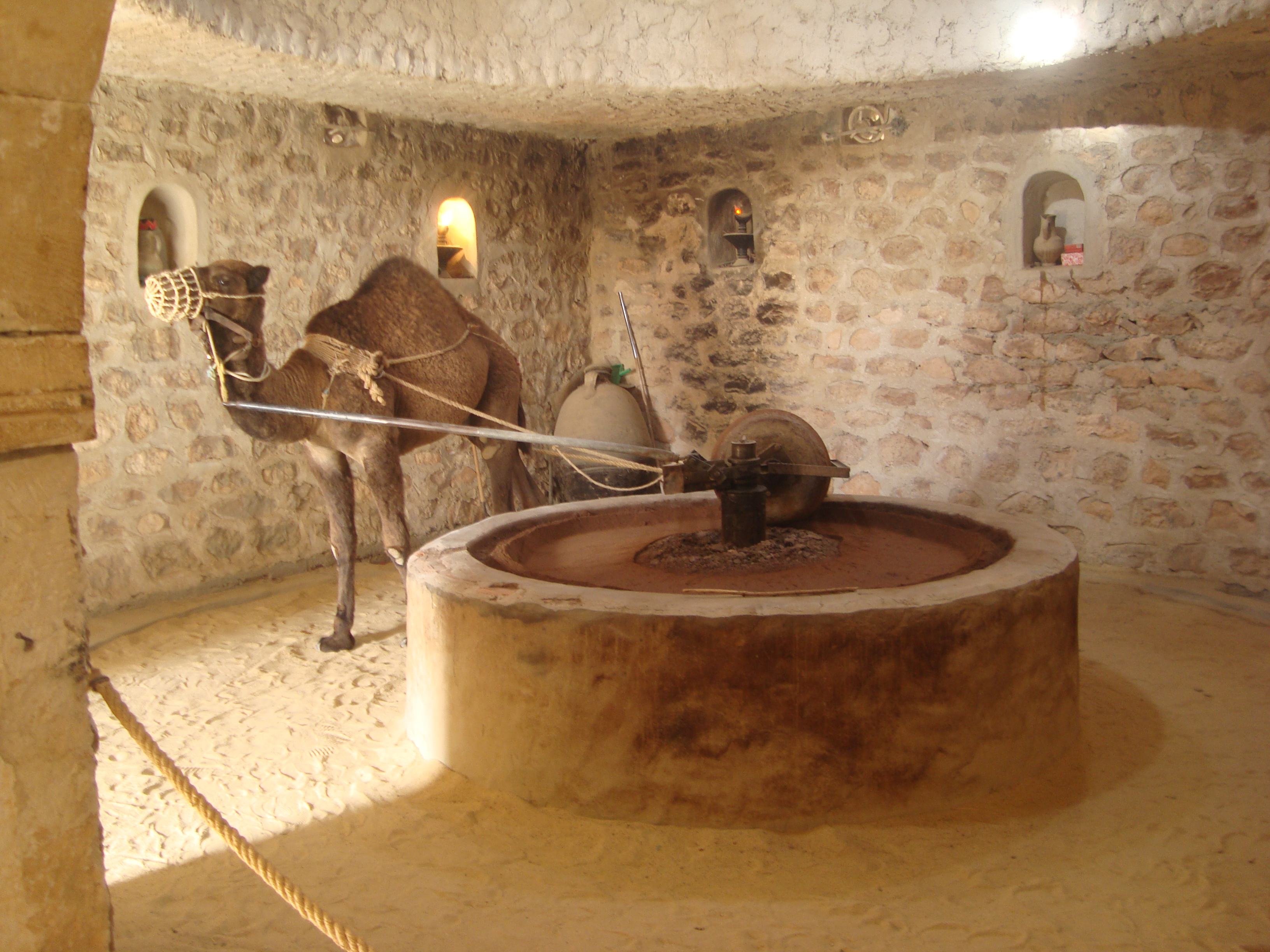
Reconstituição de lagar de azeite tradicional no Museu de Guellala

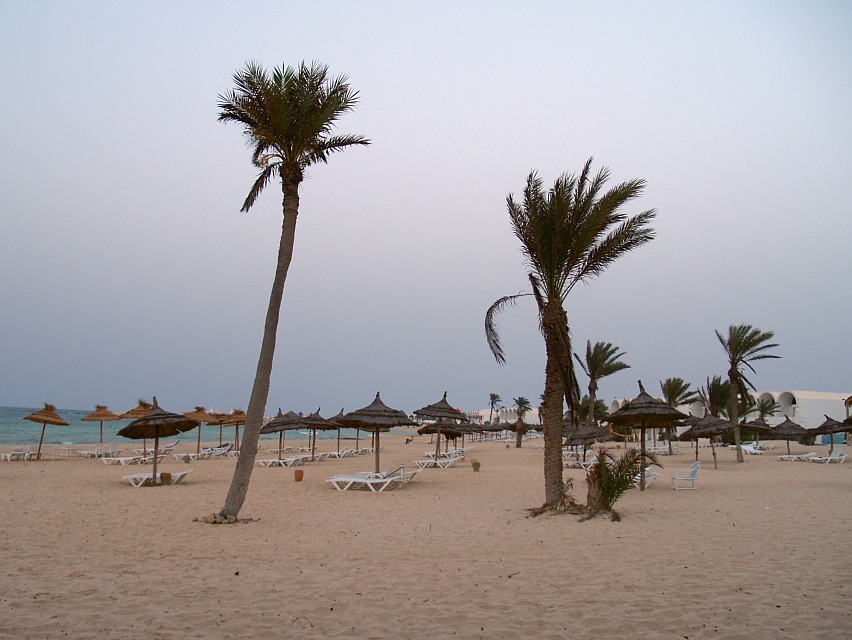
Praia dum hotel de Sidi Mahrez, perto de Midoun

A economia de Djerba é tradicionalmente «mista, baseada na complementaridade dos recursos da terra, do mar e do artesanato […] o agricultor pode ser pescador ou artesão durante uma parte do ano.», ao mesmo tempo que é sempre comerciante. Tipicamente, o djerbano é antes de mais um comerciante, sempre pronto a deixar a sua ilha natal para desenvolver a sua atividade comercial. Desde os ano 1940, só 4% dos comerciantes de Djerba estão instalados na ilha. René Stablo escrevia em 1941 que entre os «6 444 muçulmanos que se dedicam ao comércio, 6 198, ou seja 96%, deles tinham lojas na bacia mediterrânica desde o litoral atlântico até às margens do Bósforo […] Eles são merceeiros, vendedores de tecidos, colchas, "chéchias" cerâmica, donos de cafés, barbeiros, etc.»
Em 1961 estimou-se em pouco mais de um milhão de dinares tunisinos o valor das remessas aunais dos djerbanos que viviam fora da ilha, o que representava 42% do valor das produções e serviços gerados em Djerba; a agricultura representava então 17%. Em 1998 estimava-se entre 20 e 25 milhões de dinares (17 a 20 milhões de dólares US) o valor das remessas anuais dos djerbanos emigrados no estrangeiro, enquanto que os recursos agrícolas representavam 2 a 4% dos recursos globais da ilha, 20 vezes menos do que as atividades turísticas.

### Turismo
Djerba dispõe de cerca de vinte quilómetros de praias de areia, situadas sobretudo na extremidade leste e nordeste da ilha, que levaram Gustave Flaubert a apelidar Djerba de "Ilha das Areias de Ouro". As melhores praias encontram-se no nordeste (Sidi Hacchani, Sidi Mahrez et Sidi Bakkour), no leste (entre Sidi Garrous e Aghir), a sul (perto de Guellala) e a oeste (Sidi Jmour).
Até ao início dos anos 1950, as praias só eram frequentadas durante as visitas (ziara) que os locais faziam aos marabutos. Com a abertura dum hotel da cadeia Club Méditerranée em 1954 e o desenvolvimento do turismo a partir dos anos 1960 (o primeiro hotel importante desse período foi construído em 1961) as praias passaram a ser cada vez mais frequentadas. O estado tunisino tem sido o principal protagonista do desenvolvimento turístico através dos seus investimentos e dos benefícios fiscais e financeiros concedidos aos estabelecimentos turísticos, a maior parte deles instalados, naturalmente, na costa oriental.
Em meados da década de 1970, a atividade turística ganha proporções imprevisíveis no início e na década seguinte o turismo ganha ainda mais impulso, passando a ser a principal atividade económica da ilha. Os espaços permitem a construção de grandes unidades hoteleiras cuja taxa de ocupação média em 1999 era de 68%, colocando Djerba na segunda posição entre os destinos turísticos tunisinos.
Em 2009 o parque hoteleiro tinha 49 147 camas para nove milhões de dormidas diárias em 135 hotéis (contra 48 em 1987). As taxas de fidelização dos clientes (aqueles que repetem estadias várias vezes) aproximavam-se então dos 45% e o setor turístico empregava cerca de 76 000 pessoas, três vezes mais do que em 1987, apesar do número de empregos diretos não ser superior a 15 000 postos de trabalho, frequentemente precários por serem sazonais.

A presença dum aeroporto internacional (Djerba-Zarzis ou Melita) e de boas infraestruturas rodoviárias têm um papel importante em todo este desenvolvimento, que faz de Djerba um centro turístico importante e gerador de crescimento económico da região. O aeroporto foi construído durante o protetorado francês para fins militares, tendo sido aberto para o tráfego civil em 1970. Desde então foi ampliado várias vezes.

### Agricultura

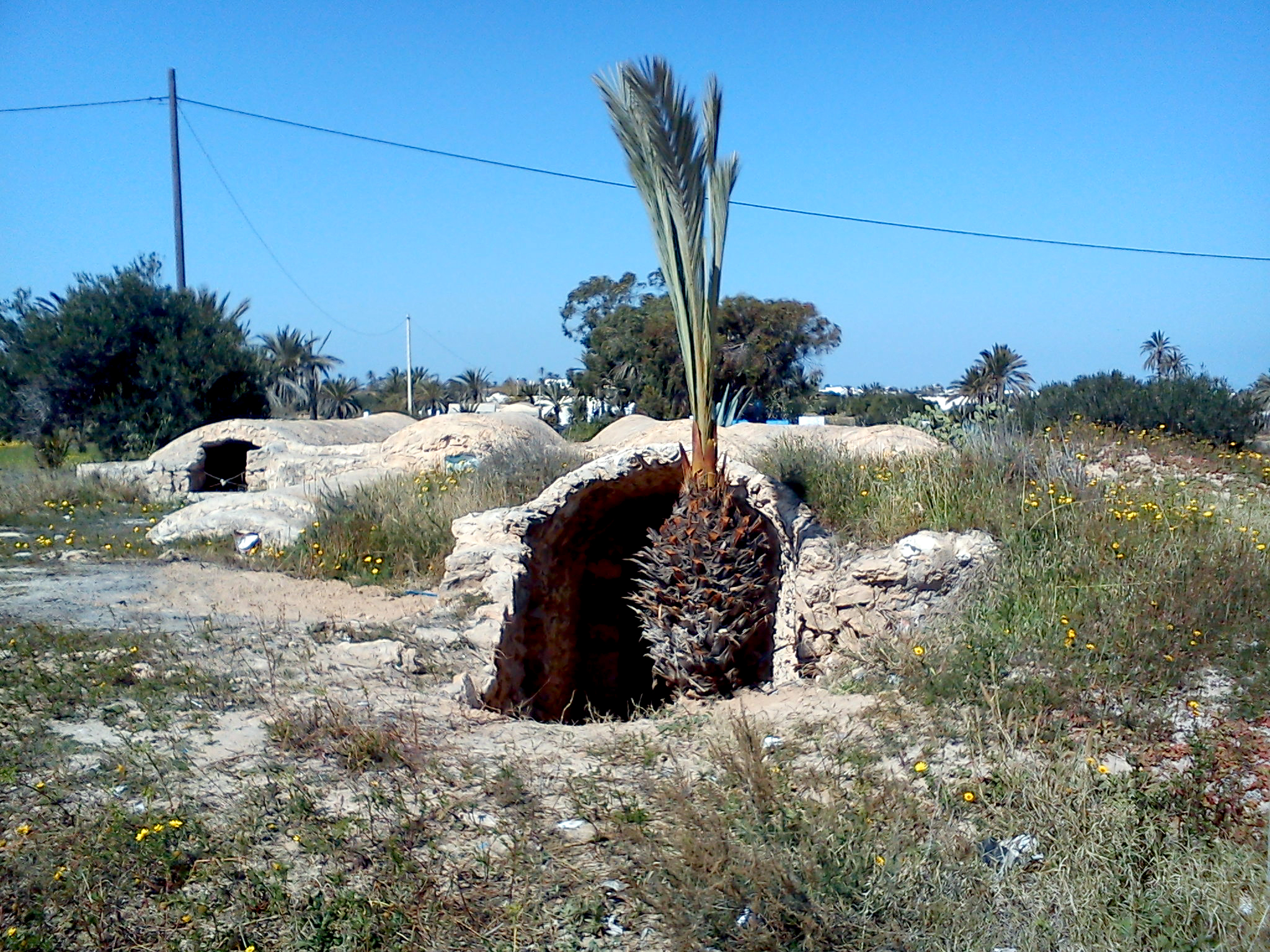
Lagar de azeite subterrâneo

A agricultura ainda desempenha um papel importante na economia da ilha. O clima propicia a existência de numerosas oliveiras, cujos frutos são colhidos pelas famílias de agricultores no outono, de romãzeiras, tamareiras, figueiras, macieiras, amendoeiras, figueiras-da-índia de frutos espinhosos que ladeiam as estradas e campos, vinha, legumes e alguns cereais. As receitas geradas pelas tamareiras e oliveiras representam 64% do total da produzido pela agricultura. Os recenseamentos agrícolas de 1929 e 1963 registaram, respetivamente, 394 500 e 497 000 oliveiras. Em 1963 existiam ainda 52 000 oliveiras silvestres (zabbous) que se tornaram uma moda e começaram a ser arrancadas para serem transplantadas fora da ilha. Apesar disso, atualmente ainda se encontram algumas oliveiras milenares em Djerba. As variedades de tâmaras mais apreciadas localmente são a r´tab, lemci, matata e temri. À exceção da última, que é conservada e consumida todo o ano, as restantes variedades são consumidas principalmente frescas, durante a sua época.
No seio do menzel, a família tem geralmente um ou dois cães de guarda e um ou mais gatos que se encarregam de proteger o celeiro dos ratos, algumas galinhas para fornecerem ovos e carne, além de algumas cabras e ovelhas para produção de leite e seus derivados, como soro de leite (l’ban), leite fermentado (raieb), queijo (rigouta e jebna), carne, lã e peles. Normalmente têm também um burro ou um muar, além dum camelo, usados para os trabalhos agrícolas (lavrar e irrigar) e por vezes também para puxar uma carroça, se a família tiver uma.[carece de fontes?]

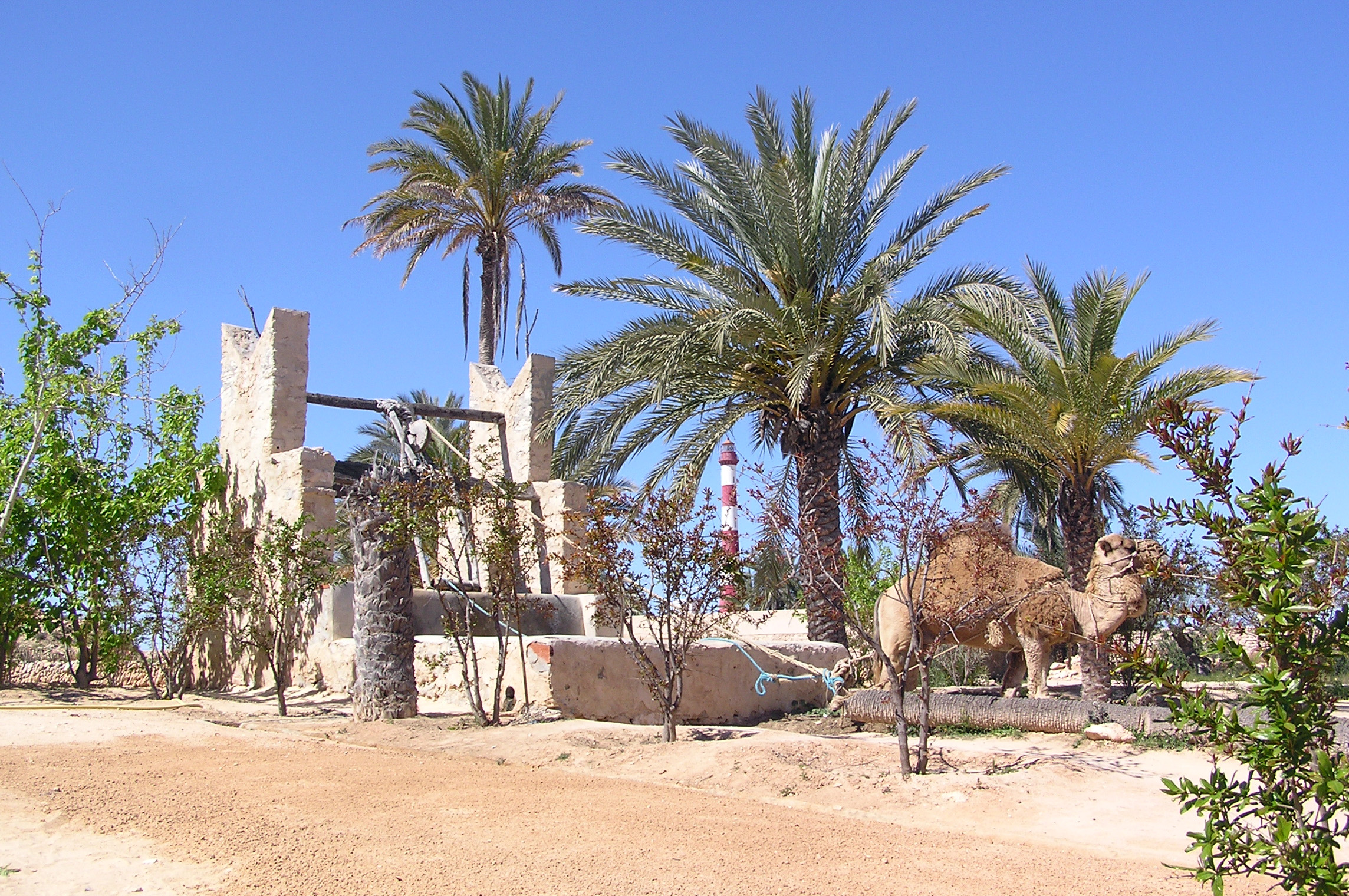
Poço tradicional, no qual a água é içada por um camelo

Algumas famílias possuem uma senia, um pomar irrigado com valas, mas o mais comum é terem apenas um jnan, um pomar não irrigado, uma horta e um campo para cultivarem os seus próprios cereais (trigo nas zonas onde há água doce, cevada, sorgo e lentilhas no resto da ilha). Além do menzel, há outro tipo de exploração agrícola, a frawa (olival). Até aos anos 1960 muitos djerbanos viviam numa autarcia quase total, isto é, eram auto-suficientes em praticamente quase tudo, apenas comprando nos mercados o mínimo necessário: sal, açúcar, chá, café, algumas especiarias e pouco mais artigos. As pessoas com poucos meios para comprar café, em vez do consumirem puro, misturavam-no com grão-de-bico ou cevada torrada aromatizada com casca de laranja seca e triturada.[carece de fontes?]
O sistema de irrigação tradicional, chamado seguia é baseado na água de um poço, a qual é vertida para um tanque por um delou (uma espécie de balde em couro) preso a uma corda que é puxada geralmente por um camelo. O percurso inclinado feito pelo animal corresponde à profundidade do poço. Os campos estão divididos em pequenos quadrados (jadouel), delimitados por pequenos taludes de areia (sarout), os quais têm pequenas aberturas para deixar passar a água que corre da seguia. Quando um jadouel é cheio de água, a abertura é fechada e a água dirigida para o jadouel seguinte.
A água subterrânea é salobra e por isso só permite certas culturas, como cevada, sorgo e lentilhas. A fertilidade dos campos depende tanto do trabalho árduo do proprietário e da sua família como da qualidade (nível de salinidade) das águas de irrigação. Os campos de cultivo são usualmente delimitados no exterior por pequenos taludes de terra chamados tabia, cobertos de catos, figueiras-da-índia, agaves ou aloés. Esses taludes servem não só para tapar a vista do exterior para os menzel, mas principalmente para proteger os campos contra a erosão eólica.
Em 1940, existiam em Djerba 520 000 palmeiras, 375 000 oliveiras, 160 000 árvores de fruto (macieiras, pereiras, figueiras, amendoeiras, etc.) e 650 000 pés de vinha. Praticamente não existiam verdadeiras pastagens e a atividade pecuária era bastante reduzida. Em 1938, 31% da produção adulta vivia da agricultura, uma proporção que baixou para 25% em 1956 e 17% em 1962. Atualmente, as percentagens são ainda mais baixas. A agricultura em estufas de plástico e a irrigação gota-a-gota surgiram ao mesmo tempo que a criação de vacas leiteiras, cujo número ascendia a 500 em 1998.

### Pesca

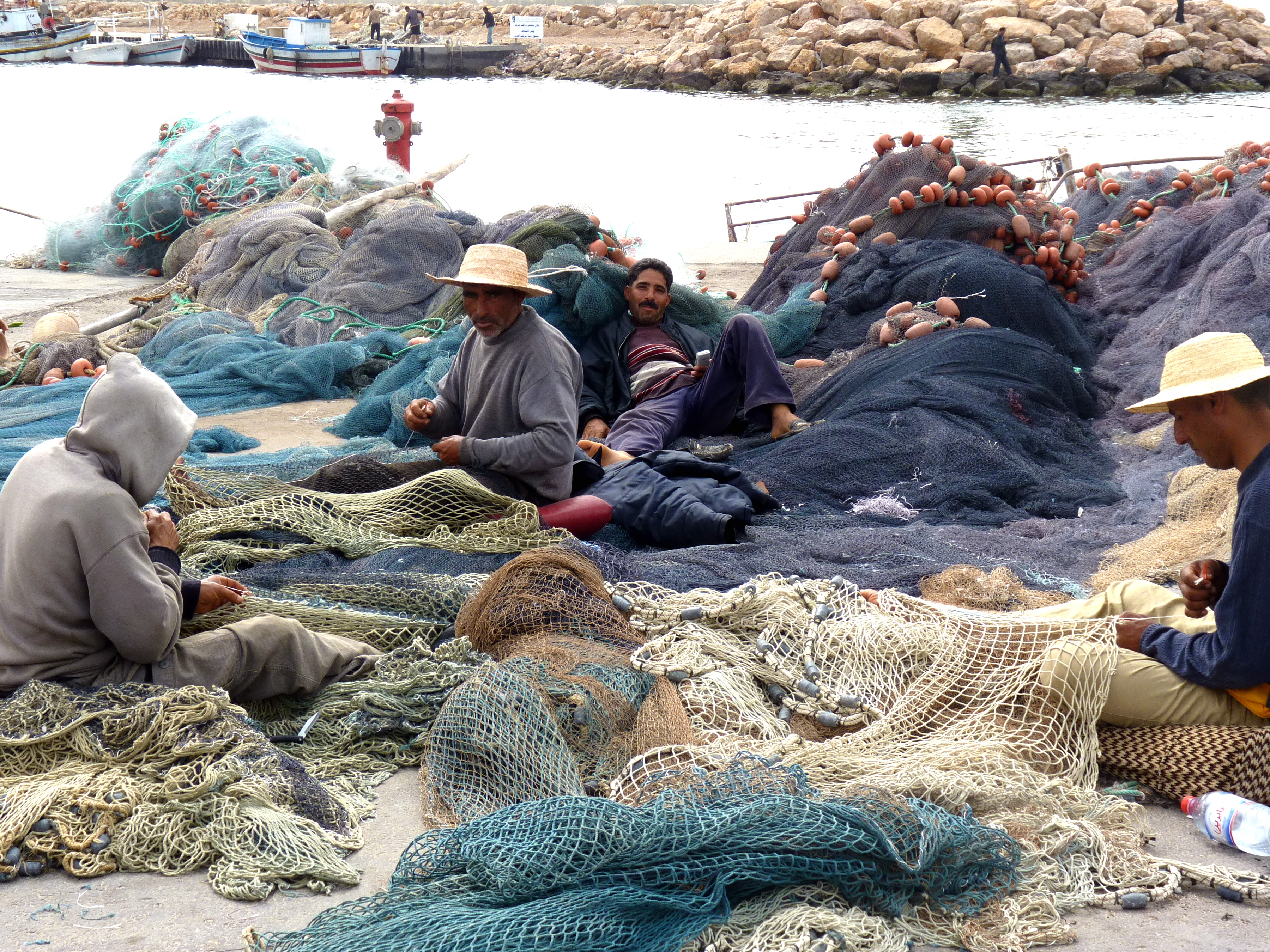
Pescadores de Houmt Souk reparando redes

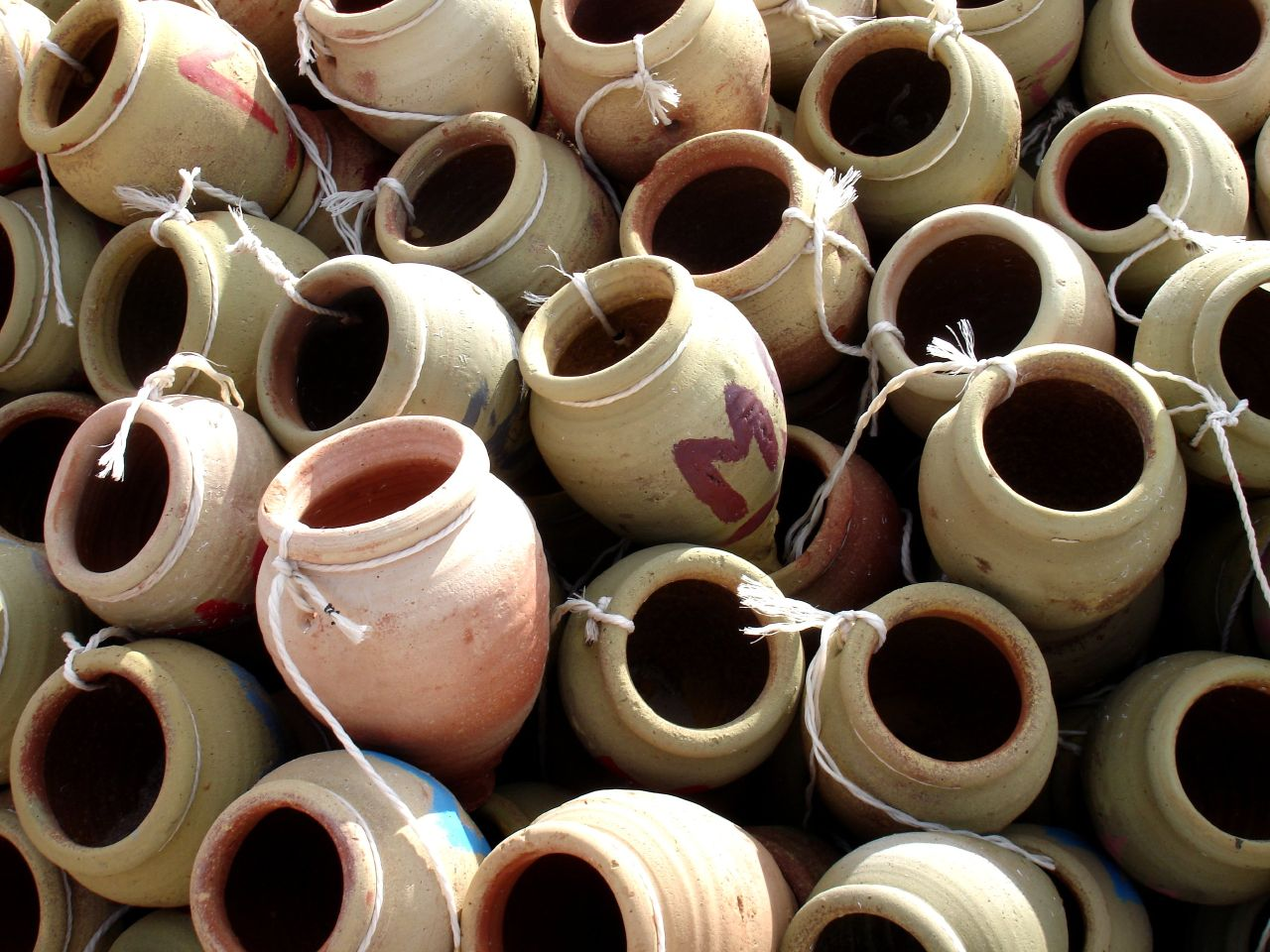
Armadilhas para pesca de polvo em Houmt Souk

Djerba tem vários pequenos portos de pesca, nomeadamente os de Houmt Souk, Aghir, Lella Hadhria, El Kantara e de Ajim, este último famoso no passado pela pesca de esponjas, introduzida por pescadores gregos  provenientes da ilha de Calímnos que ali se instalaram cerca de 1890. As águas ao largo da ilha encontram-se entre as mais ricas em peixe de todo o Mediterrâneo e entre as espécies mais pescadas destacam-se o polvo, capturado com pequenos potes de barro, que os animais adotam como refúgio e por isso neles se introduzem, e diversas espécies de tainha, que localmente se designam bouri, ouraghi e maazoul.
Embora tradicionalmente as mulheres participem nas atividades agrícolas e de artesanato, elas nunca se dedicam à pesca, ao contrário do que acontece nas ilhas Kerkennah. A pesca é uma das especialidades dos habitantes ibaditas de algumas aldeias entre Ajim e Sedouikech. Um método muito particular, a zriba ou charfia (armações de pesca fixas) é muito praticada e ao largo das costas oeste e norte é comum verem-se tapumes ou tabiques fixados nos baixios para encaminharem os peixes para as nassas (armadilhas).
Em 1938, cerca de 1 300 homens (pouco menos de 10% da população adulta masculina) viviam da pesca utilizando cerca de 600 barcos e 130 armações. Em 1964, o número de embarcações tinha descido para 507, o de armações para 85 e o de pescadores para 1 274; em 1998 restavam 15 armações e 2 470 pescadores, um decréscimo ainda acentuado em relação à população ativa tendo em conta o aumento demográfico no mesmo período. Das 4 378 toneladas de pescado comercializadas em 1981, passou-se para cerca de 3 000 toneladas em 1993.
Faróis
A fim de assegurar a segurança dos navios, erguem-se vários faróis ao longo das costas da ilha. O mais alto (e alegadamente também o mais alto do Norte de África) é o farol de Taguermess, uma torre com 54 metros de altura que se ergue na costa nordeste sobre uma formação rochosa com 20 metros de altura, e que domina uma uma sebkha (lagoa) alimentada pela água do mar durante a maré cheira. Foi construído em 1885 e o seu semáforo tem um alcance de 32 milhas marítimas (59 km).
Outro farol importante, o primeiro instalado em Djerba, é o de Borj Jilij, situado na extremidade noroeste da ilha, perto do aeroporto. Foi originalmente construído no final do século XVI no lugar onde ser erguia um antigo fortim chamado pelos espanhóis "Torre de Valgarnera". Em Aghir, na costa sudeste há outro farol e existem bastante mais, como os dos portos de Ajim e de Houmt Souk.

### Artesanato

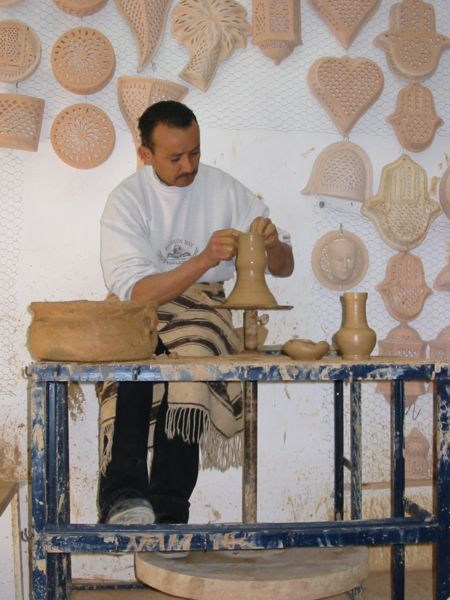
Oleiro de Guellala

O artesanato, em particular os trabalhos em lã, desempenhou um papel primordial na vida económica e social da ilha ao longo de muitas gerações e ainda hoje constitui uma fonte importante de receitas para os djerbanos dos dois sexos. A produção de lã vai desde a tosquia à tecelagem e à confeção de colchas e tapetes, passando pela lavagem, fiação e cardagem. A arquitetura das oficinas de tecelagem é típica de Djerba: semi-enterradas a fim de preservar a humidade e uma certa temperatura, são facilmente identificadas pelo seu frontão triangular.
Em 1873 existiam na ilha 428 tecelagens e 2 524 tecelões, um número que em 1955 tinha descido para cerca de 1 600 e 1 299 em 1963. Além dos tecelões, a indústria de tecelagem envolve lavadeiras, cardadoras e fiadoras de lã, em princípio sempre mulheres, bem como tintureiros, uma atividade que em Djerba remonta à época púnica. As colchas djerbanas, chamadas farracha ou farrachia eram célebres e muito apreciadas. Outros produtos importantes das tecelagens de Djerba são os  houlis em algodão, lã ou seda natural, bem como os kadrouns, k'baia, kachabia, wazras e burnous (albornozes, trajes masculinos em lã.
A olaria de Guellala remonta pelo menos à época romana. As suas produções eram tradicionalmente sobretudo utilitárias, embora pudessem ser também decorativas.
O escritor francês Georges Duhamel (1884–1966) escreveu acerca dos oleiros de Guellala nos anos 1920:
| “ | Procurei poetas. Encontrei oleiros. Mais nenhum ofício faz melhor pensar em Deus, em Deus que formou o homem da lama da terra […] Em todos os caminhos de Djerba, entre os aterros arenosos, coroados de agaves púrpura, circulam camelos, carregando um fardo enorme e vão: um grande cacho de bilhas sonoras […] | ” |
|   | — Georges Duhamel, Le prince Jaffar, 1924 . |   |

A joalharia em ouro e prata ainda é uma atividade lucrativa e importante. Os joalheiros de Houmt Souk são exímios na prdoução de jóias em prata esmaltada e em filigrana de ouro. A cestaria, cuja matéria prima são folhas novas de palmeira, eram uma fonte importante de receita, em particular para as pessoas mais velhas. Atualmente, os sacos, alcofas (koffa) e chapéus (chamados m’dhalla ou dhallala, conforme as aldeias) ainda são vendidos, tanto aos locais como a turistas. Os artesãos confecionam também o cordame e as nassas dos pescadores. A produção de esteiras com junco também é uma atividade presente na ilha, principalmente na localidade de Fatou, perto de Houmt Souk. Os bordados, uma atividade quase exclusiva das mulheres, particularmente de roupa tradicional, ainda é a principal fonte de rendimento de bastantes famílias. O artesanato assumiu novas formas e conheceu um progresso considerável com o desenvolvimento do turismo, em particular no fabrico de tapetes.[carece de fontes?]

## Infraestruturas

### Transportes

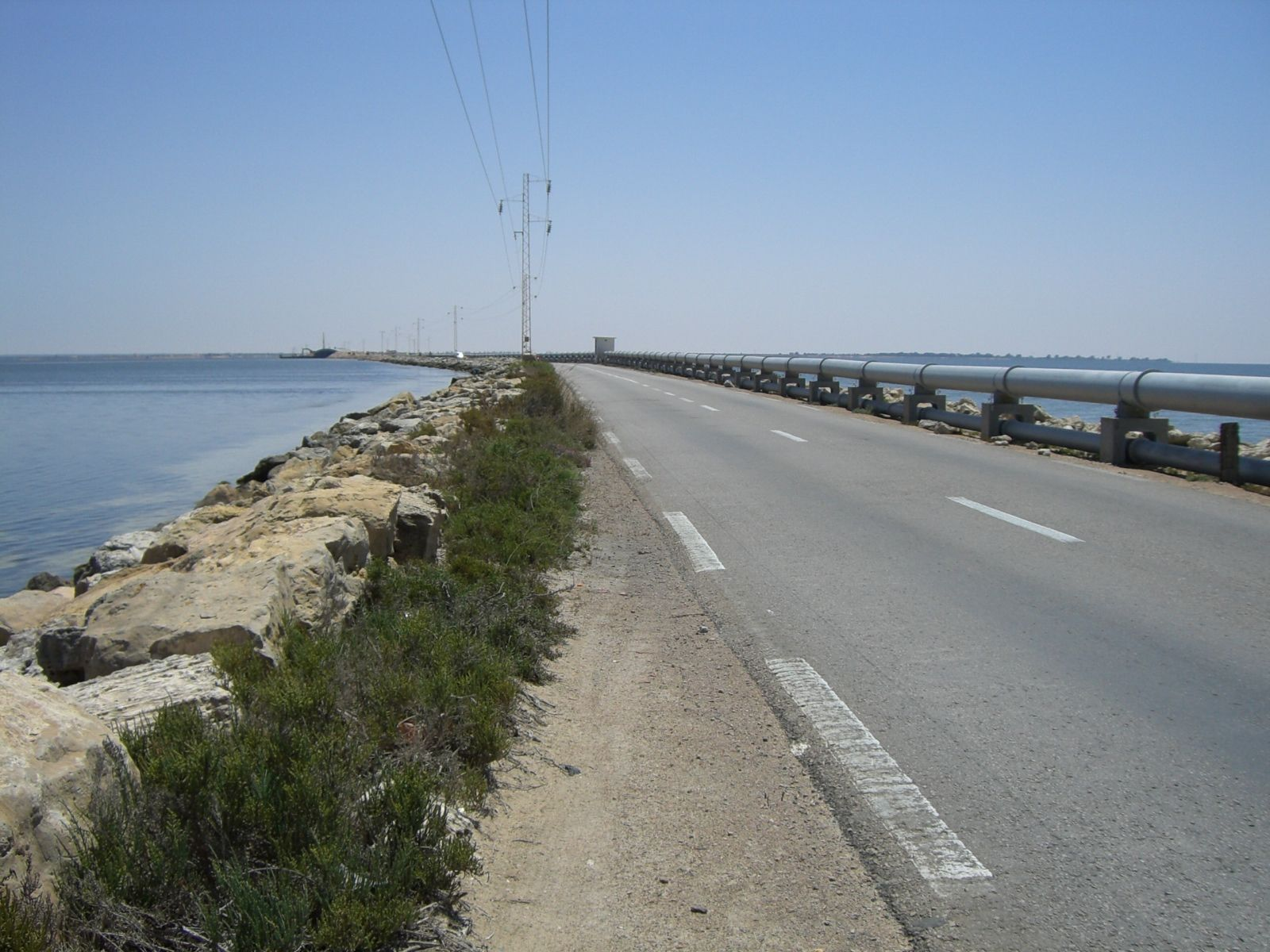
A chamada calçada romana de El Kantara, que liga a ilha ao continente

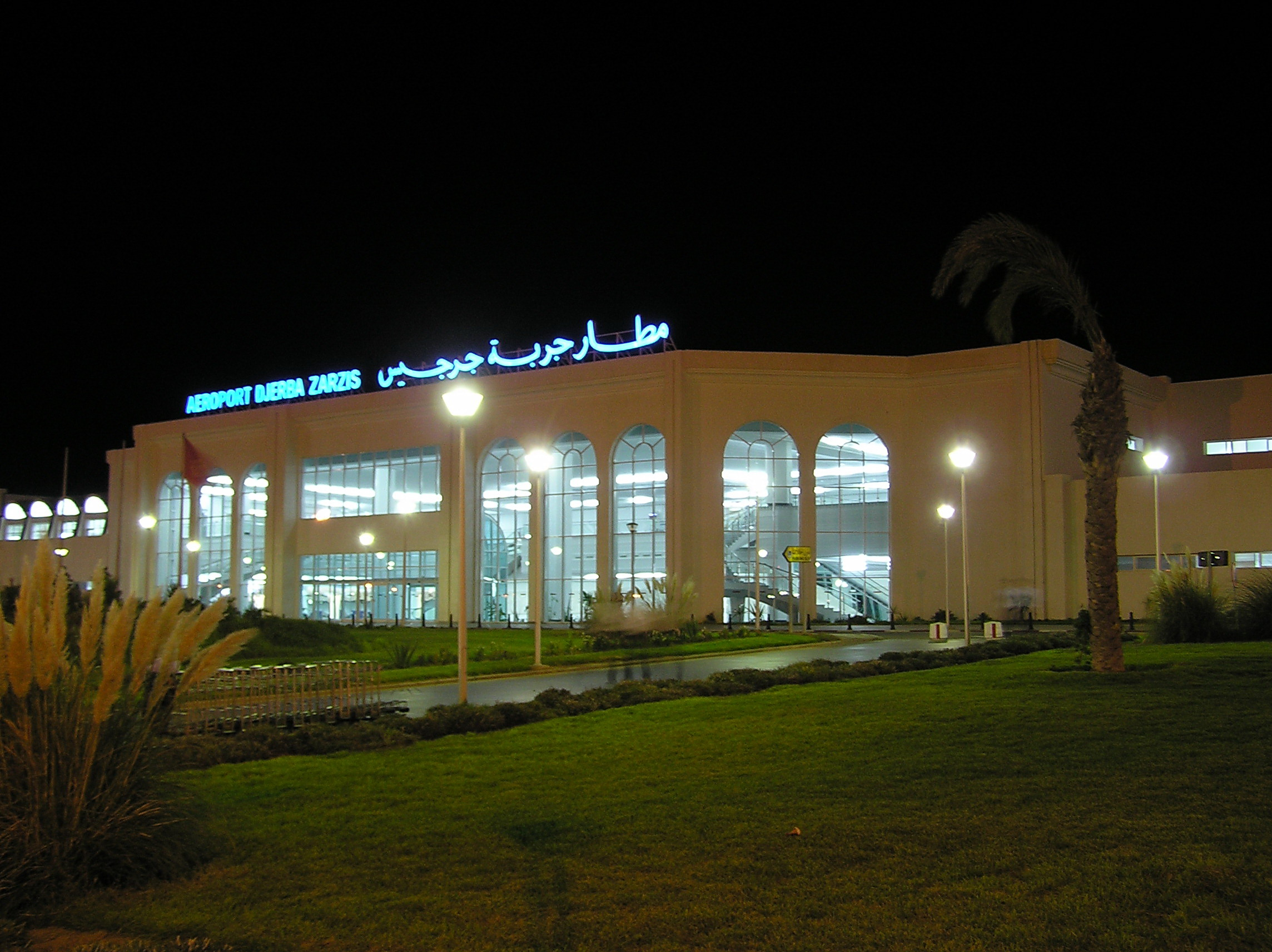
Vista noturna do Aeroporto Internacional de Djerba-Zarzis, ou de Melita, no noroeste da ilha

A ilha está ligada ao continente na ponta sudeste por uma ponte de 7,5 km de comprimento e cerca de 10 metros de largura, frequentemente chamada "calçada romana" devido à sua origem milenar. Na realidade, trata-se de uma espécie de talude ou aterro com condutas por baixo do piso da estrada para deixar circular a água do mar. Supõe-se que o seu traçado remonta ao final do século III a.C., quando foi construída pelos cartagineses. A obra foi modificada pelos romanos, que lhe chamaram Pons Zita e a perfuraram para instalarem moinhos de água. A ponte, chamada El Kantara (que significa simplesmente "a ponte" em árabe) deu o nome à localidade vizinha. Entre meados do século XVI e a década de 1950 esteve em grande parte submersa, depois de ter sido parcialmente derrubada pelo corsário otomano Dragute em 1551 para escapar a um bloqueio naval espanhol e italiano comandado por Andrea Doria (ver secção História).
Ao longo dos séculos, foi estabelecido um vau chamado Trik Ejjmaal (rota dos dromedários) nas ruínas da calçada romana, por onde passavam os cameleiros. No mesmo local foi construída em 1951 a atual estrada, que depois foi melhorada várias vezes, que liga a ilha ao continente. A estrada, asfaltada ainda durante o protetorado francês, permite igualmente abastecer a ilha de água, através de duas condutas tubulares que seguem ao longo da berma. Djerba tem muito pouca água doce, concentrando-se as nascentes em Mahboubine (onde é bombeada a 80 metros de profundidade), Oued Ezz'bib e Oualegh. Sem o fornecimento de água a partir do continente, o turismo de massas presente na ilha seria impensável, já que 80% que as instalações turísticas são responsáveis por 80% do consumo de água.[carece de fontes?]
Existe outra ligação ao continente, assegurada por ferryboats entre Ajim, na ponta sudoeste da ilha, e a aldeia de Jorf, na costa africana. A travessia dura cerca de quinze minutos.[carece de fontes?]
A ilha dispõe de várias estradas asfaltadas que ligam todas as localidades de alguma importância. Uma delas é uma via rápida construída nos anos 2000 que liga o aeroporto a Houmt Souk e à zona turística a norte de Midoun. A ree de transportes públicos é algo limitada, o que é de alguma forma colmatado pela abundância de táxis, o qual constitui o meio de transporte pessoal mais eficiente para quem não dispõe de automóvel. Outras formas de transporte comuns para locais e turistas são a bicicleta e a  motocicleta, as quais podem ser facilmente alugadas em vários pontos da ilha com alguma concentração de turistas.
O Aeroporto Internacional de Djerba-Zarzis, situado no noroeste da ilha, a oeste da aldeia de Melita, 8 km a oeste de Houmt Souk e a cerca de 20 km dos principais hotéis, tem voos para os principais aeroportos da Tunísia e para muitos dos aeroportos europeus e do Médio Oriente de onde afluem mais turistas para a ilha. O aeroporto foi construído nos anos 1950, durante o protetorado francês, para fins militares, tendo sido aberto para o tráfego civil em 1970. Foi ampliado em 1972, em 1986 foi dotado dum terminal de mercadorias e em 1992 a sua capacidade foi duplicada.

### Outras infraestruturas

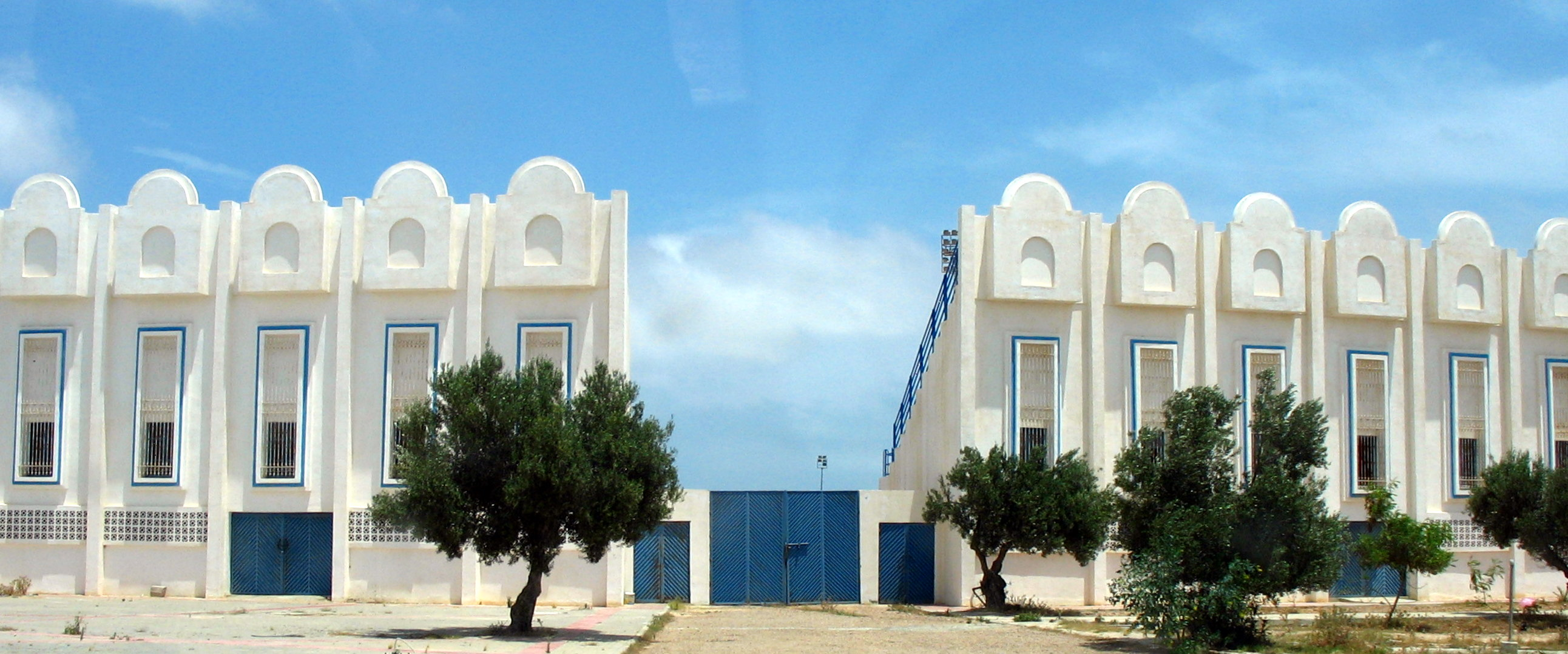
Estádio de Midoun

Djerba conta com alguns hospitais públicos e diversas clínicas privadas, construídas sobretudo nos anos 1990, quando também se multiplicaram os estabelecimentos escolares. Desde 2004 que Houmt Souk dispõe dum grande teatro ao ar livre, onde decorrem manifestações culturais como o Festival Internacional Djerba Ulisses.
Há vários estádios de futebol, dos quais os mais importantes são os de Houmt Souk, com capacidade para 12 000 espetadores, e o de Midoun, com capacidade para 10 000 espetadores. Os principais clubes da ilha são o Association sportive de Djerba (Associação Desportiva de Djerba ou AS Djerba) e o Espoir sportif de Jerba Midoun (Espírito Desportivo de Djerba Midoun, ESJM). O primeiro foi fundado em 1946 e joga normalmente na segunda divisão tunisina, mas nas temporadas 2000-2001 e 2002-2003 subiu à primeira divisão. O ESJ Midoun foi fundado em 1976 e chegou a ganhar a Taça da Liga. Em 2000-2001, e foi o campeão da segunda divisão nacional em 2006-2007, mas desceu para a terceira divisão em 2008.[carece de fontes?]
Djerba dispõe também de um campo de golfe, situado perto do complexo hoteleiro Dar Jerba e do farol de Taguermess, próximo de Midoun.